# Musée Condé

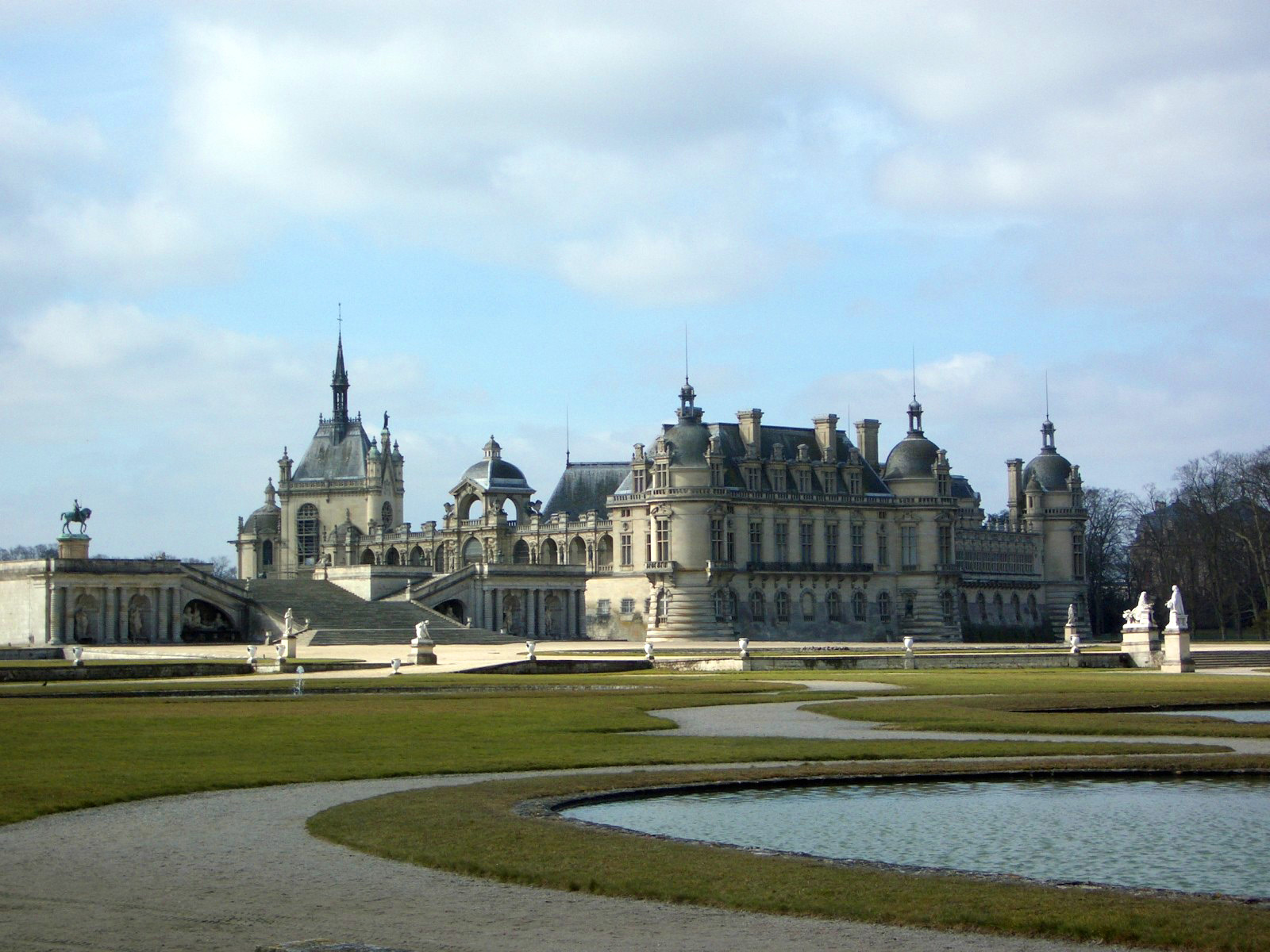
Schloss Chantilly

Das Musée Condé ist ein Kunstmuseum, das sich im Schloss Chantilly, etwa 60 km nördlich von Paris, befindet. Es wurde von Henri d’Orléans, duc d’Aumale und Sohn von König Louis-Philippe, aufgebaut, ausgestattet und 1884 testamentarisch mitsamt seiner Kunstsammlung dem Institut de France vererbt. Das Museum besteht heute aus Ausstellungsräumen, aber auch aus den Privatgemächern, die die Fürsten von Condé und der Duc d’Aumale selbst im 18. und 19. Jahrhundert einrichteten und bewohnten.
Die Sammlung besteht hauptsächlich aus Werken der italienischen und französischen Schule, von denen drei Gemälde von Fra Angelico, drei Gemälde von Raffael, fünf von Nicolas Poussin, vier von Antoine Watteau und fünf von Ingres hervorzuheben sind. Das Museum besitzt weiterhin 2500 Zeichnungen und eine Bibliothek mit 1500 Handschriften, darunter 200 Buchmalereien. Das bedeutendste Werk ist hier das Stundenbuch des Herzogs von Berry. Eine Sammlung von Drucken, Miniaturporträts, Skulpturen, Antiken, Photographien, Möbeln und Porzellan gehört ebenfalls zum Schatz des Museums.
Die Kunstwerke können nur in Chantilly besichtigt werden, da der Duc d’Aumale an die Schenkung die Bedingung knüpfte, dass die Präsentation der Werke erhalten bleiben müsse und dass die Werke nicht verliehen werden dürfen. Die Ausstellung ist somit seit 1898 weitgehend unverändert geblieben. Das Museum wird jährlich von etwa 250.000 Besuchern besichtigt. Jedes Jahr werden vier Sonderausstellungen organisiert, um Werke zu zeigen, die aus Konservierungsgründen normalerweise nicht ausgestellt werden können.

## Geschichte
Während seines ganzen Lebens erwarb Henri d’Orléans, den man meist mit seinem Titel Duc d’Aumale bezeichnet, in ganz Europa Kunstwerke, die seinen Vorfahren gehört hatten oder die Sammlungen entstammten, in den verschiedenen Kriegen und Revolutionen verstreut worden waren. Er nutzte insbesondere sein Exil in England (1848–1870) dazu, Gemälde und Bücher zu sammeln. Kurz nach seiner Rückkehr nach Frankreich begann er den Wiederaufbau des Schlosses auf seinem Anwesen in Chantilly, um dort seine Sammlung unterzubringen. Das Grand Château, das Große Schloss, wurde im Jahr 1885 fertiggestellt.

### Aufbau der Sammlung des Duc d’Aumale
Die Fürsten von Condé bauten im Laufe der Zeit eine Sammlung von Meisterwerken, aber auch von Porträts ihrer Familienmitglieder auf. Ab dem Jahre 1643, der Zeit des Grand Condé, diente das Schloss Chantilly als Aufbewahrungsort der Gemälde. Neben den Porträts des Grand Condé besitzt das Schloss auch Gemälde seiner kriegerischen Heldentaten, die sich jetzt innerhalb des Schlosses in der Grande galerie des actions de Monsieur le Prince befinden. Während der Französischen Revolution wurden die Sammlungen auseinandergerissen und ein Teil der Gemälde ging verloren. Nach der Restauration versuchte Ludwig VI. die Sammlung wieder zusammenzufügen und er konnte etwa 100 Gemälde neu erwerben, überwiegend Porträts und Jagdszenen der französischen, flämischen und niederländischen Schulen. Als Universalerbe und Vermächtnisnehmer des letzten Condé erhielt Henri d’Orléans die Sammlung in vollem Umfang.

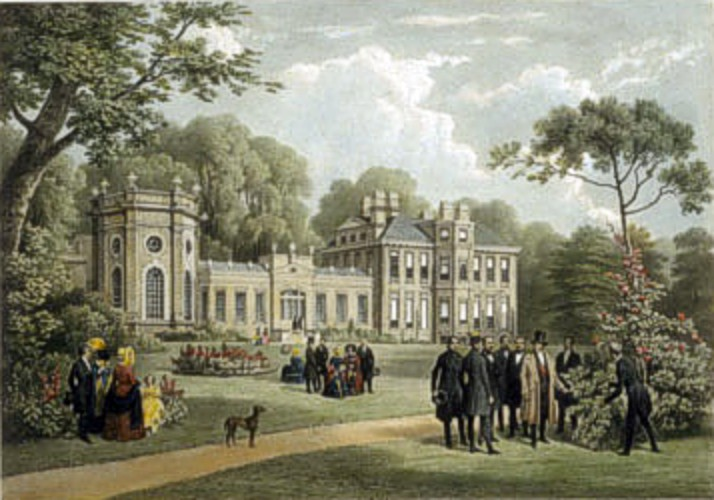
Orleans House in Twickenham, Residenz des Duc d’Aumale während seines englischen Exils

Der Duc d’Aumale kaufte seine ersten Kunstwerke im Jahre 1844, um damit die Gemächer, die er gerade im kleinen Schloss Chantilly für seine Frau Maria Karolina Augusta von Neapel-Sizilien eingerichtet hatte, zu verschönern. Es waren dies mehrere Porträts aus dem 18. Jahrhundert, darunter Werke von Nicolas de Largillière und Joseph Siffred Duplessis. Bei seinem Exilaufenthalt ab dem Jahr 1848 begann er, Kunst systematisch zu sammeln: Im Jahr 1850 erwarb er nach dem Verkauf der Sammlung seines verstorbenen Vaters das Gemälde Das Pferd geht aus dem Stall von Théodore Géricault. Im Jahr 1852 zwang Napoleon III. ihn und die ganze Familie Orléans, ihr Eigentum im Konkursverfahren zu verkaufen. Dadurch standen ihm plötzlich erhebliche finanzielle Mittel zur Verfügung. Im Jahr 1852, in dem er in seiner Residenz in Twickenham wohnte, widmete er sich fast ausschließlich dem Aufbau der Sammlung, unterstützt von Beratern. Bei der Wahl der Werke leiteten ihn zwei Grundsätze: er erwarb Werke, die an seine berühmten Vorfahren erinnerten oder ihnen gehört hatten, und Werke, die an die ruhmreiche Geschichte Frankreichs erinnerten.
Im Jahr 1854 wurde der Duc d’Aumale Besitzer der Kunstsammlung seines Schwiegervaters Leopold von Neapel-Sizilien und damit von mehr als der Hälfte der italienischen Gemälde, die heute im Schloss Chantilly zu sehen sind. Gleichzeitig erwarb er bei einer Auktion das Gemälde Bethlehemitischer Kindermord von Nicolas Poussin. Er spezialisierte sich auf die Bibliophilie und erwarb Handschriften und Buchmalereien des Mittelalters, deren bedeutendste das Stundenbuch des Herzogs von Berry ist, das der Duc d’Aumale in Italien im Jahr 1856 ankaufte. Als im Jahr 1861 Frédéric Reiset, damals Kurator des Louvre, seine Sammlung von Zeichnungen verkaufte, erweiterte der Duc d’Aumale seine Kunstsammlung mit Zeichnungen von Dürer, Raffael, Poussin und Lorrain. Im Jahr 1869 kaufte er die Sammlung des Marquis Maison, die vor allem aus Malereien des 18. Jahrhunderts und der orientalistischen Richtung des 19. Jahrhunderts bestand. Beim Verkauf der Sammlung Delesserts im Jahre 1869 gelang ihm der Erwerb der Madonna d’Orléans von Raffael.
Nach seiner Rückkehr nach Frankreich im Jahre 1871 setzte der Duc d’Aumale, mittlerweile Akademiemitglied geworden, seine Akquisitionen fort. Im Jahre 1876 erwarb er vom Fürst von Sutherland dessen Sammlung von französischen Porträts, die von Alexandre Lenoir aufgebaut und bis dahin im Stafford House in London aufbewahrt worden waren. Sie enthielt Werke von François Clouet, Corneille de Lyon, Pierre Mignard und Philippe de Champaigne. Drei Jahre später kaufte er die Gemäldesammlung von Frédéric Reiset an, die altitalienische Werke, Gemälde von Gérard und Ingres sowie ein Werk von Poussin enthielt. Im Jahr 1881 erwarb er 311 Porträts, die ursprünglich aus der Sammlung von Caterina de’ Medici stammten, später Lord Carlisle gehört hatten und François Clouet zugeschrieben werden. Anschließend wurden die Ankäufe gezielter: Die drei Grazien Raffaels 1885, das Ländliche Konzert von Corot 1890, 40 Buchmalereien aus dem Stundenbuch des Étienne Chevalier von Jean Fouquet im Jahr 1891 sowie Ahasver erwählt Esther von Filippino Lippi im Jahre 1892.

### Errichtung eines Museums für die Sammlung

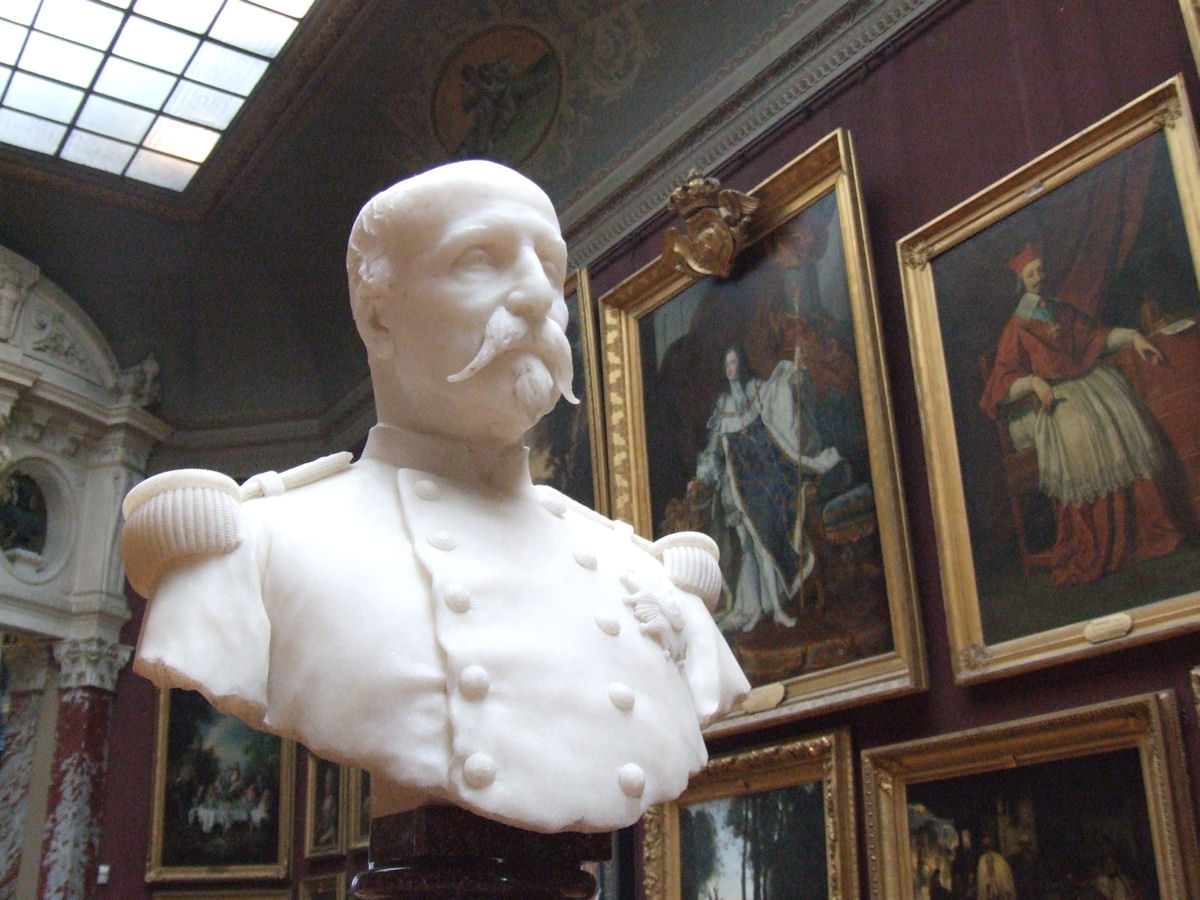
Marmorbüste des Duc d’Aumale in der Grande Galerie, Paul Dubois.

Im Jahre 1875 beauftragte der Duc d’Aumale den Architekten Honoré Daumet mit einem Projekt, das Große Schloss an dem Ort, der seit der Zerstörung des alten Schlosses im Gefolge der Revolution unbebaut geblieben war, wieder aufzubauen. Bereits zu diesem Zeitpunkt sah er zusätzlich zu seinen eigenen Gemächern und Empfangsräumen Galerien vor, um seine Sammlung auszustellen, darunter eine verglaste Galerie, um die Fenster des Mythos der Psyche aus dem Schloss Écouen präsentieren zu können. Der Rohbau wurde im Jahr 1882 und die Innenausbauarbeiten im Jahr 1885 abgeschlossen. Der Architekt schuf kleine Räume, die mit Oberlichtern versehen waren, wie das Santuario oder die Tribune. Der Duc d’Aumale lud mehrere namhafte Künstler seiner Zeit zur Innendekoration ein: Den Maler Paul Baudry, die Bildhauer Henri Chapu, Laurent Marqueste, Georges Gardet und den Silberschmied Émile Froment-Meurice. Während seines zweiten Exils zwischen 1886 und 1889 ließ er die Logis in Museumsräume und das Theater in eine Bibliothek umbauen. Der Duc d’Aumale lud regelmäßig zu Empfängen in das Schloss ein, um seinen Gästen zu solchen Anlässen seine Sammlungen zu zeigen. Die Kosten der Bauarbeiten zwischen 1872 und 1897 werden auf 5 365 758,17 Goldfrancs geschätzt. Im März 1878 beschloss der Duc d’Aumale, sein Schloss der Öffentlichkeit während der Sommersaison, donnerstags und sonntags vom 1. Juni bis 1. Oktober, zugänglich zu machen.

### Schenkung an das Institut de France
In seinem Testament vom 3. Juni 1884 vermachte der Duc d’Aumale, der ohne direkte Erben geblieben war, seine Kunstsammlung mit dem Rest der Besitzungen von Chantilly an das Institut de France. Er war zu diesem Zeitpunkt selbst bereits Mitglied von Akademien, die dieser Institution unterstanden: seit 1871 der Académie française und der Académie des Beaux-Arts seit 1880. Diese Schenkung sah er als Mittel zu vermeiden, dass seine Sammlung nach seinem Tod aufgelöst werden würde. Diese Vorgehensweise wurde ihm von Justin de Selves, dem damaligen Präfekten des Départements Oise und späteren französischen Minister für auswärtige Angelegenheiten, vorgeschlagen. Mit dem Verbannungsgesetz vom 2. Juni 1886 wurde der Duc wiederum gezwungen, seine Heimat zu verlassen, und er beschloss daher, aus dem Erbe eine unwiderrufliche Schenkung zu machen und sich die Nutzungsrechte auf Lebensdauer zu sichern. Die Schenkung wurde am 25. Oktober 1886 wirksam. Die Bedingungen des Schenkungsvertrages waren sehr streng: der Duc untersagte Änderungen an der Präsentation der Werke sowie deren Verkauf und Verleih.
Mit dem Dekret des Präsidenten vom 20. Dezember 1886 nahm der französische Staat die Schenkung an, sie wurde mit dem Tod des Duc am 7. Mai 1897 wirksam. Die Aufsicht über das Museum wird seither im Namen des Institut français von einem Kuratorium ausgeübt, das üblicherweise aus einem Mitglied der Académie française als Vorsitzendem, einem Mitglied der Académie des Beaux-Arts und einem weiteren Akademiemitglied, meist aus der Académie des Inscriptions et Belles-Lettres oder der Académie des sciences morales et politiques, besteht. Der vom Kulturministerium angestellte Kurator verfügt über eine Dienstwohnung im unmittelbar am Eingang des Schlossparks gelegenen Château d’Enghien. Erster Kurator war Gustave Macon, der frühere Privatsekretär des Duc d’Aumale, seine Nachfolger kamen in der Regel aus anderen Museen oder bedeutenden Bibliotheken Frankreichs.

### Das Museum unter Gustave Macon
Am 17. April 1898, ein Jahr nach dem Tod des Duc d’Aumale, öffnete das Musée Condé zum ersten Mal unter der Schirmherrschaft des Institut de France. Es öffnete seither von Mitte April bis Mitte Oktober jeden Donnerstag und Sonntagnachmittag. Schon im ersten Jahr zählte das Schloss 100.000 Besucher, die zumeist mit dem Zug von Paris anreisten. Der Kurator-Assistent Gustave Macon übernahm die Aufgabe, den Betrieb des Schlosses wie zu Zeiten des Duc sicherzustellen und das Andenken an den Duc d’Aumale zu bewahren. Diese Kontinuität wurde vor allem von den Kriegsereignissen unterbrochen.
Während des Ersten Weltkrieges begann die Evakuierung der Museumsschätze am 10. August 1914. 19 Tage später verließen die Werke von Jean Fouquet, Raffael und 20 weitere Bilder, die bedeutendsten Handschriften, 300 Zeichnungen von Jean Clouet und dessen Sohn François Clouet sowie das Schmucksteinkabinett das Museum in Richtung des Musée des Augustins von Toulouse. Sie wurden in 19 Kisten zusammen mit der Sammlung des Louvre transportiert. Der Rest wurde im Keller eingelagert. Die deutschen Truppen besetzten die Säle des Schlosses vom 3. bis 4. September während der Kämpfe um Senlis. Im Jahre 1918, als während der zweiten Schlacht an der Marne die deutschen Truppen wiederum auf das Schloss vorrückten, wurde der Rest der Sammlungen und auch das Archiv in das Musée des Beaux-Arts in Dijon evakuiert, wobei die Werke mit dem Zug und mit dem LKW transportiert wurden. Am 11. November 1918 kamen die Sammlungen in das Museum zurück.
Im Jahre 1926 geschah der einzige Diebstahl in der Geschichte des Museums. Zwei elsässische Händler, Léon Kaufer und Émile Souter, brachen in der Nacht vom 11. auf den 12. Oktober 1926 in das Schmucksteinkabinett ein und stahlen das wertvollste Stück der Sammlung, den Grand Condé, einen rosa Diamanten von 9,01 Karat. Darüber hinaus entwendeten sie einen Dolch und eine Gürtelschnalle, die Abd el-Kader gehört hatten und mit Edelsteinen besetzt waren, sowie andere Schmuckstücke, insgesamt 68 Objekte. Die Diebe wurden gegen Ende desselben Jahres gefasst, nachdem ein Hotelbesitzer misstrauisch geworden war. Der Diamant und andere Schmuckstücke wurden wiedergefunden, die Werke aus Silber oder Gold waren jedoch eingeschmolzen oder in die Seine geworfen worden. Am 29. Juni 1927 kam der rosa Diamant in die Ausstellung zurück.

### Weitere Geschichte

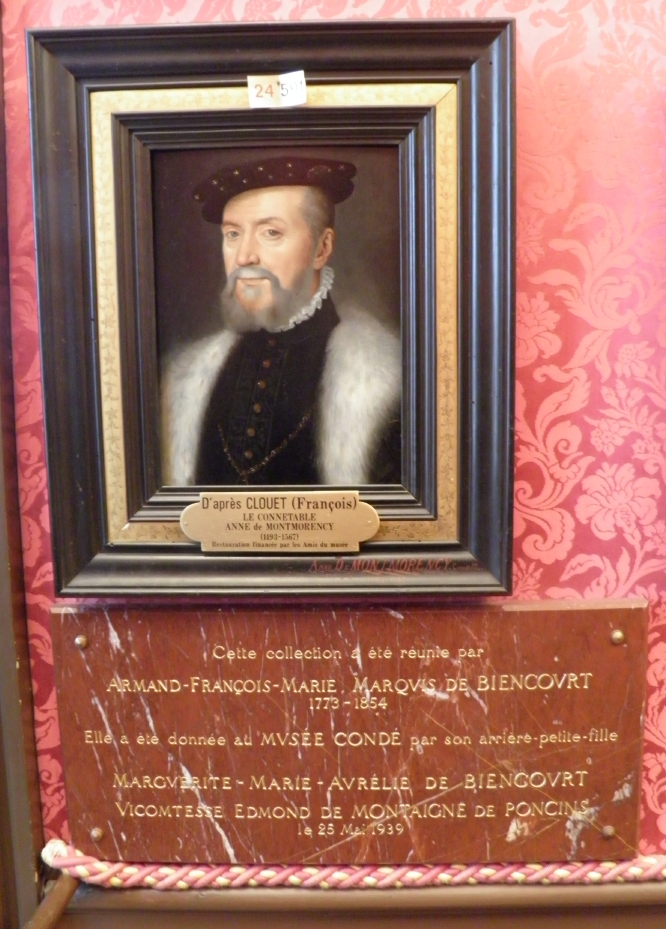
Gedenktafel an die Schenkung der Vicomtesse de Montaigne de Poncins aus dem Jahre 1939 im Salle des Clouet, unter einem Porträt von Anne de Montmorency nach François Clouet

Nach dem Tod von Gustave Macon wurde Henri Malo zum neuen Kurator bestimmt. Er trat sein Amt im Jahre 1931 an und führte die Organisation von Sonderausstellungen ein, um Zeichnungen und Werke aus dem nicht permanent ausgestellten Schatz des Museums zu präsentieren. Zwischen 1930 und 1940 wurden 16 derartige Ausstellungen organisiert. Im Jahre 1939 wurde dem Museum eine bedeutende Schenkung gemacht, die 1946 rechtskräftig wurde. Es handelt sich hierbei um eine Sammlung von 52 Porträts bedeutender Persönlichkeiten, die aus dem 15. bis 17. Jahrhundert stammen und dem Marquis Armand de Biencourt (1802–1862) gehört hatten. Letzterer hatte die Werke in seinem Schloss Azay-le-Rideau aufbewahrt und sich geweigert, sie dem Duc zu verkaufen. Seine Tochter, die Vicomtesse de Montaigne de Poncins, schenkte sie schließlich dem Museum. Sie wurden in die Sammlung des Museums integriert und befinden sich heute in der Salle des Clouet der Logis.
Während des Zweiten Weltkrieges wurde die Sammlung erneut evakuiert. Die Vorbereitungen dazu begannen am 26. August 1939. Nachdem ursprünglich angedacht war, die gesamte Sammlung in den alten Steinbrüchen unter der Pferderennbahn von Chantilly zu verstecken, wurde sie in den Kellern des Museums aufbewahrt. In größter Eile wurden die Kunstwerke vom 26. bis 28. Mai 1940 in Sicherheit gebracht. Dank der Intervention von Marschall Pétain, der Mitglied der Académie de France und des Kuratoriums war, wurden die Kunstschätze auf etwa 20 LKWs gleichzeitig mit jenen der Pariser Museen evakuiert. Sie waren während der Kriegsjahre im Château de Lancosme in Vendœuvres, Département Indre. Im Dezember 1945 wurden die Teile der Sammlung, die in Chantilly geblieben waren, aus ihren Verstecken geholt, und im März 1946 kam der Bestand aus dem Château de Lancosme zurück. Am 8. Juni des gleichen Jahres wurde das Museum offiziell wieder eröffnet.
Im Jahre 1957 erhielt das Museum eine weitere bedeutende Schenkung in Form von etwa 100 Stücken Chantilly-Porzellan von Léon Lefébure und seiner Frau. Das Porzellan, von dem ein Großteil in Imari-Stil ist, wird in Vitrinen im Salon Orléans der Logis seit 1958 ausgestellt. In den 1980er Jahren hatte das Institut de France Schwierigkeiten, den Erhalt des Schlosses Chantilly und des Museums zu finanzieren. Mit Hilfe amerikanischer Geldgeber wurde der gesamte Besitz des Schlosses und das Museum im Jahre 2005 für eine Dauer von 20 Jahren der Verwaltung der Stiftung für die Erhaltung der Domäne von Chantilly übergeben. Diese Stiftung wird überwiegend privat durch Aga Khan finanziert.
| Periode   | Name des Kuratoren   |
| --------- | -------------------- |
| 1897–1930 | Gustave Macon        |
| 1931–1948 | Henri Malo           |
| 1949–1953 | Albert Henraux       |
| 1954–1971 | Raoul de Broglie     |
| 1971–1983 | Raymond Cazelles     |
| 1983–1998 | Amélie Lefébure      |
| 1998–2022 | Nicole Garnier-Pelle |
| 2022–     | Mathieu Deldicque    |

| Periode        | Name des Vorsitzenden |
| -------------- | --------------------- |
| 1897–1915      | Alfred Mézières       |
| 1917–1922      | Ernest Lavisse        |
| 1922–1935      | Paul Bourget          |
| 1936–1944      | Gabriel Hanotaux      |
| 1944–1963      | Henry Bordeaux        |
| 1963–1967      | Alphonse Juin         |
| 1967–1973      | Pierre Gaxotte        |
| 1973–1983      | André Chamson         |
| 1984–1998      | Maurice Schumann      |
| 1998–2009      | Alain Decaux          |
| 2009–2010      | Pierre-Jean Rémy      |
| 2010 bis heute | Marc Fumaroli         |

## Ausstellungsräumlichkeiten
Der Wiederaufbau des Schlosses durch Honoré Daumet hatte von Beginn an das Ziel, einen Rahmen für die Sammlungen des Duc d’Aumale zu schaffen. Auf diese Art sind viele Räume entstanden, wenngleich zu Beginn das Musée Condé auf einige Gemäldegalerien beschränkt war. Seit der Öffnung des Schlosses für die Allgemeinheit im Jahr 1898 gehören alle Räume, inklusive die Großen Gemächer, zum Museum.

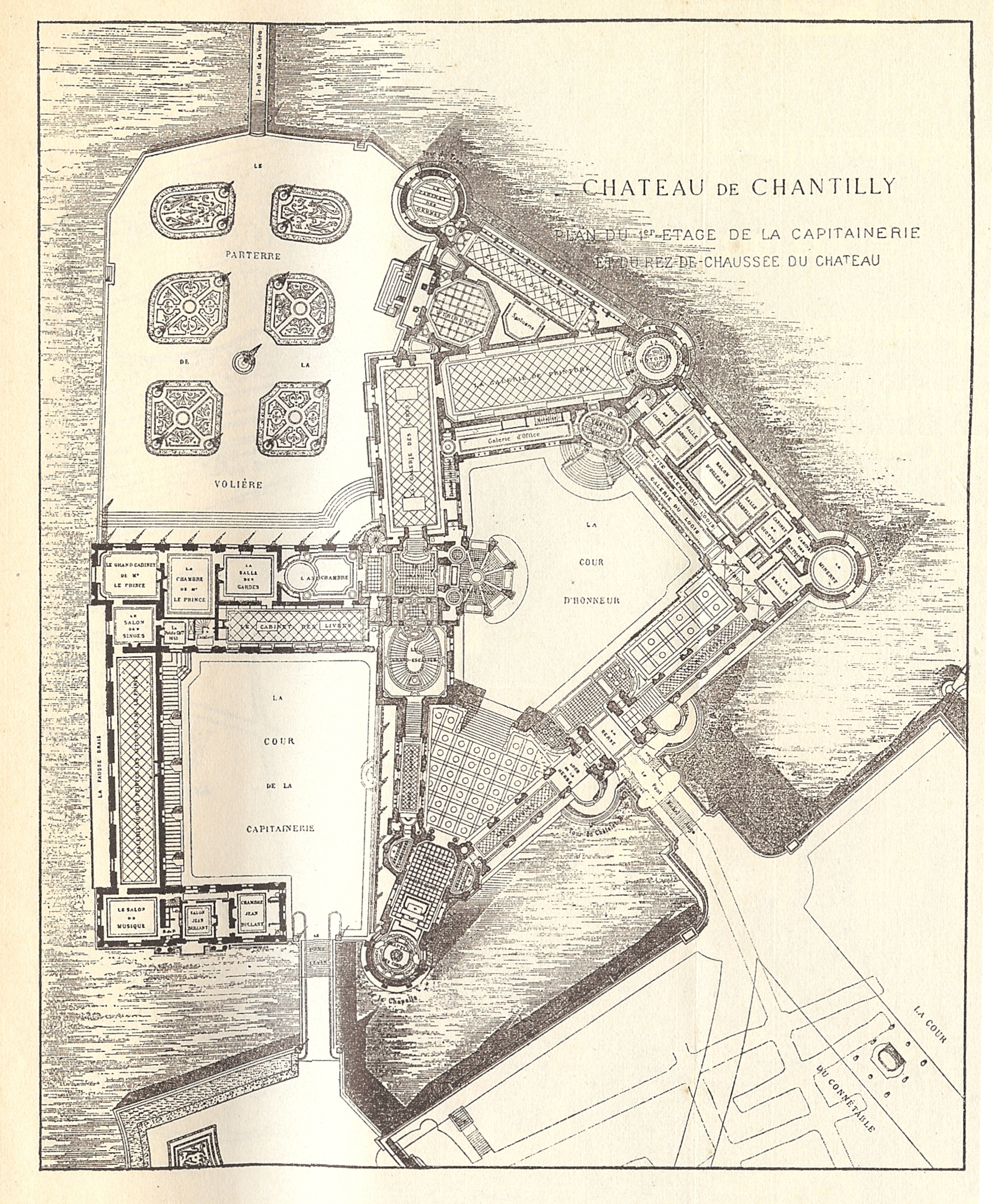
Plan des Schlosses wie von Honoré Daumet im Jahre 1875 gezeichnet, er entspricht dem Grundriss des heutigen Museums

### „Vestibule d’honneur“ und Kapelle
Wer heute das Museum besucht, betritt zunächst ein großes, mit Marmor verkleidetes Vestibül, durch das auch die Gäste des Duc d’Aumale schritten, wenn er zu einem Empfang geladen hatte. Auf den Wänden sind zwei Schilder aus Fayence befestigt, die Masséot Abaquesne zwischen 1542 und 1544 auf Bestellung von Anne de Montmorency für das Schloss Écouen hergestellt hat. Sie zeigen zwei Episoden aus der Römischen Geschichte des Titus Livius: Marcus Curtius, der sich in den Abgrund des Forums stürzt, um die wütenden Götter zu besänftigen, und Gaius Mucius Scaevola, der die Hand auf die Feuersglut ausstreckt. Auf der linken Seite befindet sich die große escalier d’honneur („Ehrentreppe“), die zu den kleinen Gemächern führt. Sie ist eine Kopie der Treppe des Palais Royal, der früheren Residenz des Geschlechts der Orléans in Paris. Die Decke über dieser Treppe ist mit einer Malerei von Diogène Maillart verziert, die nach einer Vorlage von Elie Delaunay entstand und den Titel L’Espérance tenant le drapeau français („Die Hoffnung trägt die französische Fahne“) trägt. Im Gang, der zur Kapelle führt, sind genuesische liturgische Gewänder (Kasel und Dalmatik) aus Goldband entlang der Wände angeordnet. Sie stammen aus dem 15. Jahrhundert und wurden 1880 bei einer Auktion in Florenz ersteigert.

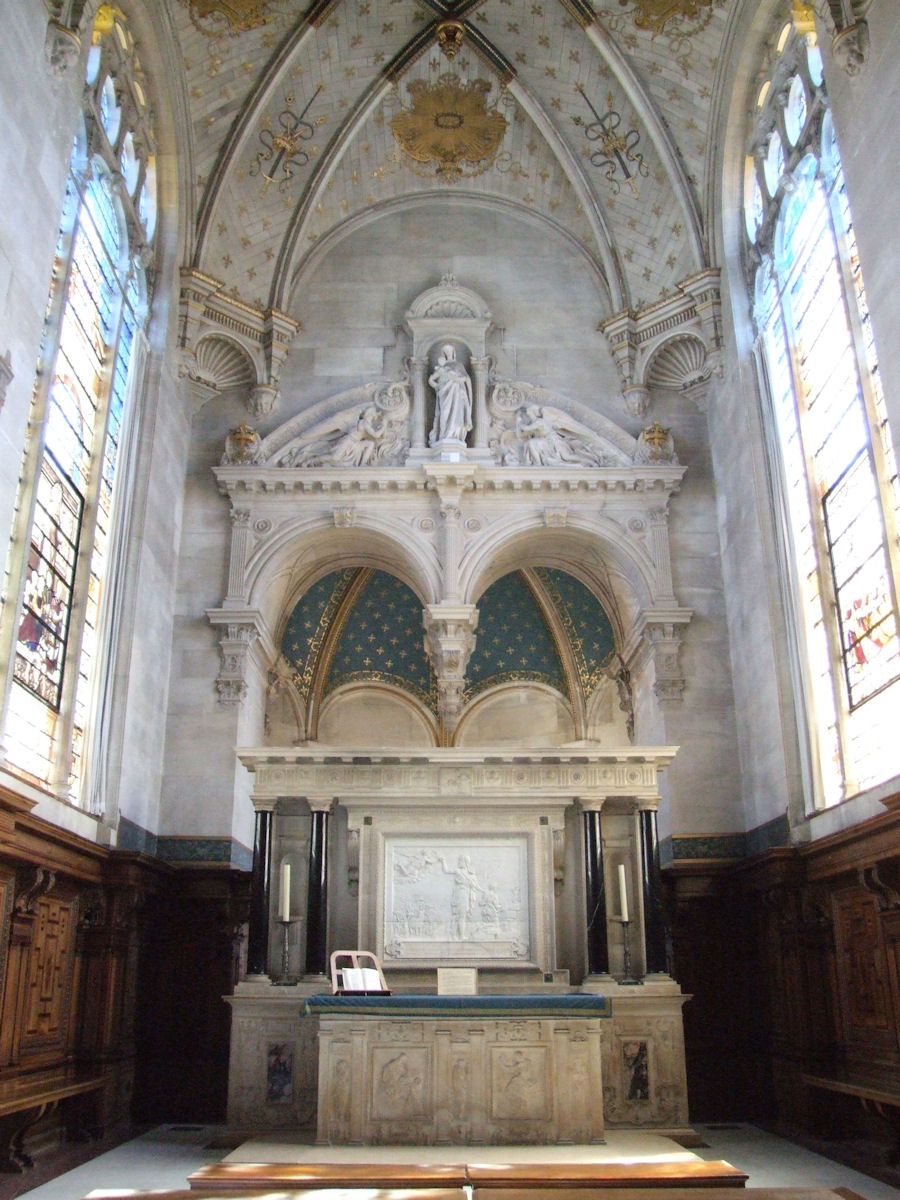
Der Altar der Kapelle Saint-Louis

Die Kapelle Saint-Louis wurde von Honoré Daumet so angelegt, dass sie die Einrichtung aus dem Schloss Écouen übernehmen konnte: der Altar ist mit einem Flachrelief von Jean Goujon versehen, das das Opfer Abrahams darstellt, des Weiteren hat er Schnitzarbeiten und zwei farbige Fenster: im linken sind die Söhne des Connétable Anne de Montmorency, präsentiert durch den Heiligen Johannes, abgebildet, im rechten die Töchter und die Frau des Connétable, Madeleine de Savoie, präsentiert durch die Heilige Agatha. Die Wände der Kapelle sind mit Malereien verziert, die den Heiligen Christophorus und den Heiligen Jakob darstellen, des Weiteren findet man eine Flagge einer Augsburger Einheit, die auf dem Schlachtfeld von Rocroi erbeutet wurde. Am Ende des Chors befindet sich die Kapelle der Herzen der Condé. Das ist ein altes Denkmal, das zu Ehren von Henri II. in der St-Paul-St-Louis-Kirche zu Paris aufgestellt wurde. Es wurde vom Bildhauer Jacques Sarazin geschaffen und enthält das Herz des Prinzen. Es befand sich eine Zeit lang in der Pfarrkirche zu Chantilly und enthält seitdem alle Herzen der Prinzen von Condé. Der Duc d’Aumale ließ es 1885 an seinen heutigen Platz bringen und so abändern, dass es in die runde Kapelle, die sich in einem der Türmchen des Schlosses befindet, eingebaut werden konnte.

### „Grandes galeries“
Die Grandes galeries (dt. „Große Galerien“) erhielten ihren Namen vom Duc d’Aumale, um den Grand Condé zu ehren. In diesen Räumlichkeiten befinden sich die Gemäldegalerien des Museums. Sie waren bereits beim Bau des Schlosses dazu bestimmt, ein Museum zu werden.

#### „Galerie des Cerfs“

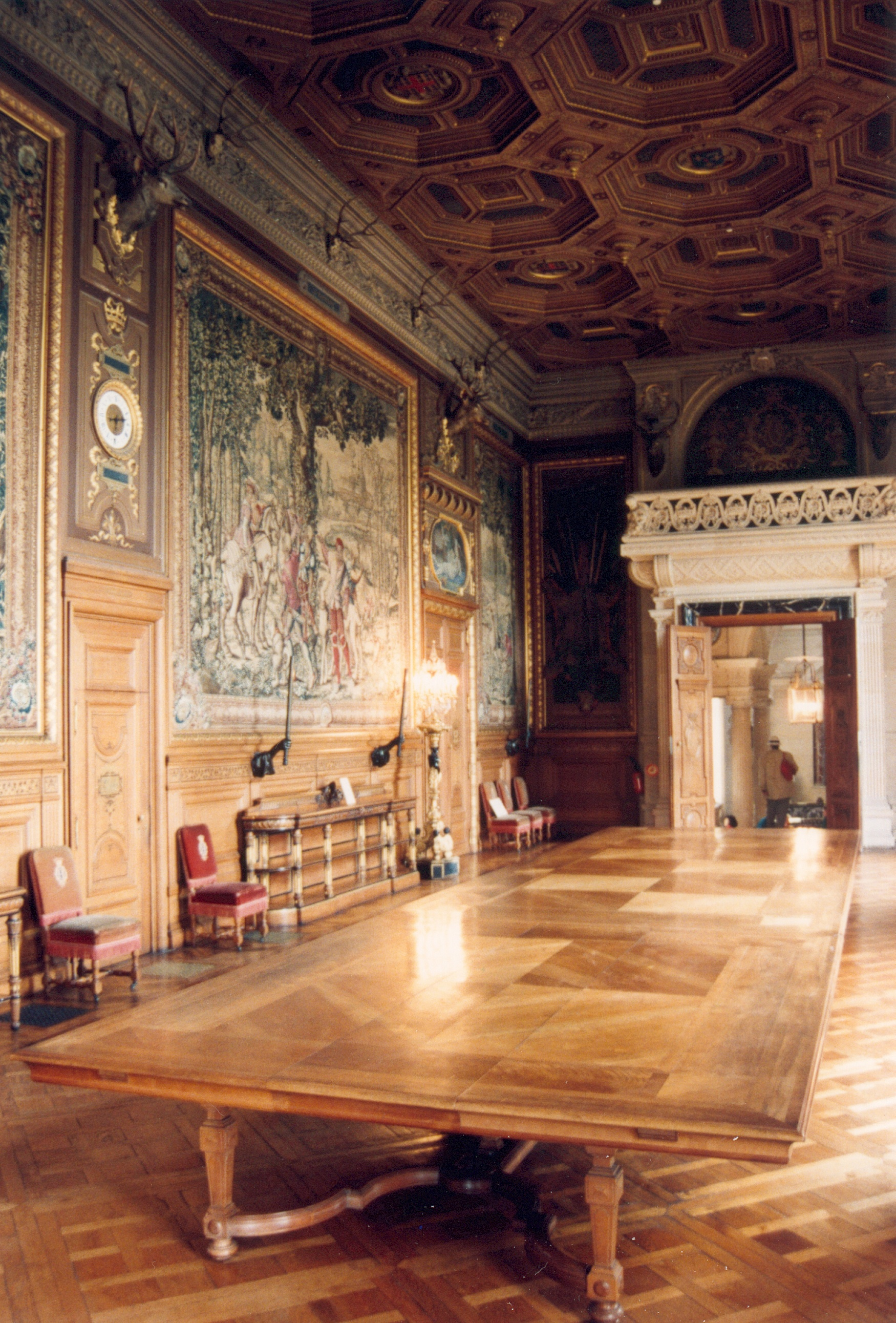
La Galerie des Cerfs

Die Galerie des Cerfs („Galerie der Hirsche“) verdankt ihren Namen einem Saal, der an gleicher Stelle 1528 von Anne de Montmorency gebaut und 1785 zerstört wurde. Der jetzige Saal wurde von 1875 bis 1880 errichtet und am 11. November 1880 eingeweiht. Es ist ein Speisesaal mit einem Balkon, wo früher Musikanten platziert wurden. Die Decke des im Stil des 16. Jahrhunderts eingerichteten Raumes enthält Kassetten mit den Wappen der Herren von Chantilly. Die gesamte sonstige Ausstattung ist der Jagd gewidmet, verschiedene Trophäen einschließlich eines Löwenfells sind ausgestellt. Dazu kommt ein Zyklus von Wandteppichen mit dem Titel Die Jagden des Maximilian. Es sind Reproduktionen flämischer Teppiche nach Abbildungen von Bernard van Orley. Die Nachbildungen wurden von der Gobelin-Manufaktur zu Beginn des 18. Jahrhunderts für Louis-Alexandre de Bourbon hergestellt und stellen Szenen von Treibjagden in den Wäldern um Brüssel zu verschiedenen Jahreszeiten dar. Über dem Kamin ist ein Gemälde von Paul Baudry angebracht, das mit La Vision de Saint Hubert („Die Vision des heiligen Hubertus“) betitelt ist und im Jahre 1882 geschaffen wurde. Die Galerie des Cerfs wird für Sonderausstellungen von Zeichnungen verwendet. Wenn keine Sonderausstellungen durchgeführt werden, ist auf dem großen Tisch in der Mitte des Saales eine Kollektion von Surtouts mit Jagdmotiven aus Sèvres-Porzellan zu sehen, die im 19. Jahrhundert nach Zeichnungen von Jean-Baptiste Oudry angefertigt wurden.
Dieser Speisesaal wird durch einen Dienstgang mit den Wohngebäuden verbunden, ein Speisenaufzug verband wiederum diesen Gang mit den Küchen im Erdgeschoss. Die Speisen, die auf diesem Weg herangebracht und mit Warmhalteplatten warm gehalten wurden, richtete man hier dann auf den Serviertellern an, bevor man sie in der Galerie des Cerfs auftrug. Dort sind in großen Vitrinen und Schubfächern einige Services aus Porzellan, Goldschmiedearbeiten oder Kristall ausgestellt, die dem Duc gehört haben und seit 1897 auf diese Art gezeigt werden. Man kann weiterhin sieben verschiedene Porzellanservices aus Sèvres- und Paris-Porzellan, die dem Duc (mit den Initialen H. O. für Henri d’Orléans) oder seiner Familie gehört haben, und ein Tischservice aus Christofle-Goldschmiedearbeit betrachten. Auch andere Stücke aus massivem Silber, die aus dem Besitz der Condé stammen und nicht zuletzt eine Sammlung von Gläsern aus böhmischem Kristall, die die Initialen von Henri d’Orléans tragen, sind ausgestellt.

#### Gemäldegalerie und Rondell

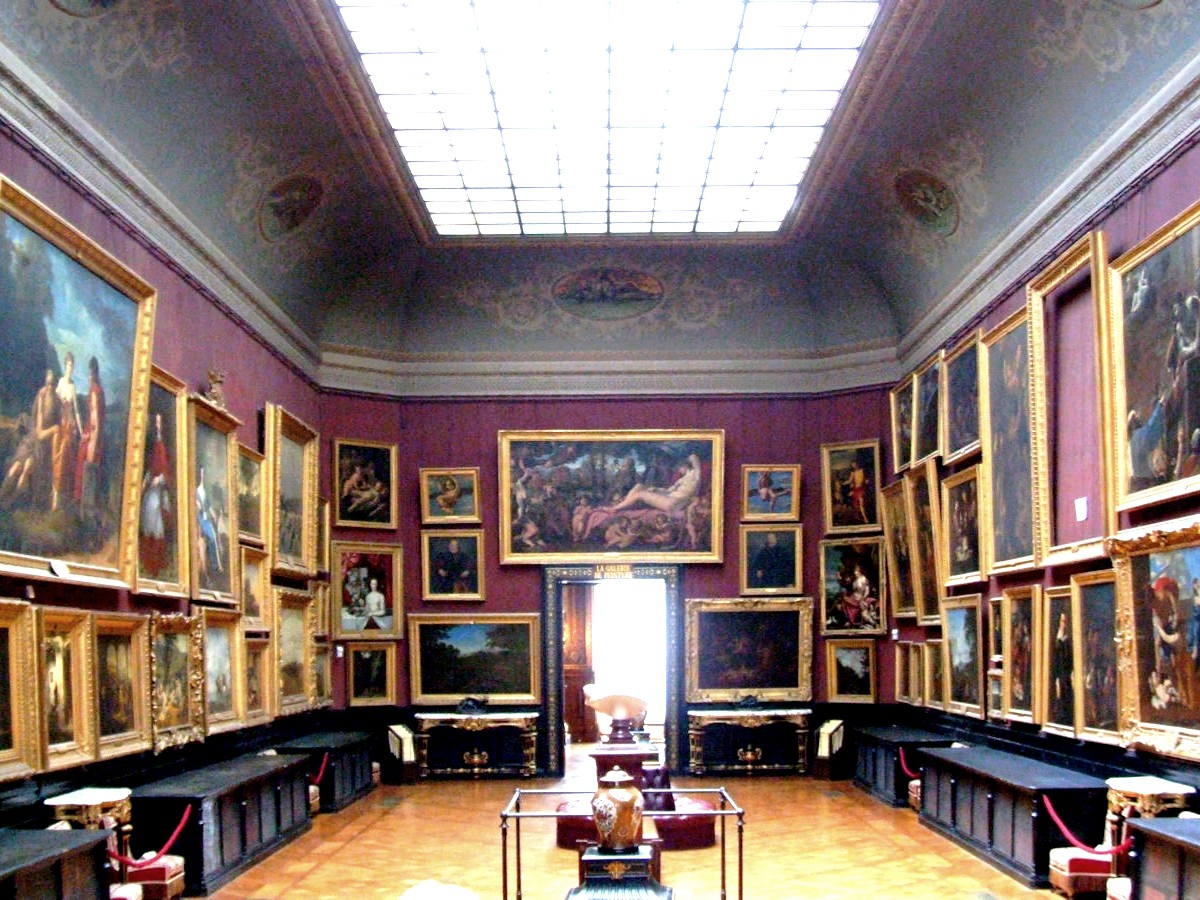
Die Gemäldegalerie mit dem Eingang zur Galerie des Cerfs im Hintergrund

Die Gemäldegalerie (franz. Galerie de peintures) ist der größte Ausstellungssaal des Schlosses. Sein Dach ist lichtdurchlässig und seine Wände sind mit Tapeten in pompejanischem Rot verkleidet. Die Gemälde in Petersburger Hängung über- und nebeneinander angeordnet. Es sind zumeist großformatige Werke, die vor der Renovierung des Schlosses in der Jeu-de-Paume-Halle ausgestellt waren. Beim Eintreten in den Saal findet man auf der linken Seite Werke der italienischen Schule, etwa von Il Guercino oder Werke, die in Italien entstanden sind, etwa von Nicolas Poussin oder Gaspard Poussin. Auf der rechten Seite überwiegen Bilder der französischen Schule, etwa von Philippe de Champaigne, Jean-Marc Nattier oder Eugène Delacroix. Dort hängt auch eine Anzahl orientalistischer Werke. Die Bilder am Ende des Saales stammen überwiegend aus dem 18. Jahrhundert.
Vom Ende der Gemäldegalerie erreicht man über eine Treppe das Rondell im „Turm von Vineuil“ (franz. Tour de Vineuil). Der Duc d’Aumale hatte hier ursprünglich eine Ausstellung von Zeichnungen eingerichtet. Diese Zeichnungen wurden jedoch zu ihrer besseren Konservierung entfernt, wodurch man einigen der bedeutendsten Objekte der Sammlung zu besserer Geltung verhelfen konnte. Dazu gehören das Porträt der Simonetta Vespucci von Piero di Cosimo oder die Madonna di Loreto von Raffael, die ihren Platz 1979, nachdem man Raffaels Urheberschaft festgestellt hatte, bekam. Auf dem Boden befindet sich ein Mosaik mit einer Jagdszene, das bei einer Ausgrabung in Pompeji, wahrscheinlich in der Casa dei Fiori gefunden wurde.

#### „Galerie de Psyché“, „Santuario“ und Schmucksteinkabinett
Die Galerie de Psyché ist mit 44 farbigen Fenstern verziert, die den Mythos der Psyche erzählen und die zwischen 1541 und 1542 für Anne de Montmorency in seinem Schloss Écouen hergestellt wurden. In diesem mit grünem Stoff tapezierten Raum werden die Sonderausstellungen veranstaltet. Wenn die Umstände es verlangen, werden auch das Schmucksteinkabinett und die Galerie des Cerfs für die Ausstellungen genutzt. Das Santuario („Heiligtum“) ist ein kleiner Raum mit einem einzigen Oberlicht, der ursprünglich zur Ausstellung von Drucken aus der Sammlung gedacht war. Aus Gründen der besseren Konservierung wurden die Drucke aber entfernt. Seitdem werden in diesem Raum zwei Gemälde von Raffael, nämlich Die drei Grazien und die Madonna d’Orléans, ein von Filippino Lippi gemaltes und Esther und Assuerus genanntes Cassone-Fragment sowie 40 Buchmalereien von Jean Fouquet, die dem Stundenbuch des Étienne Chevalier entnommen sind, ausgestellt.
Das Schmucksteinkabinett zeigt eine Waffen- und Schmucksammlung. Hier war der rosafarbene Diamant ausgestellt, bis er in der Nacht vom 11. auf den 12. Oktober 1926 zusammen mit den Waffen von Abd el-Kader gestohlen wurde. Er war unbekannter Herkunft und durch den Grand Condé erworben worden, möglicherweise durch Schenkung von Ludwig XIV. Heute ist eine Kopie des Diamanten ausgestellt. Abgesehen von Waffen und Schmuck sind in diesem Raum auch Miniaturporträts und Emailarbeiten zu sehen.

#### Die „Tribune“

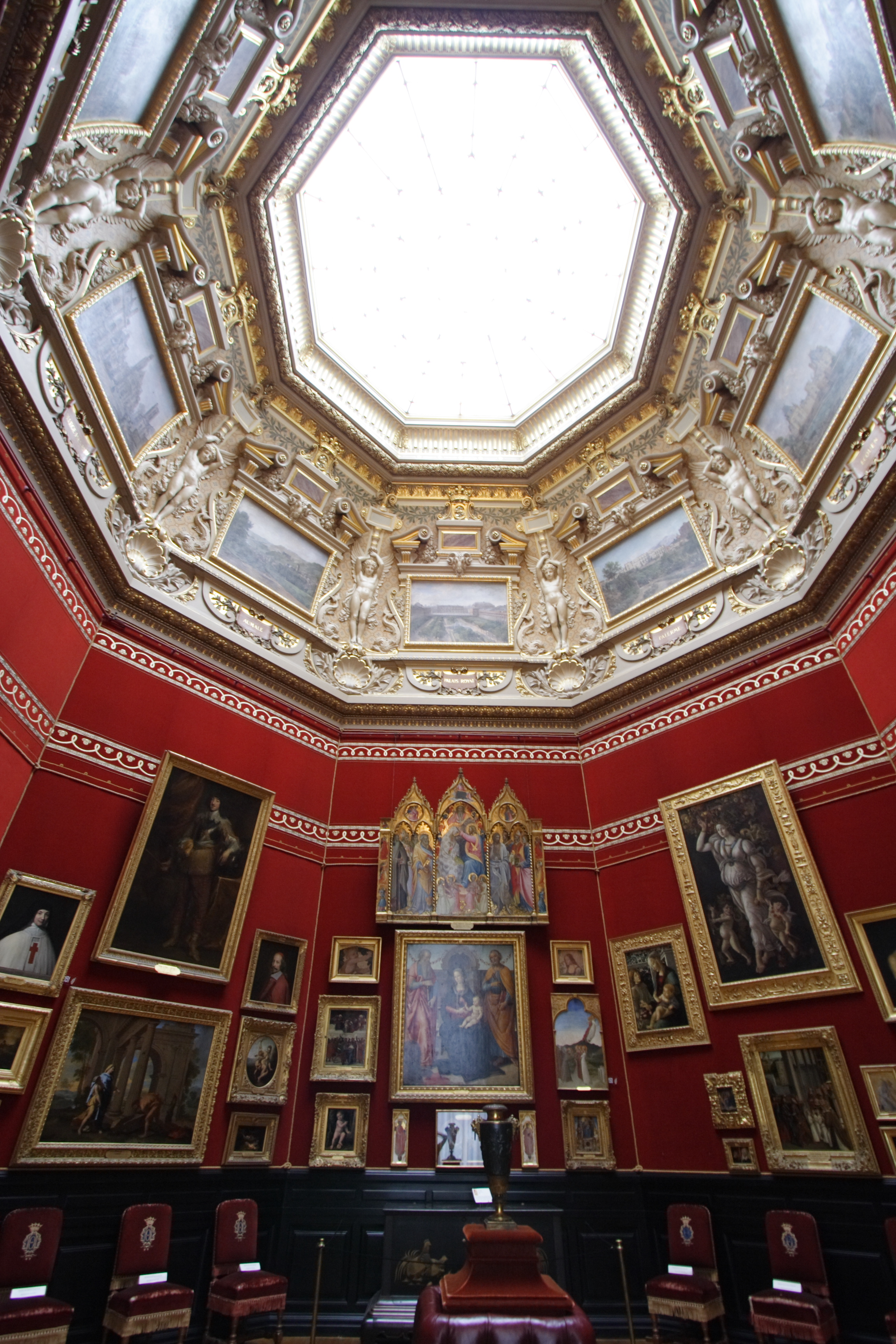
Die Tribune

Dieser Saal ist nach der Tribuna in den Uffizien zu Florenz benannt, die 1580 durch Bernardo Buontalenti erbaut wurde. Er besitzt die gleiche achteckige Form und die gleichen roten Tapeten aus Samt mit goldenen Posamenten. Auch dieser Saal hat ein verglastes Dach und schafft so ein natürliches Oberlicht. Im oberen Teil zieren ihn acht Bilder, die beim Maler und Prix-de-Rome-Träger Armand Bernard bestellt wurden. Sie zeigen acht Orte, an denen der Duc d’Aumale gelebt hat: das Palais Royal, wo er geboren wurde, das Lycée Henri IV, wo er unterrichtet wurde, das Schloss Villers-Cotterêts, wo er einen Teil seiner Kindheit verbrachte, die Burgen Aumale und Guise, die seiner Familie gehörten, die Residenz in Twickenham, wo er sein englisches Exil verbrachte, und zuletzt das Schloss in Palermo, wo er die Familie seiner Frau besuchte.
Dieser Saal war ursprünglich gänzlich, bis unter die Decke, mit Gemälden bedeckt. Einige der Objekte wurden jedoch 1886 in die damals gerade fertiggestellten Wohngemächer gebracht, so dass man 1897 in der Tribune noch 62 Gemälde zählte. Heute befinden sich einige im Rondell, andere in der Salle Clouet. Zwei Wände des Saals sind der italienischen und flämischen Renaissance gewidmet, etwa die Mystische Hochzeit des Heiligen Franziskus von Assisi von Stefano di Giovanni Sassetta oder das Diptychon Johanna von Frankreich. Eine weitere Wand ist für die Malerei des 17. und 18. Jahrhunderts, etwa von Philippe de Champaigne oder Antoine Watteau reserviert, wiederum eine für die neoklassische Malerei, zum Beispiel vier Werke von Ingres. Auf der letzten Wand befindet sich romantische Malerei, etwa ein Delacroix. Am Eingang zur Tribune sieht man zwei Flachreliefs, die Jean Goujon zugeschrieben werden, mit den Titeln Abfahrt und Fall des Phaeton. Sie stammen ursprünglich aus dem Schloss Écouen.

### Räume des „Logis“
Der Logis wurde ursprünglich als Wohnung für Philippe d’Orléans, Comte de Paris und Neffe des Duc d’Aumale, entworfen. Er besteht aus Schlafzimmer, Wohnzimmer und Esszimmer. Im Jahre 1886 ließ der Duc d’Aumale die Wohnungen in Museumsräume umbauen, indem er Türen, Kamine und Toiletträume entfernen ließ.
Die Salle Clouet ist der Sammlung von Porträts aus dem 15. und 16. Jahrhundert gewidmet, die insbesondere aus dem Umfeld von Clouet Vater und Sohn stammen. Die rechte Wand zeigt die Sammlung des Duc d’Aumale, die linke Wand die Schenkung Poncins-Biencourt, die sich seit 1939 auf dem Schloss Chantilly befindet.
Die Salle Caroline trägt den Namen der Duchesse d’Aumale, Maria Karolina Augusta von Neapel-Sizilien. Hier sind Porträts der französischen Schule des 17. und 18. Jahrhunderts von Greuze und Watteau ausgestellt.
Der Salon d’Orléans ist der ehemalige Salon der Wohnungen des Comte de Paris. Hier sind zahlreiche Familienporträts zu finden: Statue und Bild der Mutter des Duc d’Aumale, eine Büste seines Vaters sowie ein Gemälde mit dem Duc d’Aumale selbst. Ursprünglich war vorgesehen, in diesem Zimmer ein Zeichnungskabinett einzurichten, wofür der Duc d’Aumale die Vitrinen, die heute noch im Raum stehen, beschafft hatte. Die Zeichnungen wurden jedoch aus konservatorischen Gründen entfernt. Seit 1958 stehen in den Vitrinen Gegenstände aus Chantilly-Porzellan, die zum Teil aus dem Erbe von Lefébure-Solacroup stammen. Es werden auch einige Beispiele für Chantilly-Spitze ausgestellt.
Die Salle Isabelle wurde nach der Ehefrau des Comte de Paris und Nichte des Duc d’Aumale, Maria Isabella d’Orléans-Montpensier, benannt. Neben zwei holländischen Schiffsgemälden präsentiert er alle Strömungen der französischen Malerei des 19. Jahrhunderts mit Ausnahme des Impressionismus: den Klassizismus mit Ingres, die Romantik mit Géricault, den Orientalismus mit einem Gemälde von Delacroix, die Akademische Kunst mit Jean-Léon Gérôme und die Schule von Barbizon mit Théodore Rousseau.
Das Cabinet du Giotto ist der frühen italienischen Malerei gewidmet, hier hängen 27 Bilder, ein Viertel der italienischen Gemälde des Museums. Darunter befindet sich La Dormition de la Vierge („Der Tod Mariens“) von Maso di Banco, die lange Giotto zugeschrieben wurde und der dem Raum seinen Namen gab. Ebenfalls befindet sich hier die Schutzmantelmadonna der Familie Cadard, die Enguerrand Quarton zugeschrieben wird. Das Kabinett wurde im Jahr 2003 komplett restauriert. An seinem Eingang ist ein Schaukasten für die Antikensammlung des Museums, von denen einige Exponate aus Pompeji aus dem Besitz des Schwiegervaters des Duc stammen.
Die Salle de la Minerve, auch Rotonde de la Minerve genannt, ist im Tour du Connétable (dt. Turm des Konnetabel) und verdankt ihren Namen einer gallo-römischen Bronzestatue der Minerva, die beim Verkauf der Sammlung Pourtalès erworben wurde. Der Saal zeigt Porträts des Geschlechts Orléans aus dem 17. und 18. Jahrhundert, darunter Werke von Nicolas de Largillière.
Die Salle de la Smalah war einst orientalisierenden Motiven gewidmet, die aus konservatorischen Gründen nach dem Tod des Duc entfernt wurden. Heute beherbergt der Raum Gemälde, die von den Freunden des Musée Condé beim Verkauf der Sammlung von Henri d’Orléans im Jahre 1996 erworben und dem Museum anlässlich des 100. Todestages des Duc d’Aumale im Jahre 1997 gestiftet wurden. Es handelt sich dabei um zwei Porträts des Duc und seiner Frau, 1886 von Charles Jalabert gemalt, eine kleine Pastellmalerei des Duc, gemalt 1893 von Henri Cain und ein Porträt des Duc, das ein Jahr vor seinem Tod vom Maler Jean-Joseph Benjamin-Constant geschaffen wurde.

Räume des Logis
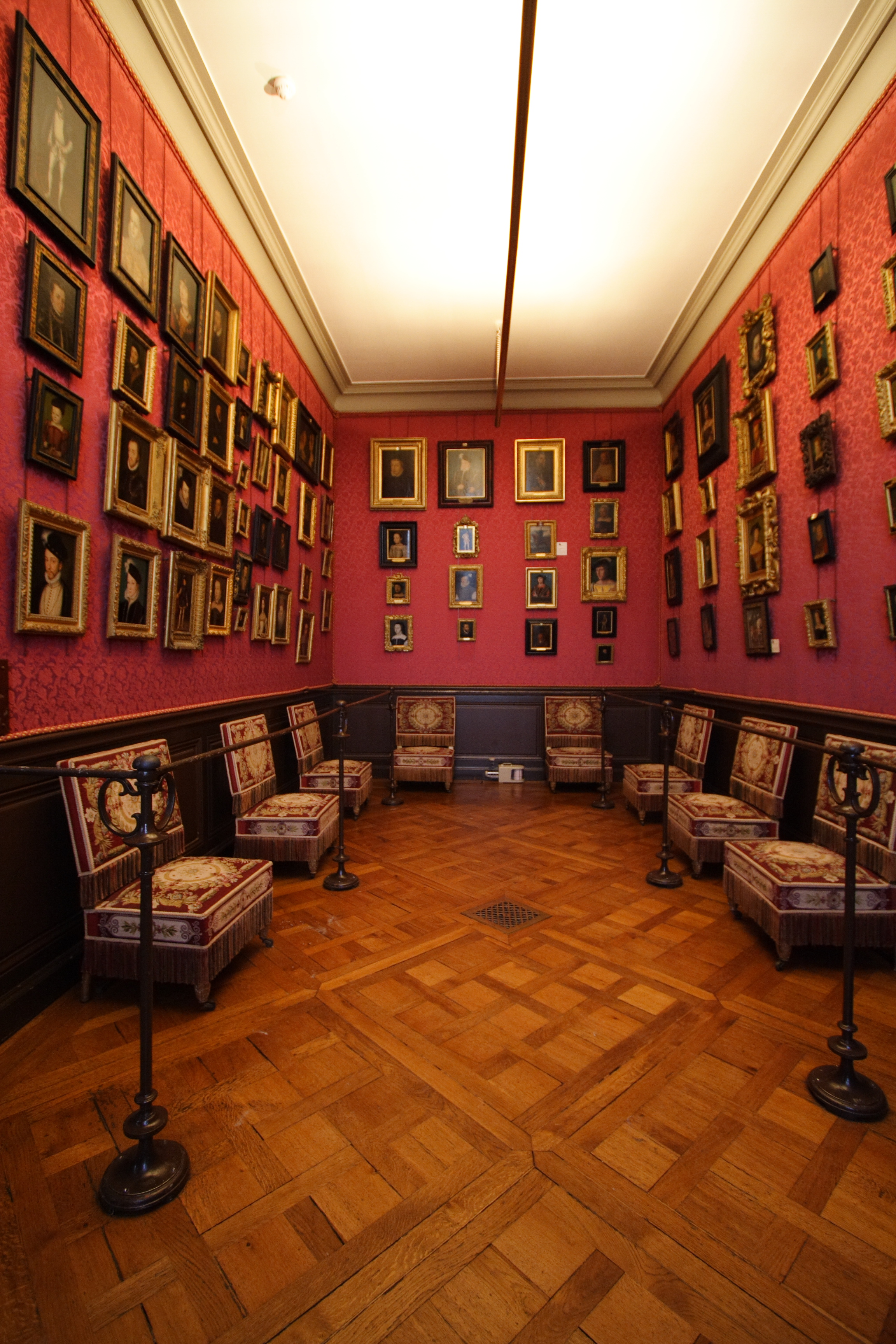
Salle Clouet
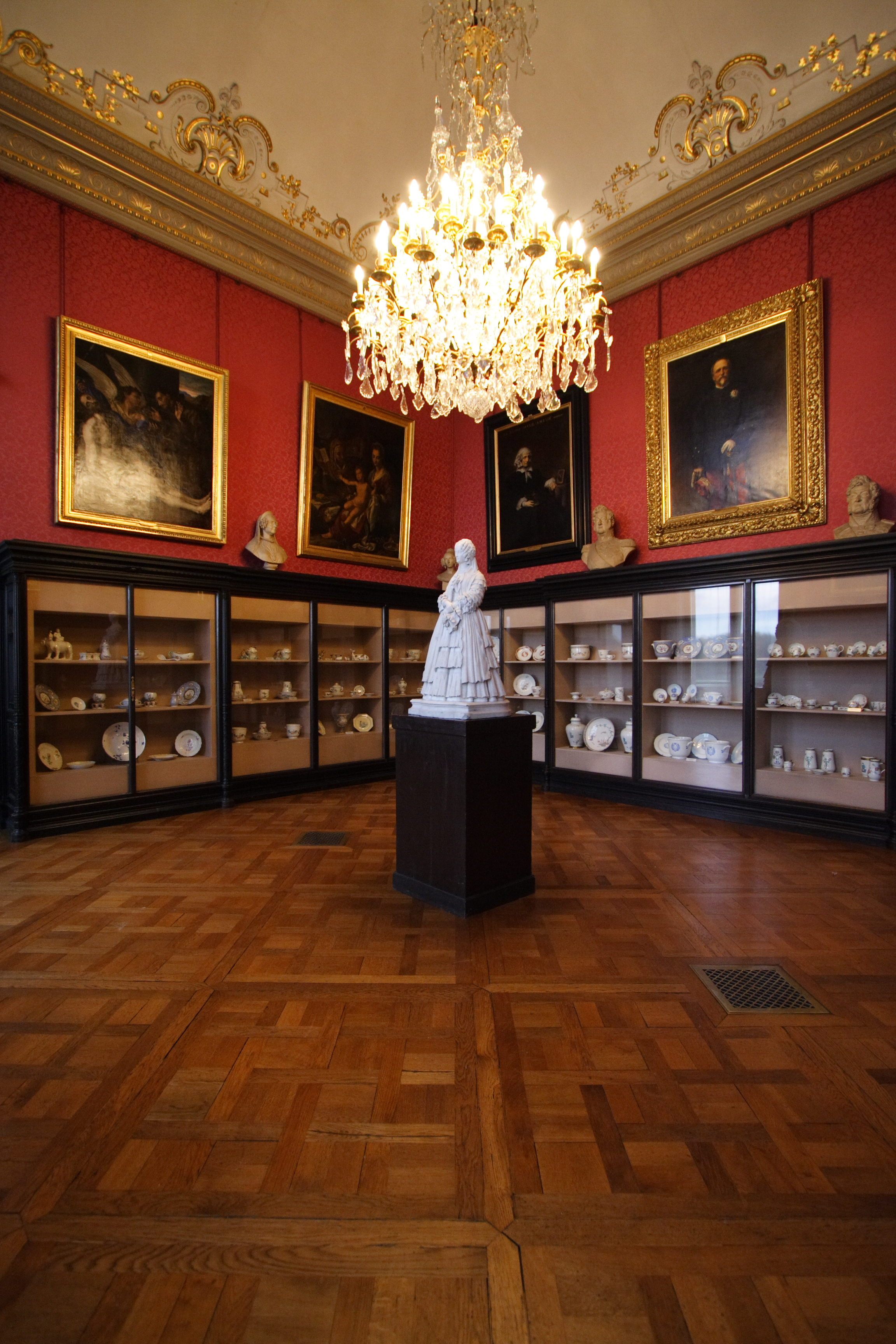
Salon d’Orléans
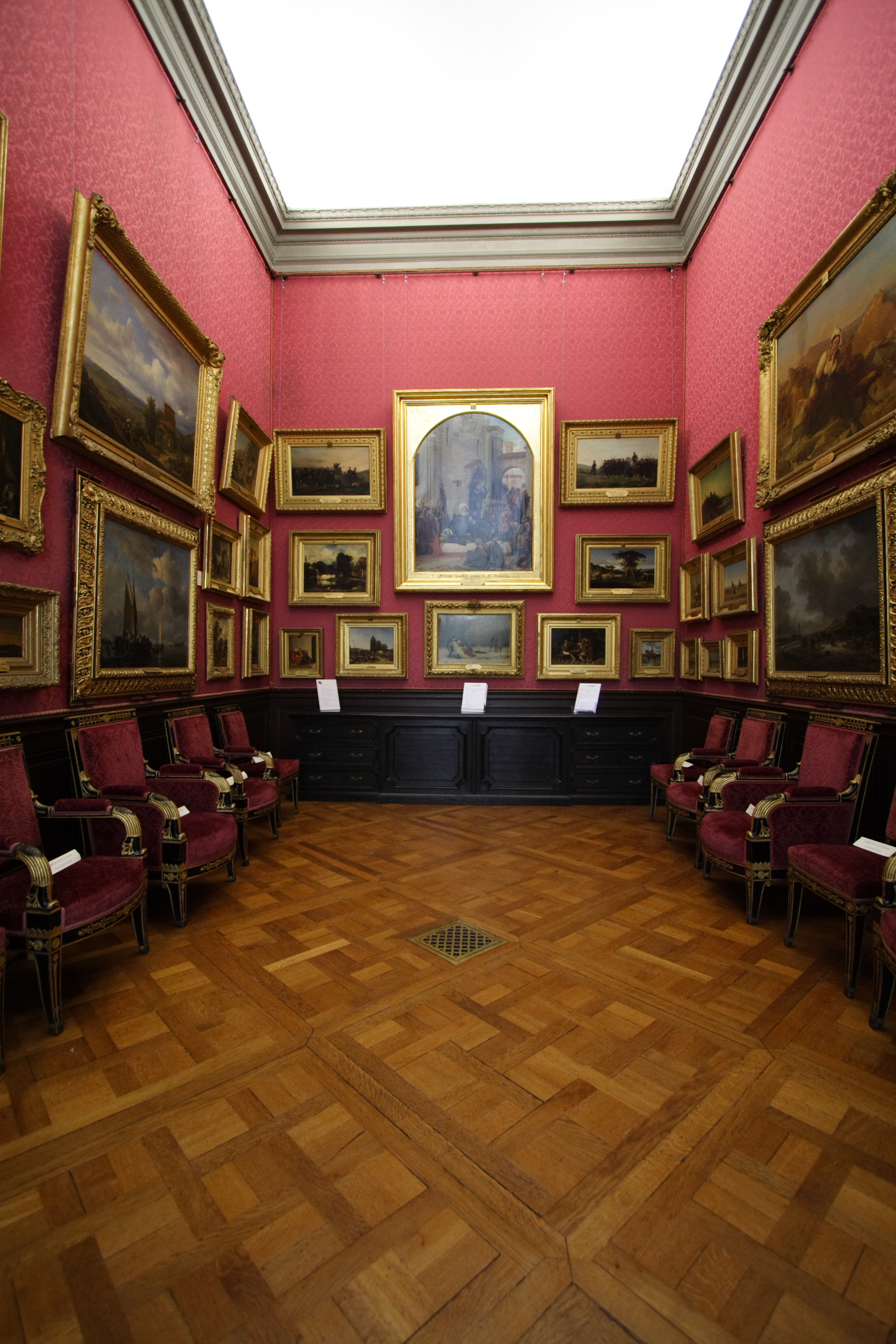
Salle Isabelle
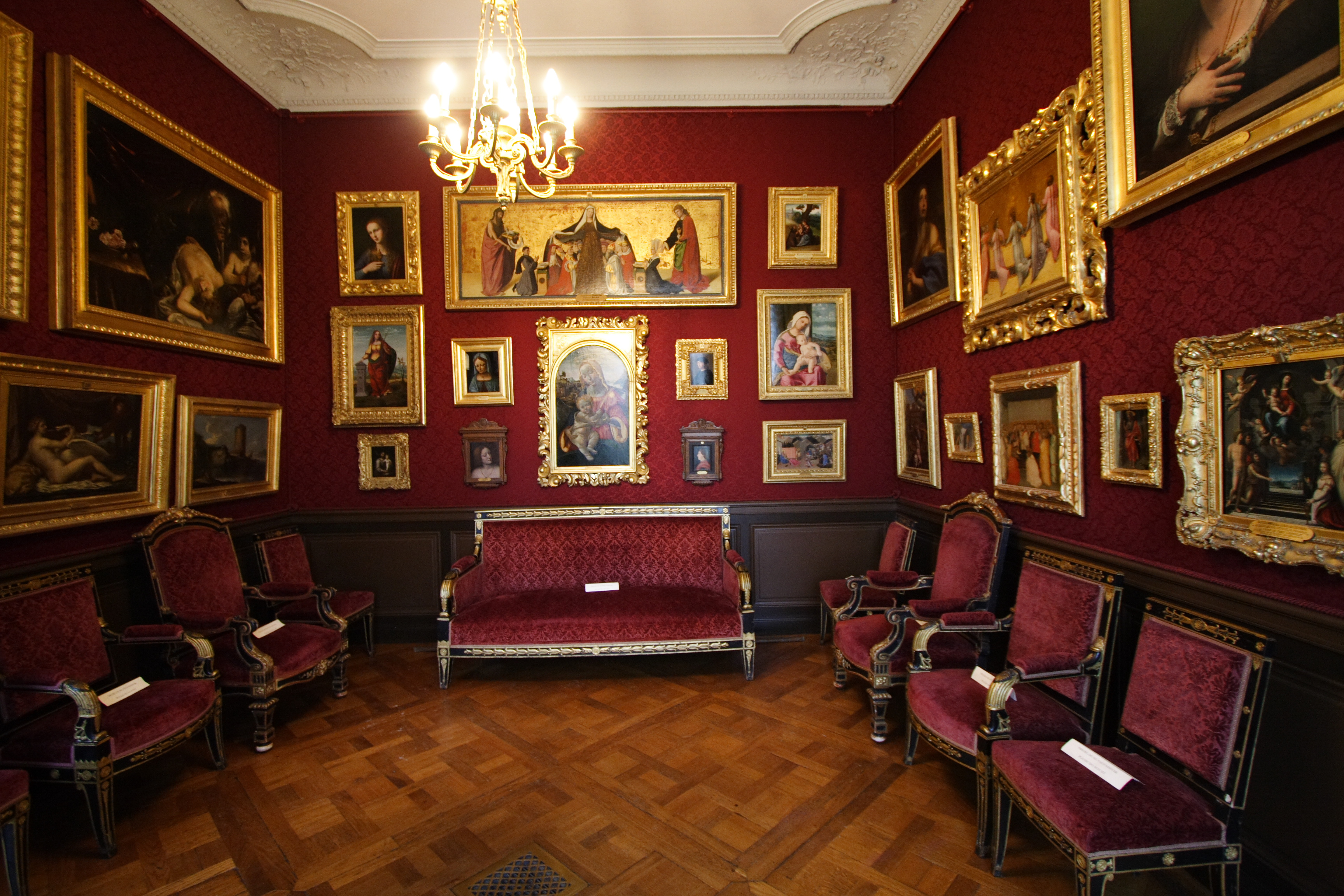
Cabinet du Giotto

### Bibliothek und „Cabinet des livres“

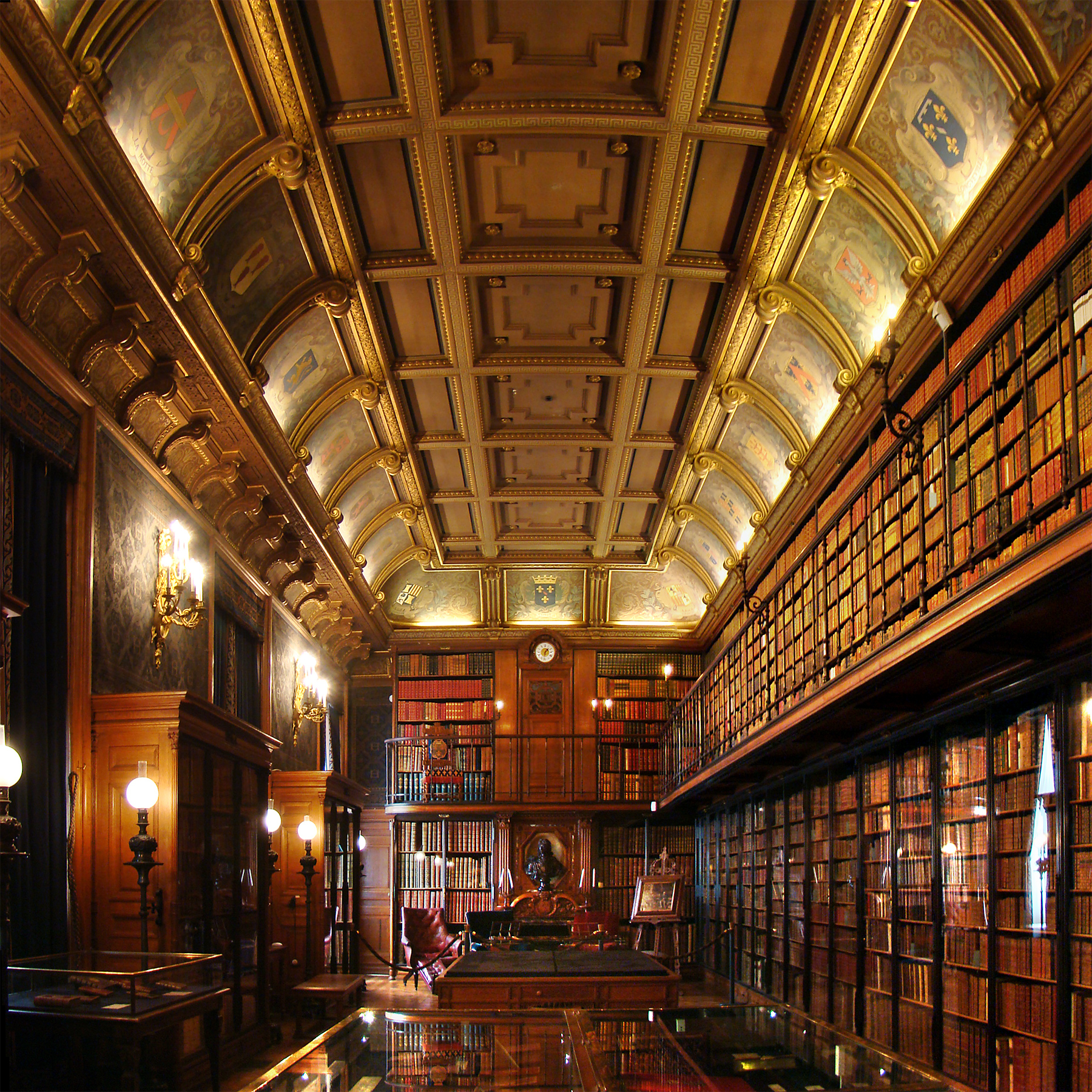
Das Bücherkabinett des Schlosses

Die Museumsbibliothek befindet sich in einem Raum des Kleinen Schlosses namens Cabinet des livres („Bücherkabinett“), der allen Besuchern offensteht. Er wurde zwischen 1876 und 1877 vom Architekten des Schlosses, Honoré Daumet, eingerichtet. Er ist auf zwei Wandflächen mit Regalen aus Metall ausgestattet, die man über eine Galerie erreicht. Die Bücher sind hier nach Größe, Einband und wissenschaftlicher Zuordnung geordnet und haben nicht zuletzt eine dekorative Funktion. Die Kassettendecke ist mit den Wappen der Waffenbrüder des Grand Condé verziert. Seine Büste, angefertigt von Antoine Coysevox, ist auf dem Kamin aufgestellt. Auf einer Staffelei ist ein Gemälde von Gabriel Ferrier zu sehen, das den Duc d’Aumale in seiner Bibliothek in Begleitung von seinem Berater in Akquisitionsfragen, Alfred-Auguste Cuvillier-Fleury, darstellt. In diesem Saal werden Sonderausstellungen zum Thema Bibliophilie abgehalten, wo alte Bücher, Dokumente aus den Archiven und seltene Einbände gezeigt werden.
Zur Bibliothek gehört ein zweiter, 1888–1889 auf dem Ort des einstigen Théâtre des princes de Condé, eingerichteter Raum, der deshalb den Namen Bibliothèque du théâtre trägt. Er ist nur im Rahmen eines geführten Besuches zugänglich. Er beherbergt die 30.000 Bände aus dem 19. Jahrhundert und die bibliografischen Dokumente, die der Arbeit des Duc d’Aumale dienten. Zwei weitere Räume sind nicht öffentlich zugänglich. Im Tour des Chartes („Turm der Urkunden“) wird das Archiv der Besitzungen und des Duc aufbewahrt. Ein Lesesaal steht Wissenschaftlern zur Verfügung.

### „Große Gemächer“
Die „Großen Gemächer“ (grands appartements) liegen im Kleinen Schloss und verfügen teilweise noch über die Originaleinrichtung des Schlosses aus dem 18. Jahrhundert. Sie waren als Prunkräume des Duc vorgesehen. Die Räume sind so angeordnet, dass man von einem in den nächsten gehen muss, um das Schloss zu durchqueren. Die „Großen Gemächer“ sind für Besucher frei zugänglich.

#### Vorraum
Dieser Raum (antichambre) wurde im 19. Jahrhundert gebaut, um das neue Schloss und das alte Kleine Schloss miteinander zu verbinden. Er beherbergt einige Objekte, die vor der Revolution im Schloss der Condé waren, sowie mehrere Gemälde, von denen zwei von Jean-Baptiste Oudry stammen. Das kostbarste Stück ist ein Mineralienkabinett, das König Gustav III. von Schweden dem Prinzen Louis V. von Bourbon-Condé im Jahre 1774 geschenkt hat, und das damals eine Sammlung von Mineralien beinhaltete, die heute im staatlichen Museum für Naturgeschichte ausgestellt sind.

#### Wachstube

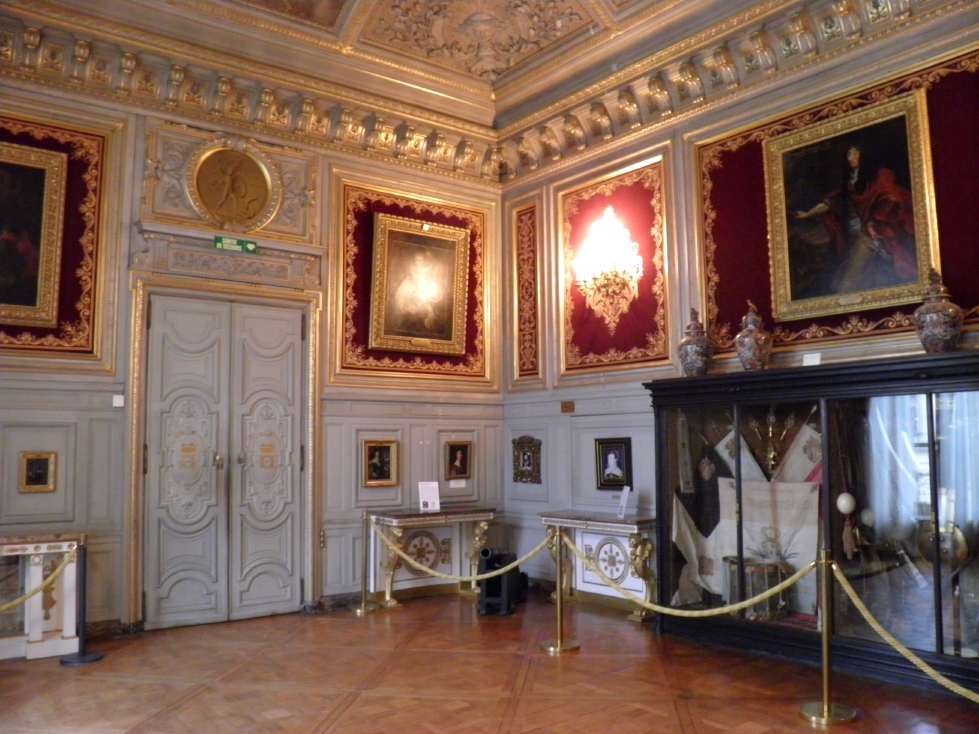
Wachstube am Eingang der großen Gemächer

Dieser Raum (Salle des gardes) wird auch Mosaik-Raum genannt, weil über dem Kamin ein Mosaik angebracht ist, das aus der Ausgrabung einer Villa von Stabiae, in der Nähe von Pompeji, stammt. Es zeigt die Entführung der Europa durch den Gott Jupiter in der Gestalt eines Stiers. Vor der Revolution diente dieser Raum als zweiter Vorraum, und danach als Speiseraum. Er wurde von Honoré Daumet komplett renoviert. Seit der Eröffnung des Museums wurde das Mobiliar aus dem 19. Jahrhundert zurückgebracht, es beinhaltet insbesondere zwei Konsoltischchen aus Eiche und Marmor im Stile der Restauration, die von Pierre-Antoine Bellangé hergestellt wurden. Weiterhin sind hier zwei Porträts ausgestellt, die Anthonis van Dyck gemalt hat, und drei Porträts des Grand Condé, von denen eines auf David Teniers den Jüngeren zurückgeht. Zwei Vitrinen zeigen militärische Gegenstände, die auch dem Raum seinen Namen gaben. Eine davon, die den Condé gewidmet ist, enthält Regimentsflaggen des 18. Jahrhunderts, eine Trommel der Schweizer Garde sowie Ausrüstungsgegenstände der Emigrantenarmee des Prinzen von Condé. Die andere Vitrine, die dem Herzog gewidmet ist, stellt Gegenstände aus den nordafrikanischen Feldzügen aus: Waffen, die 1835 in Muaskar erbeutet wurden, sowie andere Waffen und Trommeln.

#### Gemach des Prinzen

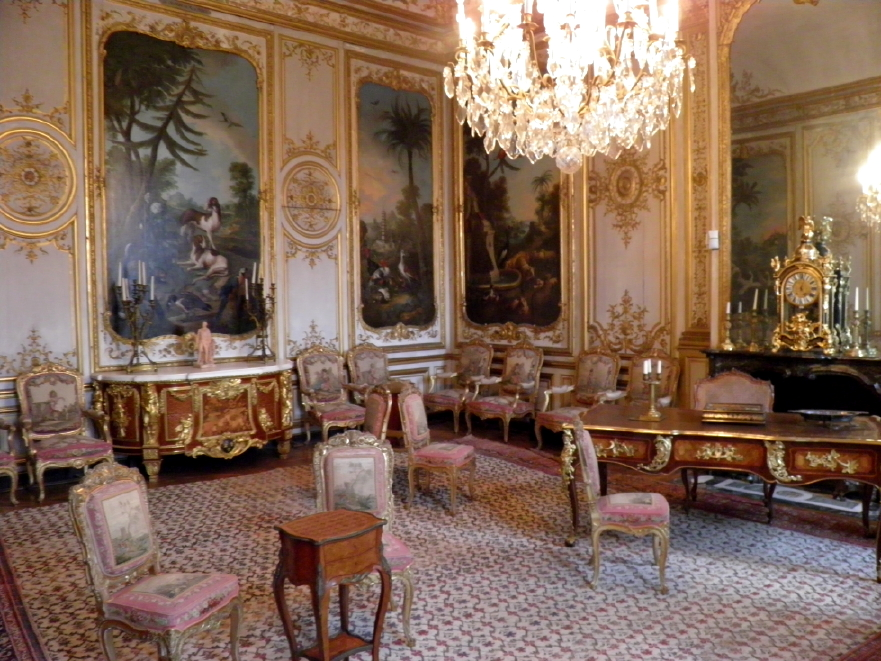
Das Gemach des Prinzen

In diesem alten, Chambre de Monsieur le Prince („Gemach des Prinzen“) genannten Raum ist ein Teil der Holzvertäfelung aus den 1720er Jahren erhalten, die unter der Leitung des Dekorateurs Charles Maurissan eingebaut wurde. Im Jahr 1820 wurde er mit Gemälden des Malers Christophe Huet aus den Jahren 1734 und 1735 verschönert. Sie stellen exotische Tiere und orientalische Pagoden dar. Es diente damals als Billardzimmer und wurde vom Duc d’Aumale in einen Salon umgewandelt. Das Zimmer verfügt über mehrere Möbel des 18. Jahrhunderts, wie zwei Kommoden, darunter eine von Johann Heinrich Riesener, und einen Schreibtisch. Andere Möbel wie ein Sofa, zwölf Sessel und sechs Stühle wurden vom Duc d’Aumale im 18. Jahrhundert bestellt und sind mit Beauvais-Bezügen verkleidet.

#### „Grand cabinet“
Das Cabinet des Princes hat seine Funktion bis zur Zeit des Duc d’Aumale beibehalten. Es ist mit weißen und goldenen Holzvertäfelungen aus dem Jahr 1720, die mit Jagdmotiven versehen sind, verziert. Nur die Gemälde über den Türen wurden während der Revolution entfernt und während der Restauration durch Gemälde aus dem Palais Bourbon, dem Eigentum der Prinzen von Condé, ersetzt. Sie zeigen militärische Szenen des 17. und 18. Jahrhunderts. Das Mobiliar des 18. Jahrhunderts stammt aus dem Verkauf der Sammlungen von Louis-Philippe I. im Jahre 1857. Es umfasst sechs Sessel und sechs Stühle, ein Sofa und einen Schirm, alle mit Beauvais-Bezügen verziert. Es gibt auch einen kleinen Beistelltisch aus Cloisonné-Email, hergestellt 1874 in der Manufaktur Christofle.

#### „Großes Affenkabinett“

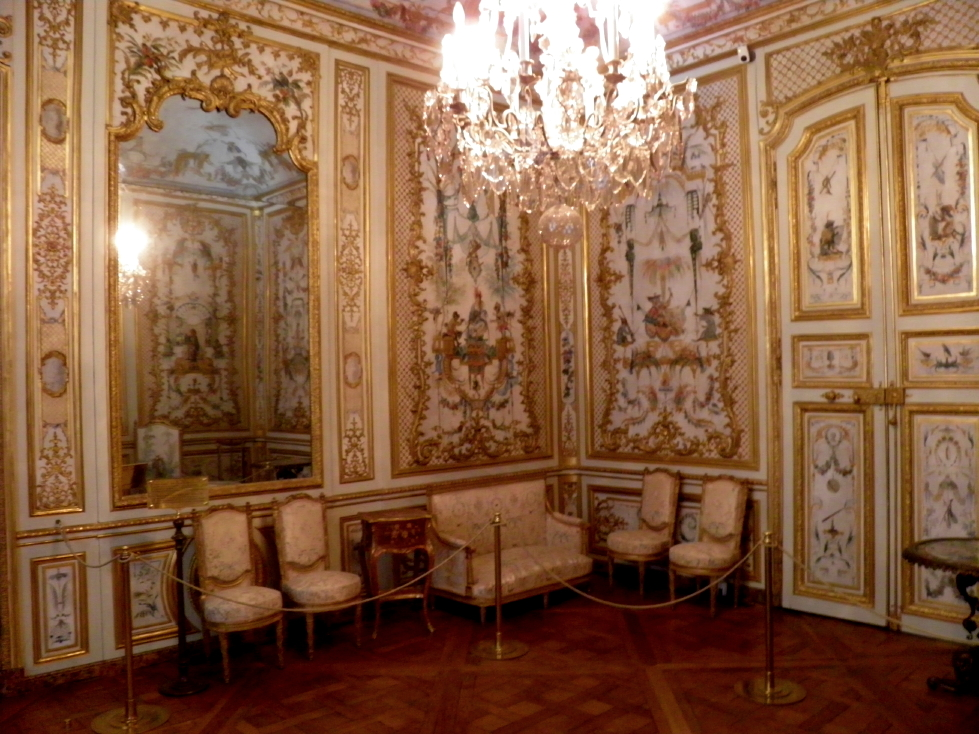
Das große Affenkabinett

Die Singerie, oder das Affenkabinett, ist einer der bedeutendsten Säle des Schlosses. Er beherbergt ein Ensemble von gemalten Dekorationen, die Christophe Huet zugeschrieben werden und wahrscheinlich 1737 entstanden. Es handelt sich um eine Darstellung von Affen, die menschliches Handeln imitieren, und um Porzellan. Es verbindet somit die damals neuen Moden der Chinoiserie und der Karikatur. Jedes Bild ist eine Allegorie auf die Künste oder die Wissenschaften, welche die Jagd, Krieg, Malerei, Skulptur, Geometrie, Geographie und Chemie darstellen. Auf einem der Bilder ist einer der Affen Porzellanmaler (Louis IV. Henri de Bourbon, Geldgeber des Künstlers, hatte gerade eine Porzellanmanufaktur in der Stadt gegründet, die Porzellan mit fernöstlich inspiriertem Dekor herstellte). Im Hintergrund befindet sich ein Gemälde, während darunter eine Notenpresse steht, möglicherweise eine Anspielung auf das Vermögen des Fürsten, das dieser im Law-System erworben hatte. Somit ist auch der Geldgeber des Projektes selbst karikiert. Die Einrichtung umfasst auch eine Anspielung auf die fünf Sinne und die vier Teile der Welt. Die Decke ist ganz der Jagd gewidmet. Der gleiche Künstler hat zum gleichen Thema Einrichtungen im Schloss Champs-sur-Marne und im Hôtel de Rohan zu Paris geschaffen.
Das Mobiliar des Salon umfasst vier Stühle aus dem Toilette-Zimmer von Marie-Antoinette in Versailles, die Georges Jacob hergestellt hat, ein Stuhl aus dem Schloss Rambouillet und ein Kaminschirm, der im 19. Jahrhundert mit einem Gemälde von Christophe Huet verziert wurde: die Lesestunde der Affen.

#### „Große Galerie der Taten des Prinzen“

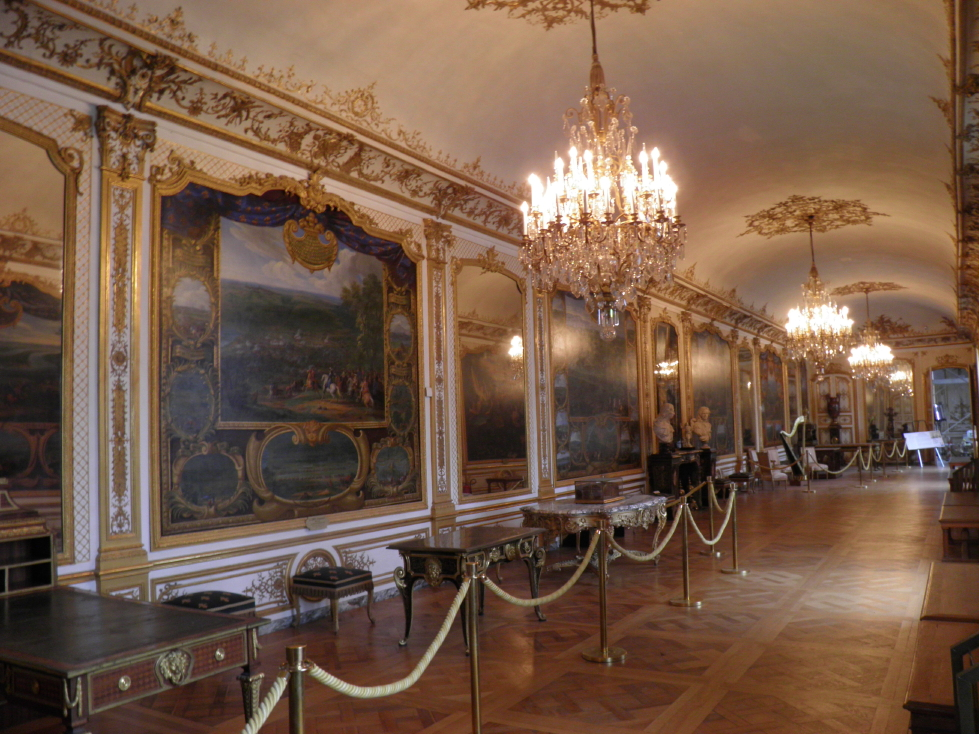
Große Galerie der Schlachten

Diese Galerie (Grande galerie des actions de Monsieur le Prince) wurde von Jules Hardouin-Mansart entworfen und mit dem Einbau der Holzvertäfelung durch Jean Aubert um 1718 fertiggestellt. Der Raum beherbergt eine Reihe von elf Gemälden, die die großen Siege des Grand Condé in den Schlachten von Rocroi (1643), Freiburg (1644), Nördlingen (1645), Dünkirchen (1646), Lens (1648), bei der Blockade von Paris (1649), bei der Eroberung der Franche-Comté (1668) und bei der Überquerung des Rheins (1672) darstellen. Diese Bilder bedecken drei Wände des Raumes und wurden vom Grand Condé selbst im Jahre 1686 bestellt. Sie wurden von Sauveur Le Conte, einem Schüler von Van der Meulen, dem Schlachtenmaler von Ludwig XIV., gemalt und im Jahr 1692 fertiggestellt. Ein weiteres Bild wurde nach dem Tod des Grand Condé durch dessen Sohn bestellt. Es trägt den Titel Reue. Der Maler Michel Corneille der Jüngere stellt den Prinzen dar, wie er eine Ruhmesgöttin daran hindert, seine Taten der Rebellion gegen den König bekanntzumachen und eine andere Ruhmesgöttin einlädt, seine Reue zu verkünden, während die Göttin der Geschichte, die sich auf den Zeitgott Chronos stützt, aus einem Buch Seiten herausreißt. Sie symbolisieren die Taten, die der Feldherr vergessen machen will.
Dieser Raum beherbergt die bedeutendsten Möbel des Schlosses, die vom Duc d’Aumale zusammengetragen worden sind: einen Tisch aus Rebholz aus dem Jahre 1540 mit dem Wappen von Montmorency, einen weiteren Tisch, der André-Charles Boulle zugeschrieben wird, eine Reihe von Stühlen und Sesseln von Georges Jacob, einen Schreibtisch und einen Aktenschrank von Joseph Baumhauer (1757) und einen weiteren von Jean-François Oeben.

#### Musikzimmer
Der Salon de Musique oder das Musikzimmer war einst das Kuriositätenkabinett der Prinzen von Condé. In zwei angegliederten, nicht für den Besuch geöffneten Räumen werden Mineralien, Tiere und andere Kuriositäten aus der Natur aufbewahrt. Das Zimmer mit Blick auf das Château d’Enghien stellt verschiedene Objekte in Andenken an den Duc d’Enghien aus, der im Graben des Schlosses Vincennes hingerichtet wurde. Neben seinem Porträt in Jagdgarderobe sind mehrere seiner persönlichen Besitztümer ausgestellt.

### Kleine Gemächer
Diese Räume im Erdgeschoss des Kleinen Schlosses waren die Privatgemächer des Duc d’Aumale. Er ließ sie möblieren, nachdem er sich entschlossen hatte, sich in dem von seinem Onkel Louis VI. Henri de Bourbon-Condé geerbten Schloss niederzulassen, kurz nach seiner Hochzeit mit seiner Cousine Maria Karolina Augusta von Neapel-Sizilien. Die Arbeiten unter Dekorateur Eugène Lami begannen im Jahre 1844 und wurden im Jahre 1846 abgeschlossen; die Räume wurden im Stil der Julimonarchie eingerichtet. Die meisten Möbel wurden durch die Gebrüdern Grohé hergestellt. Noch im September 1847 verließ der Duc d’Aumale das Schloss, um seinen Posten als Generalgouverneur in Algerien anzutreten. Nach seinem Exil in England im Jahr 1848 kam er erst im Jahre 1876 an seinen Wohnsitz zurück, wo er bis zu seinem Tod im Jahre 1897 lebte. Im Jahr 1886 ließ er Zentralheizung und Gasbeleuchtung einbauen. Dem Testament des Duc folgend wurden nach seinem Tode keinerlei Änderungen an den Räumen vorgenommen. Seit 1993 können sie im Rahmen von geführten Besichtigungen besucht werden.

#### „Salon de Guise“

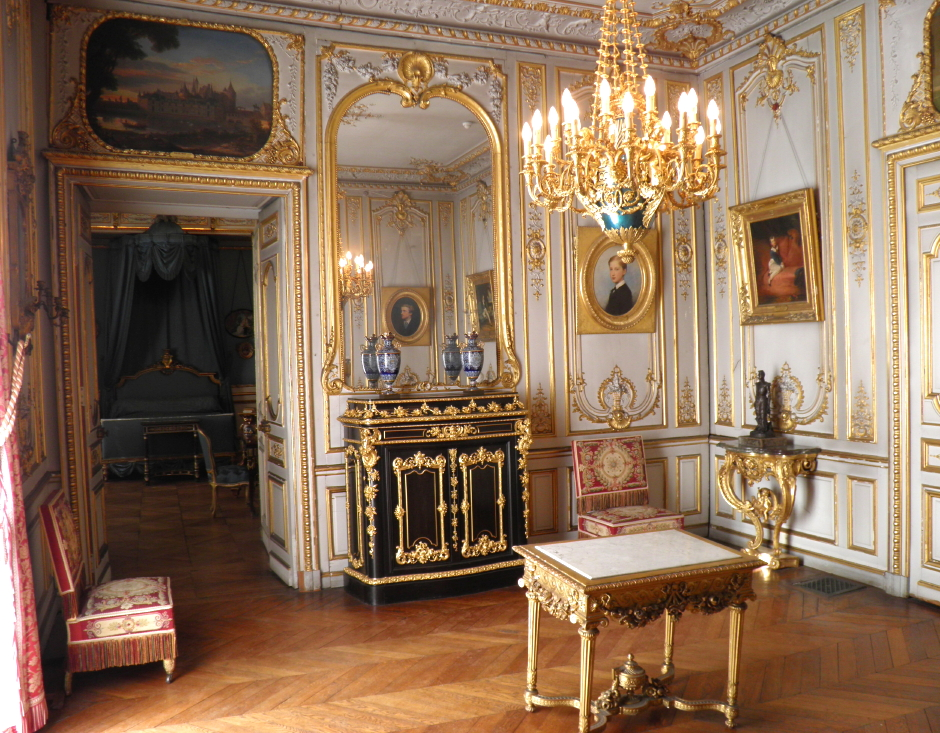
Der Salon de Guise und der Eingang zum Raum der Herzogin

Dieser Raum war früher das Musikzimmer von Bathilde d’Orléans, der Herzogin von Bourbon, und wurde damals „Damensalon“ genannt. Im Jahre 1872, nachdem der Herzog von Guise, Sohn des Duc d’Aumale, im Alter von 18 Jahren gestorben war, wurde er in Salon de Guise umbenannt. Die Ausstellung in diesem Raum präsentiert Porträts seiner beiden Söhne, des Prinzen von Condé und des Herzogs von Guise, die von Charles Jalabert geschaffen wurden, ebenso wie die Porträts des Duc d’Aumale und seines Bruders Antoine d’Orléans, die von Joseph Nicolas Robert-Fleury gemalt wurden. Die Sopraporten zeigen das Schloss Chantilly zur Zeit des Grand Condé, den Hameau und eine Menschenmenge, die aus den Ställen strömt. Die Möblierung besteht aus einem Tisch und einer Schranktruhe aus Palisander und Ebenholz, verziert mit Bronze.

#### Gemach der Herzogin
Dieser Raum ist der ehemalige Salon der Herzogin von Bourbon, darin ein Himmelbett, ein Sessel im Stile Louis-quinze und eine Toilette. Die Wände sind mit zwei Gemälden der Hochzeit des Duc d’Aumale dekoriert. Die Decke wurde von Narcisso Virgilio Díaz de la Peña gemalt und stellt zwei Vögel dar, die auf einer Girlande um die Buchstaben C und A (Caroline Auguste, Duchesse d’Aumale) schaukeln.

#### Violetter Salon

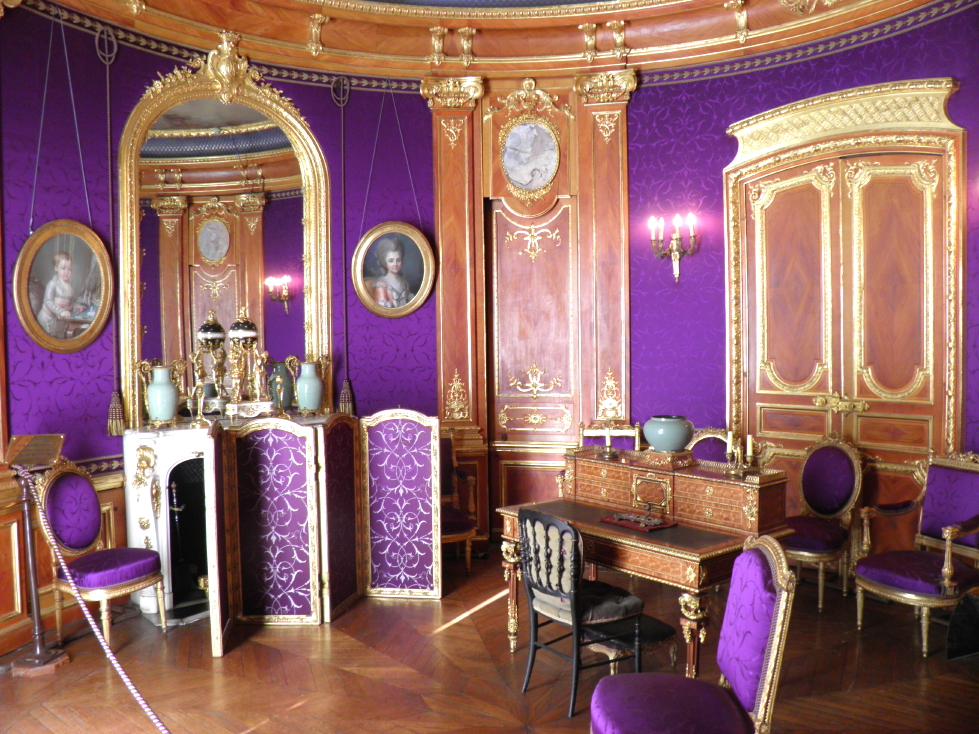
Der im Jahre 2009 restaurierte violette Salon

Dieser runde Raum ist das frühere Schlafzimmer der Herzogin von Bourbon. Hier wurde im Jahre 1772 Louis Antoine de Bourbon-Condé geboren. Das Zimmer wurde unter der Julimonarchie mit grünem Damast dekoriert. Nach seiner Rückkehr im Jahre 1876 und aufgrund des Todes seiner Frau im Jahre 1869 ersetzte der Duc d’Aumale das Grün durch Lila, die Farbe der Trauer. Dieser Salon wurde 2009 vollständig restauriert und wieder mit Damast verkleidet.

#### „Kleines Affenkabinett“
Dieser Raum ist das einzige der kleinen Appartements, das seine Dekoration des 18. Jahrhunderts vollständig behalten hat. Eine Tafel gibt das Datum von 1735 an, das Dekor wird Christophe Huet zugeschrieben. Sechs Bilder in diesem einstigen Boudoir stellen mit Affenfiguren die Zerstreuungen der Damen des Schlosses in den vier Jahreszeiten dar. Sie nehmen an der Jagd teil (Herbst), pflücken Kirschen (Frühling), baden (Sommer) oder rodeln (Winter). Zwei weitere Bilder zeigen Affen, wie sie Karten spielen oder ihre Toilette machen. Die Decke, von Grund auf restauriert, zeigt wieder die Allegorien der vier Jahreszeiten und die Fabeln von La Fontaine auf zwei Leisten: Der Hahn und die Perle, Der Fuchs und der Storch, Der Fuchs und die Büste und Das Huhn mit den goldenen Eiern auf den anderen beiden Leisten sind die Marktschreier von Paris, darunter der Oblaten-Händler, dargestellt. Die Fensterläden stellen Spiele im Freien (Bogenschießen, Federball und Kegeln) dar. Ein Türflügel zeigt wiederum das Bogenschießen.

#### Zimmer des Duc d’Aumale und Badezimmer

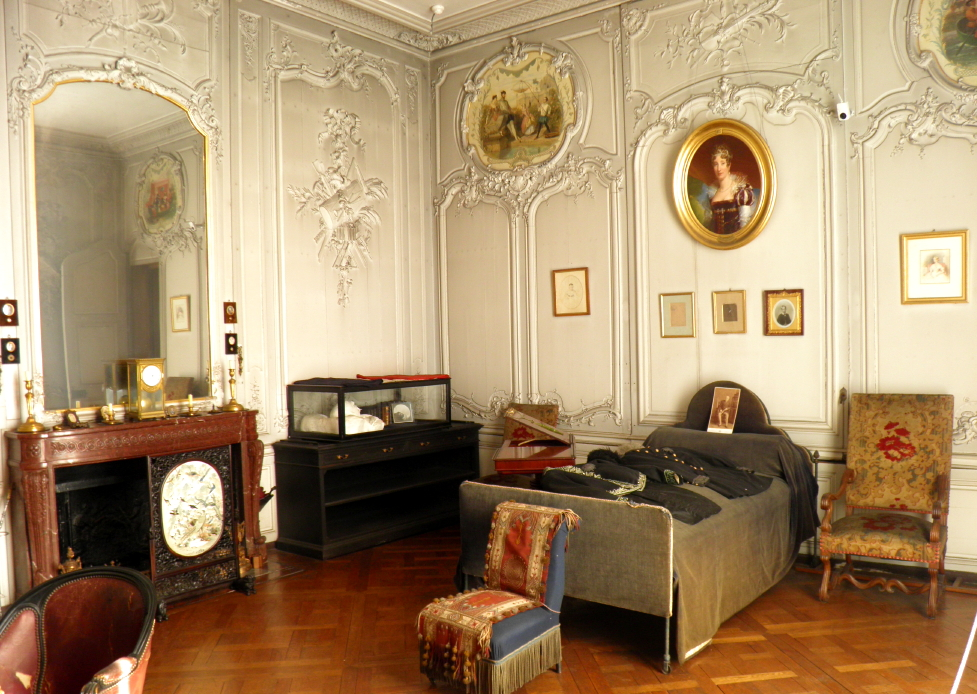
Zimmer des Duc d’Aumale mit Bett, auf dem seine Akademikerroben liegen

Die Holzverkleidungen datieren hier aus dem 18. Jahrhundert, nur über den Türen wurden sie im folgenden Jahrhundert ausgetauscht. Dieses Zimmer ist die alte Kammer von Louis VI. Henri Joseph de Bourbon vor der Revolution. An den Wänden hängen Bilder und Miniaturen, die die Familie des Duc d’Aumale darstellen, darunter ein Porträt seiner Mutter, geschaffen von Baron François Gérard. In einer Vitrine liegt die Totenmaske des Duc d’Aumale und die Trikolore, die seinen Sarg bei seiner Überstellung aus Sizilien bedeckt hat. Das angeschlossene Bad ist mit Holz ausgekleidet und bietet allen zeitgenössischen Komfort wie fließendes heißes und kaltes Wasser, Waschbecken, Badewanne und Armaturen nach der Mode ihrer Zeit.

#### „Salon de Condé“
Der Salon de Condé wurde durch Eugène Louis Lami im eklektizistischen Stil eingerichtet, speziell mit einem imposanten Kamin im Stile der Neo-Renaissance. Dieses alte Vorzimmer, das später Salon des Herzogs von Bourbon wurde, wurde zu Beginn vom Duc d’Aumale Salon des Condé genannt, weil sich hier eine große Anzahl von Porträts seiner Vorfahren befanden, sowohl als Gemälde (Grand Condé von Justus van Egmont) oder als Skulpturen (wie Louis-Henri de Bourbon-Condé). In Erinnerung an den ältesten Sohn des Duc d’Aumale, der im Alter von nur 21 Jahren gestorben war, wurde der Raum in Salon de Condé umbenannt.

#### Marmorraum, Loggia und Empfangsraum

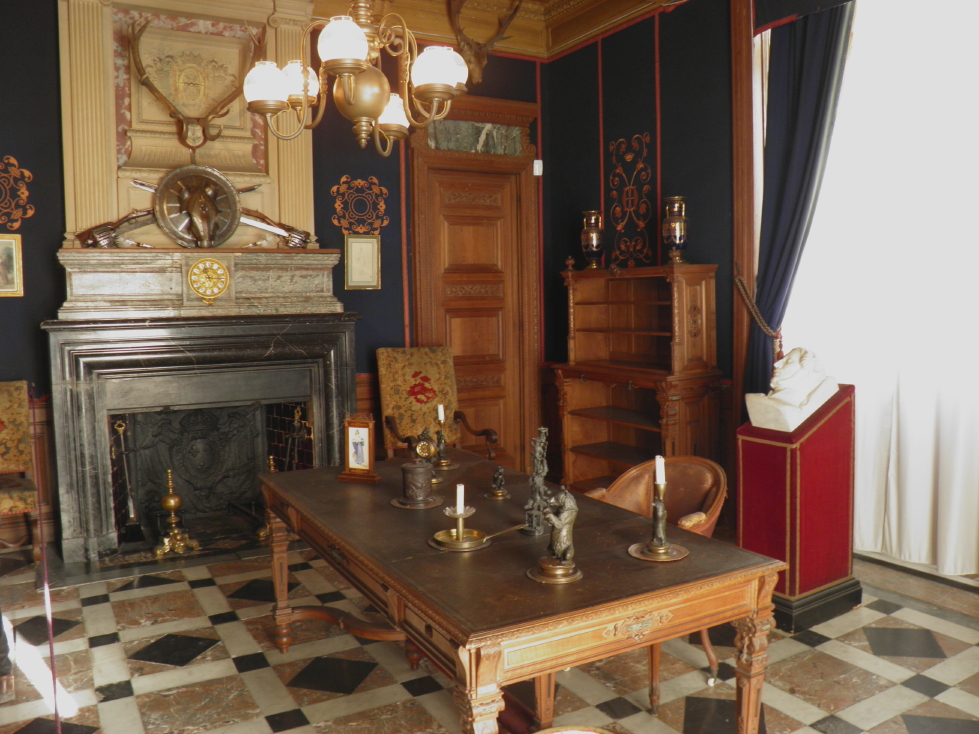
Der Marmorraum mit seiner von der Renaissance inspirierten Dekoration

Diese drei Zimmer wurden von Jean Bullant zur Gänze im Stile der Neo-Renaissance mit viel Holz, Kassettendecke, Fliesen und Ornamenten, die an die Fassade des kleinen Schlosses erinnern, eingerichtet. Das Marmorzimmer aus dem Jahr 1880 war ursprünglich ein Arbeitszimmer und wurde später zum privaten Esszimmer des Duc d’Aumale umfunktioniert. In ihm befinden sich Möbelstücke der Gebrüder Grohé und eine Büste von Ferdinand Philippe d’Orléans, dem ältesten Bruder des Duc. Die Loggia und der Empfangsraum (débotté) wurden im Jahre 1875 an der Stelle gebaut, wo sich ursprünglich die Zugbrücke des kleinen Schlosses befunden hatte. Die Loggia wurde zu Ehren von Anne de Montmorency im Stil des Schlosses Écouen dekoriert. Der Empfangsraum diente dazu, Besucher des Duc zu begrüßen, wenn sie von der Jagd zurückkamen.

#### Galerie Duban und Galerie Daumet
Die Galerie Duban wurde im Jahre 1846 unter Leitung des Architekten Félix Duban (1798–1870) gebaut. Sie stellt eine Erweiterung auf der Vorderseite des kleinen Schlosses in Richtung Hof dar und dient den kleinen Gemächern. Sie wurde zunächst mit Glasmalereien geschmückt, die den Mythos der Psyche zum Thema haben und die sich heute in der Galerie de Psyché befinden. Sie wurden durch sechs heraldischen Glasmalereien aus dem Schloss Écouen ersetzt. Sie stellen die Wappen von Guillaume Gouffier de Bonnivet, dem Waffengefährten von Anne de Montmorency, und von dem Dauphin und späteren König Heinrich II. im Jahre 1541 dar. Weiterhin sind dort wahrscheinlich das Wappen von Philippe de Montmorency, dem Bischof von Limoges und Bruder von Anne, das Wappen von Antoinette de La Marck, der Ehefrau von Henri I. de Montmorency und Sohn von Anne, das Wappen von Anne selbst und von Marie de Montmorency, der jüngeren Schwester von Anne und Äbtissin von Maubuisson dargestellt. Die anderen Fenstergläser, die aus dem 19. Jahrhundert stammen, tragen die Wappen der Condé und Orléans. In den Vitrinen der Galerie werden verschiedene Waffen und ein nordkaukasisches Gewand ausgestellt, das der Duc d’Aumale von Großfürst Konstantin Nikolajewitsch von Russland geschenkt bekommen hat. Am Ende des Ganges steht der alte Rollstuhl, den der Duc während seiner Spaziergänge im Schlosspark am Ende seines Lebens verwendete.
Die Galerie Daumet wurde von einem Architekten mit dem gleichen Namen zwischen 1885 und 1886 entworfen, um das neue große Schloss mit den kleinen Gemächern zu verbinden. Sie ist mit Holz vertäfelt und beherbergt einen Schrank aus dem 18. Jahrhundert, der mit Marketerien dekoriert ist und Meißener Porzellan enthält. Die Gemälde an den Wänden der Galerie, die dem Schwiegervater des Duc d’Aumale gehörten, zeigen Ansichten von Neapel und seiner Umgebung.

## Sammlung
Das Museum ist für seine Sammlung von Malereien bekannt. Es besitzt darüber hinaus umfangreiche Sammlungen weiterer Kunstgattungen, Zeichnungen, Stiche, Plastiken, Fotografien, archäologische Funde und Objekte der angewandten Kunst.

### Malerei
Das Museum besitzt nach dem Musée du Louvre die zweitgrößte Sammlung Frankreichs von Gemälden aus der Zeit vor 1850. Das Museum stellt 500 Bilder ständig aus, während es 800 in seinem Fundus hat. Die Werke sind in Anlehnung an die Gestaltung zu Lebzeiten des Duc d’Aumale über alle Räume des Museums verteilt, und wie in den Museen des 19. Jahrhunderts neben- und übereinander angeordnet.

#### Flämische Schule
Die flämische Schule ist im Museum vor allem durch zwei Genres vertreten, die religiöse Malerei und die Porträtmalerei. Zur ersteren zählt ein anonymes Diptychon, das wahrscheinlich Johanna von Frankreich, Schwester von Ludwig XI. darstellt, und das früher Hans Memling zugeschrieben wurde, zweifellos aber von einem Künstler aus der Umgebung von Rogier van der Weyden geschaffen wurde. Weiterhin ist eine Heilige Maria Magdalena (früher als Porträt der Maria von Burgund bezeichnet), die dem Meister der Magdalenenlegende zugeschrieben wird, nennenswert. Zwei weitere religiöse Gemälde datieren aus dem 17. Jahrhundert: Das Noli me tangere von Denys Calvaert und der Ecce homo von Frans II Francken. Das älteste der Porträts, ein anonymes Porträt aus dem 15. Jahrhundert, stellt Anton Bastard von Burgund dar. Die Porträts, die im 17. Jahrhundert geschaffen wurden, bilden überwiegend Mitglieder der Familien Condé und Orléans ab. Sie entstanden während Exilaufhalten in Flandern und gingen durch Erbschaft in den Besitz des Duc d’Aumale über. Dazu gehören das Porträt Jean-Baptiste Gastons de Bourbon und zwei weitere Arbeiten des flämischen Porträtmalers Anthonis van Dyck sowie verschiedene Porträts des Grand Condé, die David Teniers der Jüngere und Justus van Egmont geschaffen haben.

Beispiele flämischer Malerei im Musée Condé
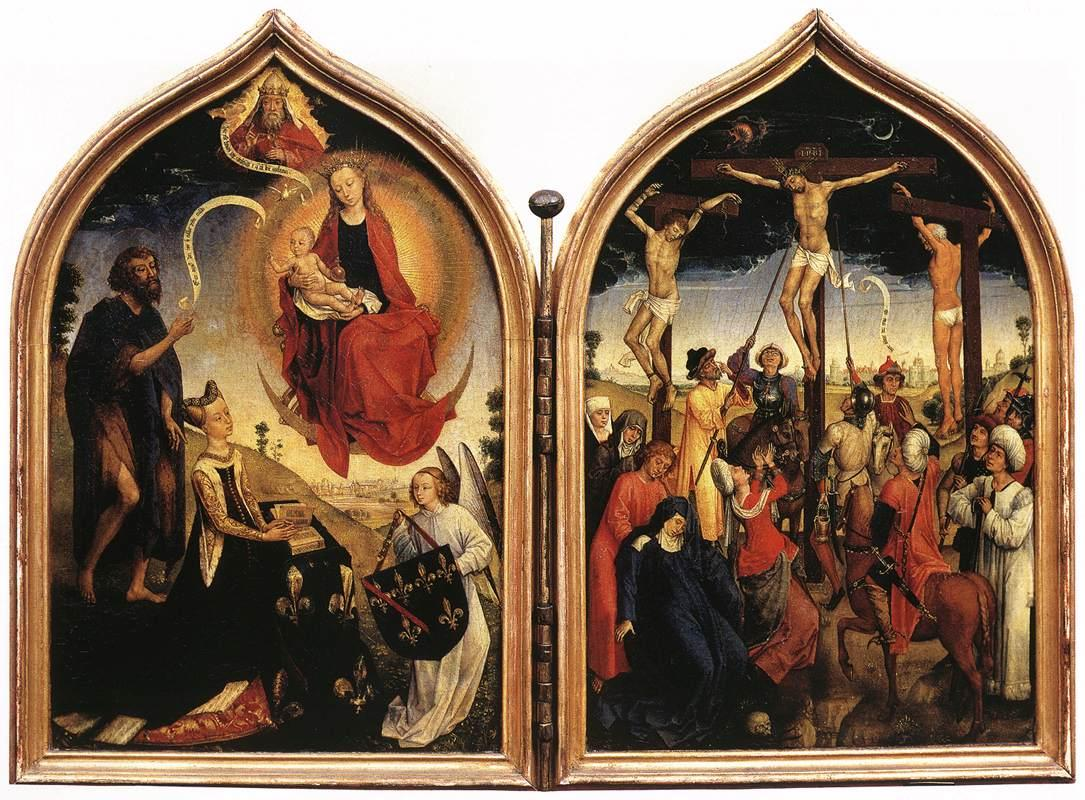
Diptychon angeblich Johannas von Frankreich, Öl auf Holz, Umgebung von Rogier van der Weyden (um 1465)
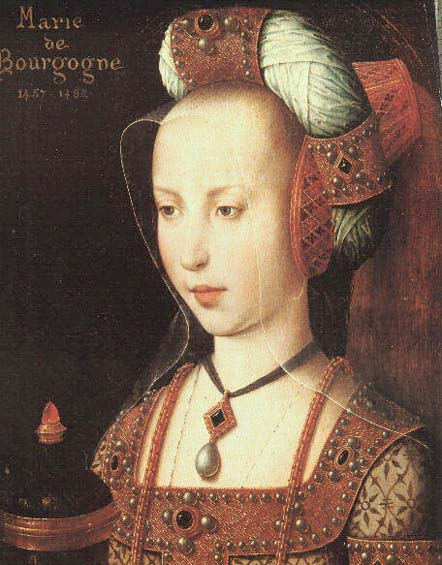
Heilige Maria Magdalena, Öl auf Holz, zugeschrieben dem Meister der Magdalenenlegende (apokryphische Inschrift, Ende des 15. Jahrhunderts)
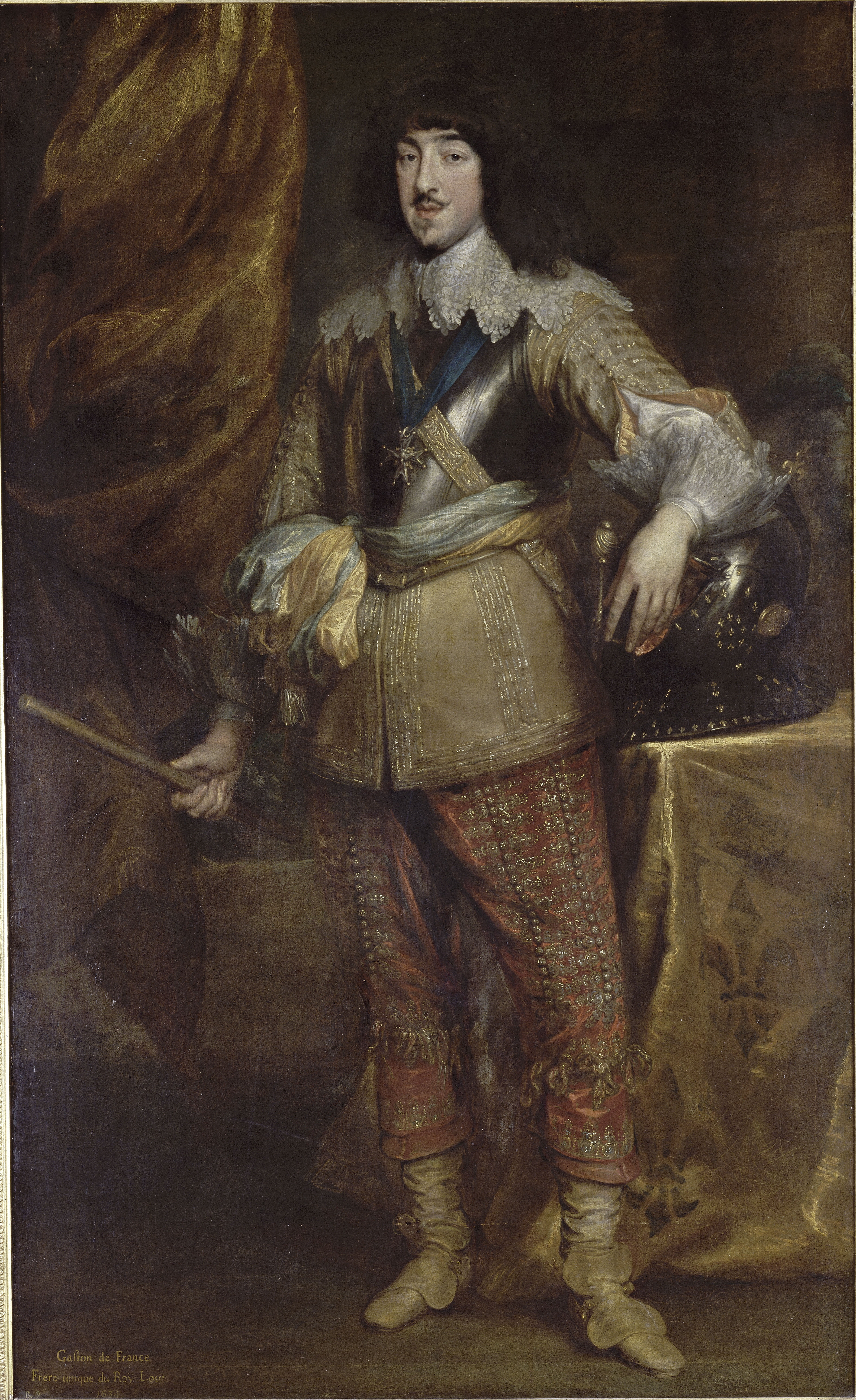
Porträt Jean-Baptiste Gastons de Bourbon, Öl auf Leinwand, Anthonis van Dyck (1634)
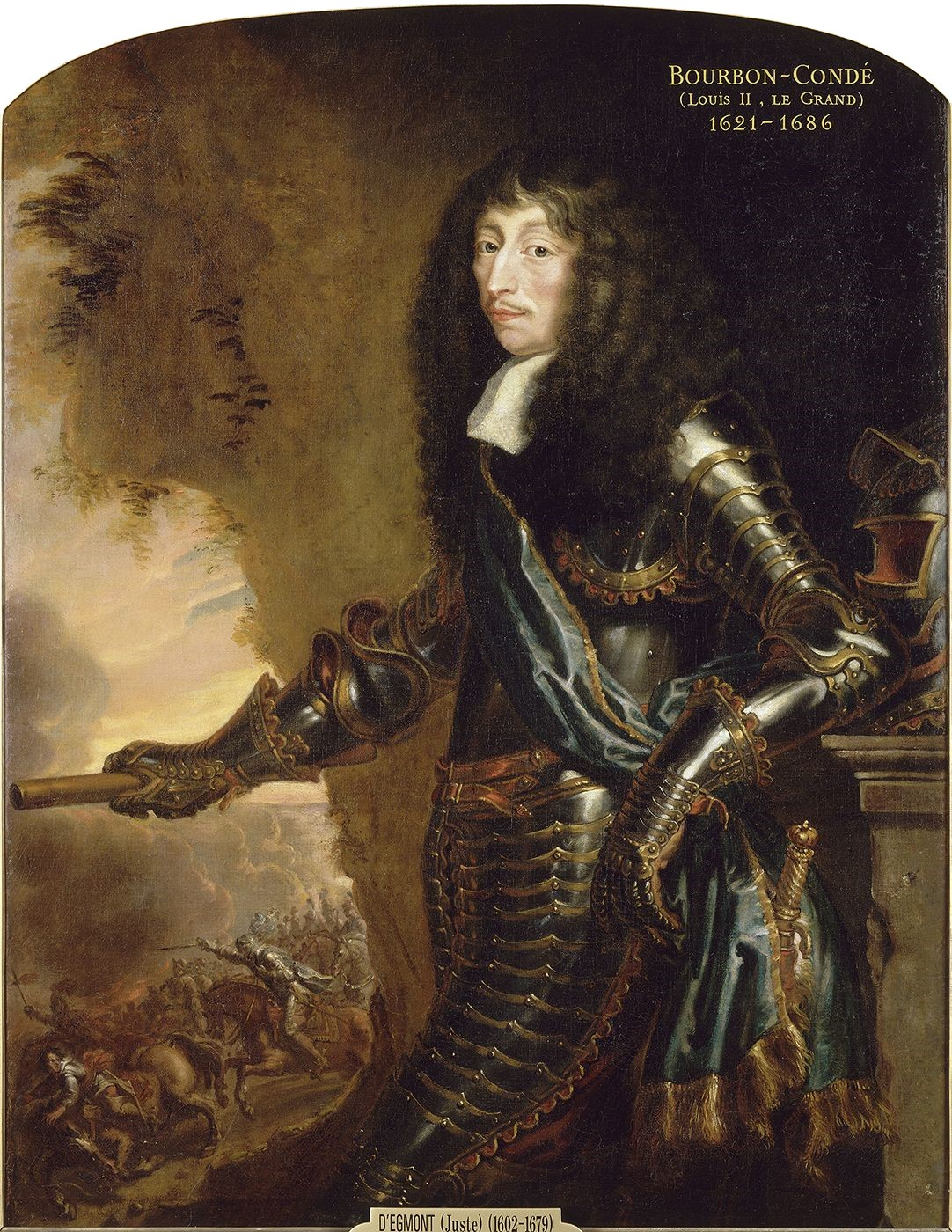
Porträt des Grand Condé, Öl auf Leinwand, Justus van Egmont (1654–1658)

#### Italienische Schule
Mit 98 Bildern ist die italienische Schule in der Sammlung sehr stark vertreten. Der Duc d’Aumale hatte eine Vorliebe für die italienische Renaissance, weshalb 22 der Bilder aus dem 15. und 38 aus dem 16. Jahrhundert stammen. Unter Ersteren ist besonders die Toskana vertreten: Siena mit Sassetta (Mystische Hochzeit des Heiligen Franziskus von Assisi), und Florenz mit drei Bildern von Fra Angelico, Filippino Lippi und Piero di Cosimo (Porträt der Simonetta Vespucci). Die Werke des 16. Jahrhunderts sind alle in den ersten 30 Jahren dieses Jahrhunderts entstanden. Man findet Werke von norditalienischen Künstlern wie Ludovico Mazzolino oder Bernardino Luini oder Künstlern aus Rom wie Jacopino del Conte, Scipione Pulzone oder eben Raffael, wobei das Musée Condé neben dem Louvre das einzige Museum Frankreichs ist, das seine Bilder besitzt; es handelt sich um die Werke Die drei Grazien, Madonna d’Orléans und Madonna di Loreto. Das Musée Condé hat auch italienische Gemälde aus dem 17. Jahrhundert in seiner Sammlung. Annibale Carracci und Salvator Rosa sind mit je acht Werken vertreten, daneben sind Domenichino und Il Guercino nennenswert. Es handelt sich auch hier um Werke vorwiegend religiöser Natur, abgesehen von etwa einem Dutzend Porträts.
Die italienischen Gemälde sind im Wesentlichen über zwei Käufe kompletter Sammlungen in die Kollektion des Duc d’Aumale gekommen. Im Jahre 1854 erwarb er von seinem Schwiegervater, Leopold von Neapel-Sizilien, 72 Bilder, das sind mehr als die Hälfte der italienischen Werke der heutigen Sammlung. Später verkaufte er 70 Werke an Ferdinand I., der zwischen 1799 und 1805 versuchte, einen Teil jener Werke wiederzubekommen, die die römischen Familien angesichts der vorrückenden französischen Truppen verkauft hatten. Der Duc d’Aumale behielt nur die wichtigen Werke aus dem 16. und 17. Jahrhundert. Im Jahr 1879 erwarb er die Sammlung des Kurators des Louvre, Frédéric Reiset. Dieser hatte während seiner Laufbahn als Kurator und später als Direktor der Staatlichen Museen eine eigene Sammlung aufgebaut. Bei seiner Pensionierung verkaufte er diese 40 Werke, darunter 24 italienische. Die restlichen Werke wurden punktuell bei Versteigerungen erworben.

Beispiele italienischer Malerei im Musée Condé
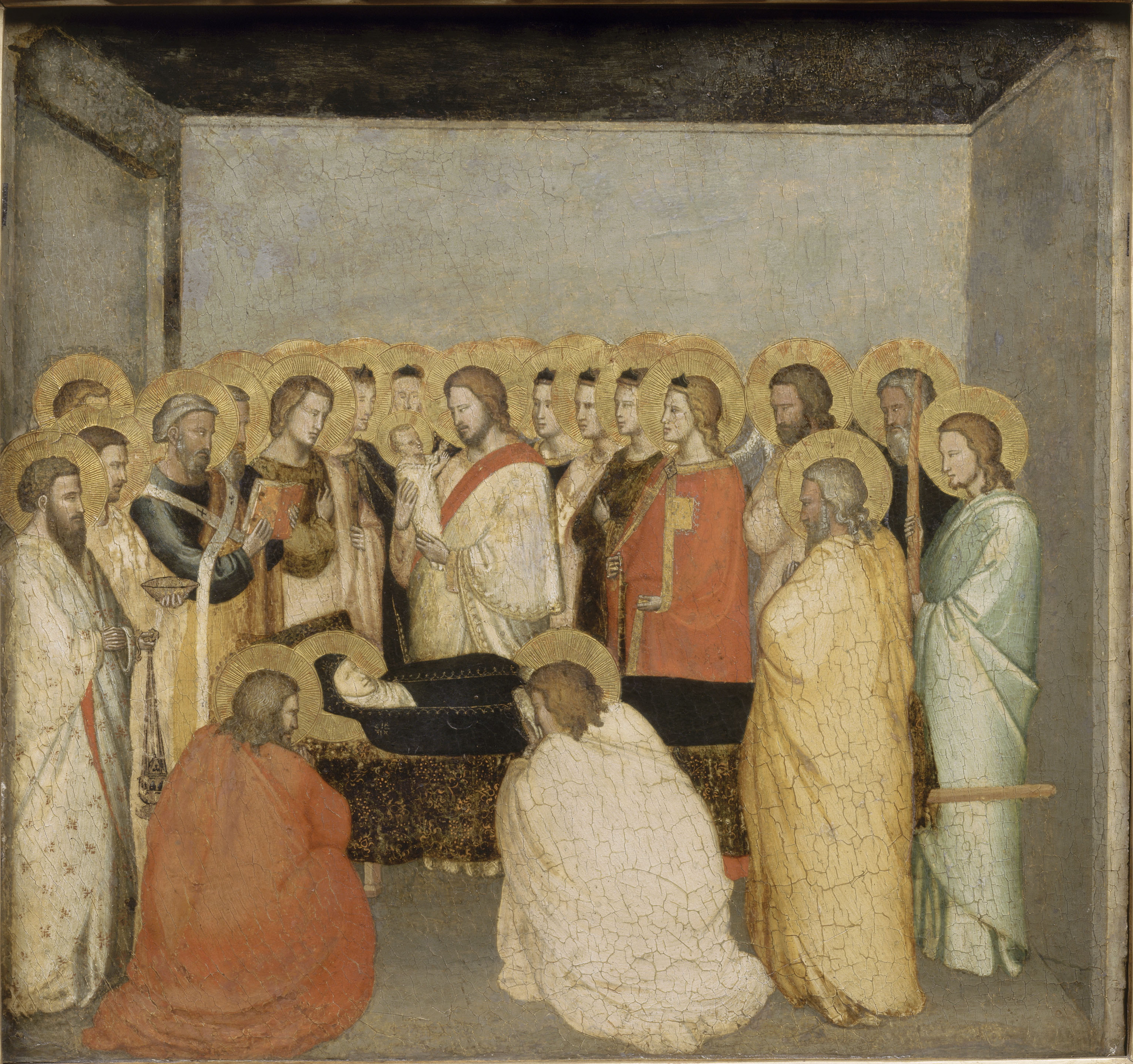
Die Entschlafung der Jungfrau Maria, Tempera auf Holz, Maso di Banco (14. Jahrhundert)
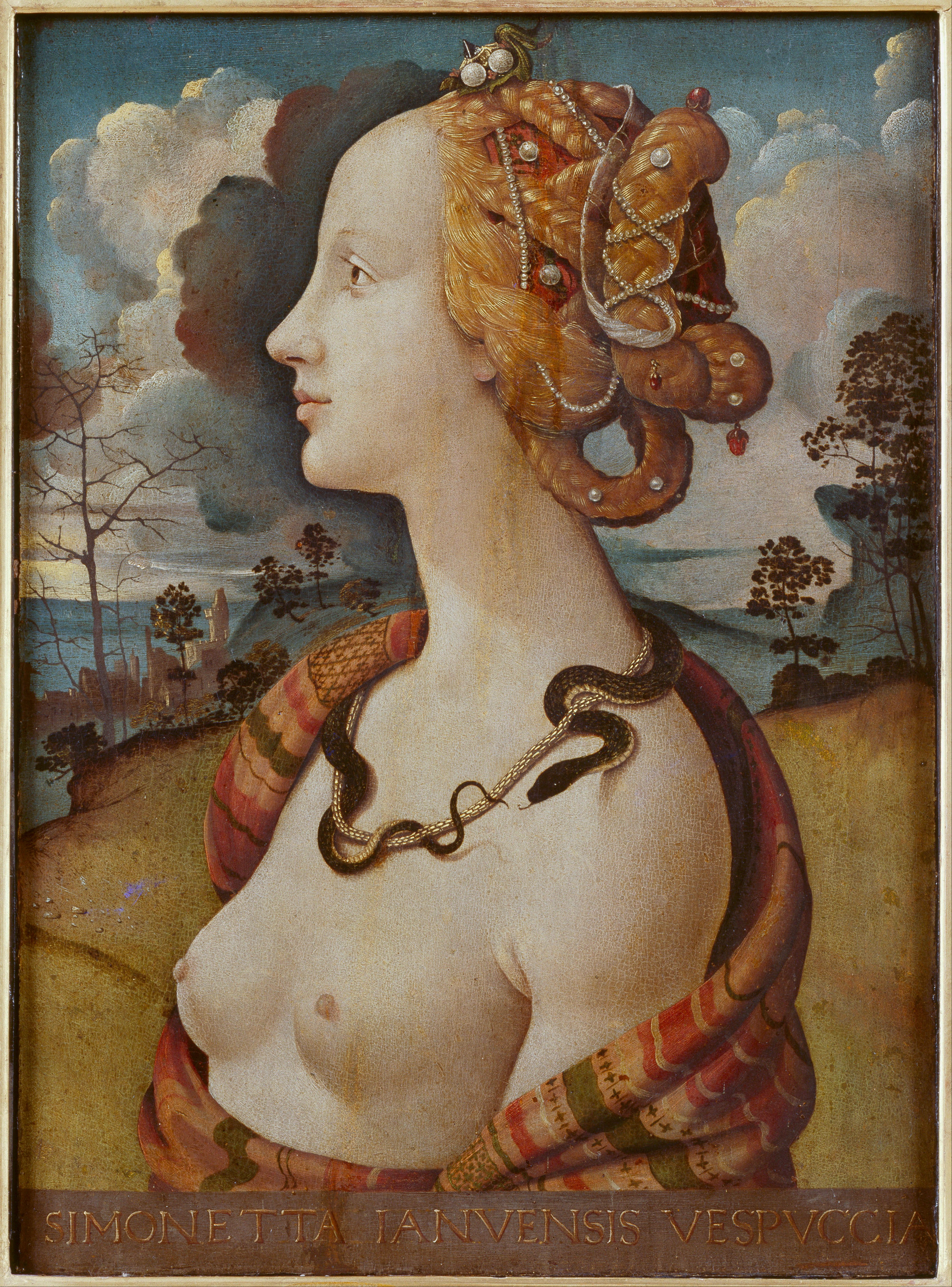
Porträt der Simonetta Vespucci, Leimfarbe auf Holz, Piero di Cosimo (um 1480)
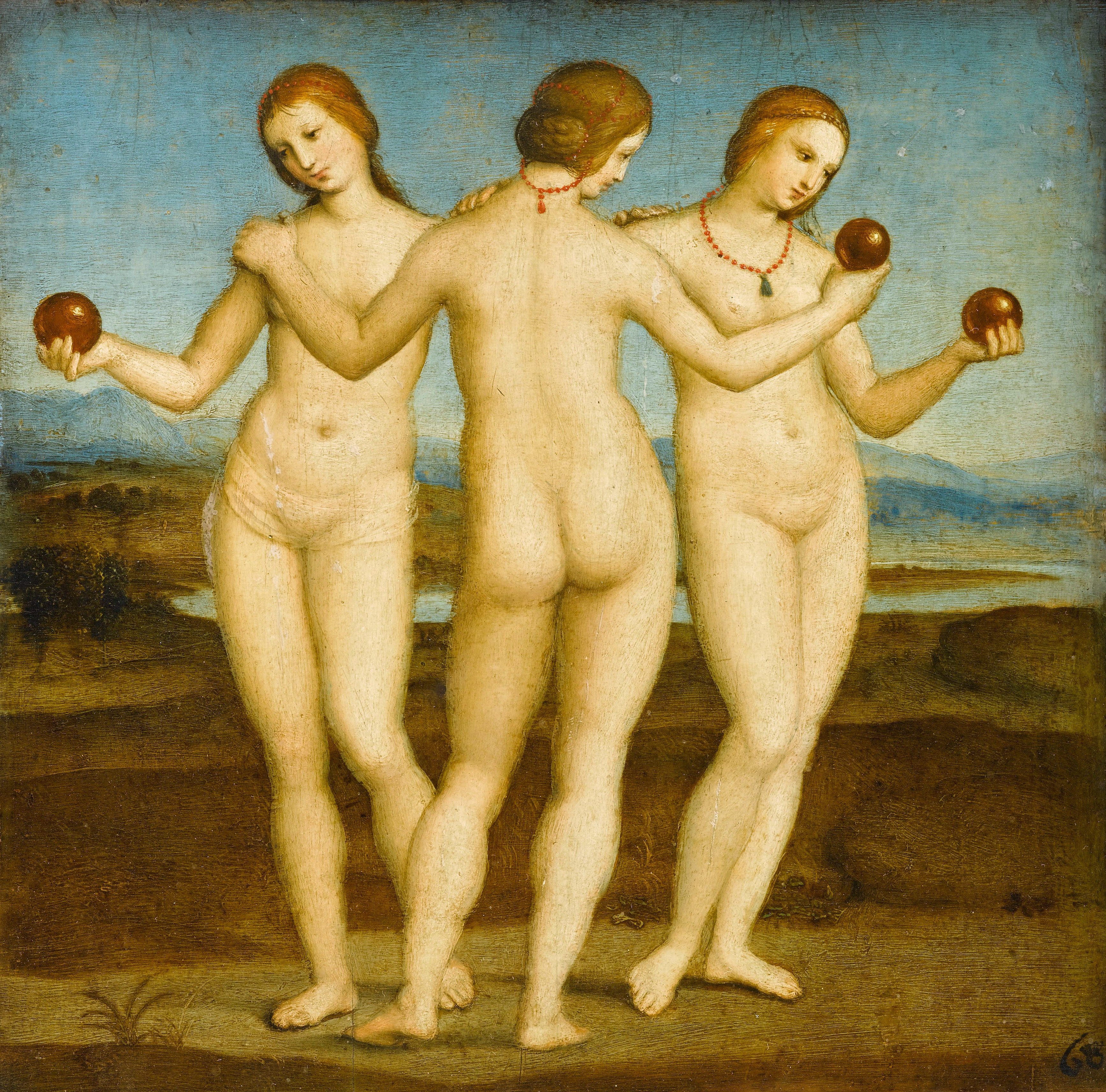
Die drei Grazien, Ölmalerei auf Holz, Raffael (1504–1505)
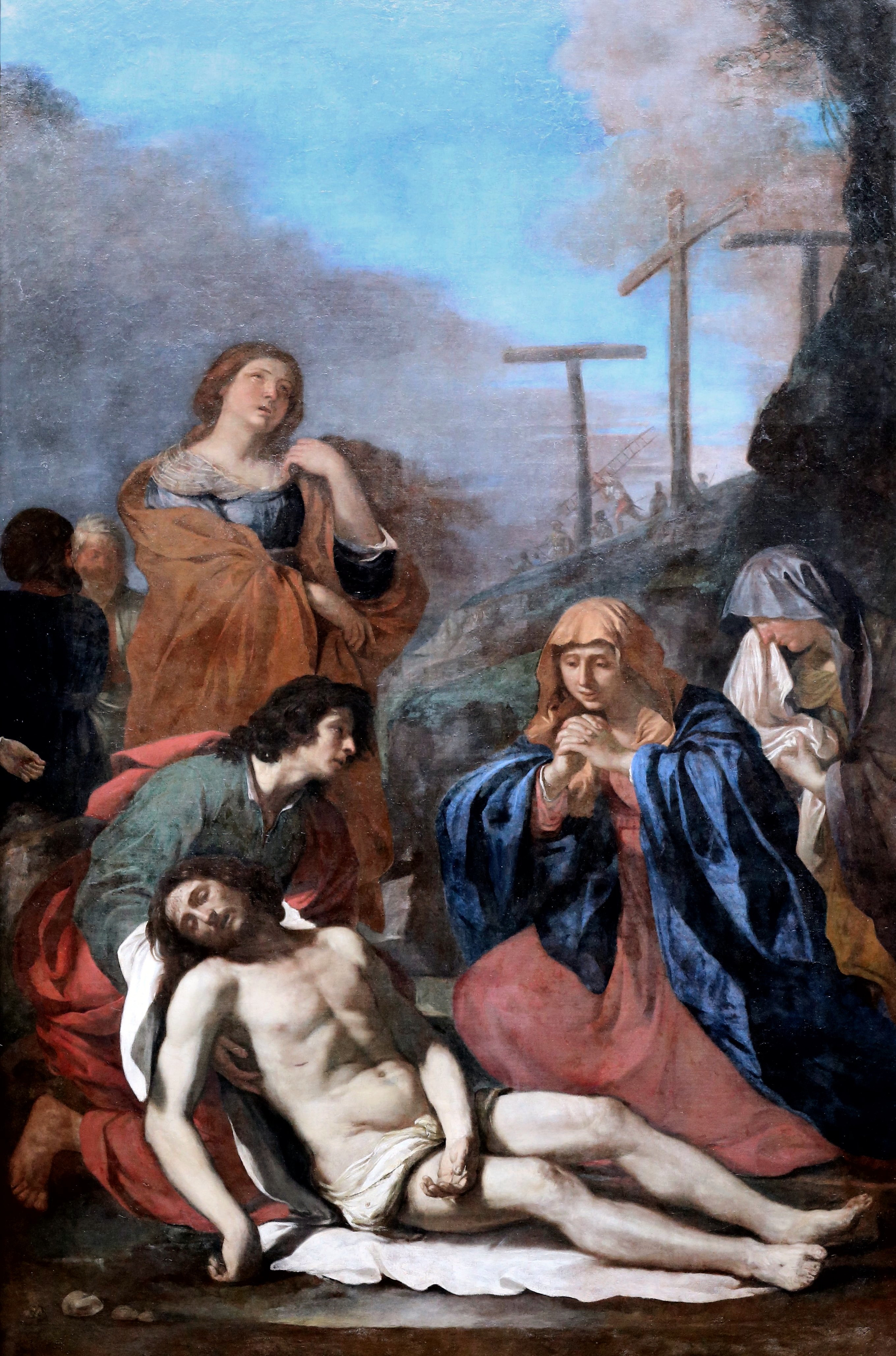
La Pietà, Öl auf Leinwand, Il Guercino (1640)

#### Andere ausländische Schulen
Die Sammlung beinhaltet 16 Gemälde von holländischen Malern. Abgesehen von einem Werk von Anthonis Mor handelt es sich dabei um Gemälde des Goldenen Zeitalters der niederländischen Kunst. Die Porträts und Marinemalereien stammen von Malern wie Jacob Isaacksz. van Ruisdael, Willem van de Velde der Jüngere, die Historienbilder von Matthias Stomer und die Stillleben von Melchior de Hondecoeter.
Die deutschen Maler der Renaissance werden durch Hans Holbein den Jüngeren, aber auch durch Bartholomäus Bruyn den Älteren und Heinrich Aldegrever vertreten. Darüber hinaus hat der Duc d’Aumale einige deutsche und österreichische Gemälde jüngeren Datums erworben. Es handelt sich dabei um Landschaftsbilder von Joseph Rebell, Oswald Achenbach oder Jacob Philipp Hackert, die ursprünglich zur Kunstsammlung des Herzogs von Salerno gehört hatten. Darüber hinaus besitzt das Museum zwei Werke von Franz Xaver Winterhalter.
Englische Gemälde fehlen in der Sammlung fast vollständig, obschon das Haus Orléans bereits vor der Revolution enge Beziehungen zu England pflegte. Zu den wenigen Ausnahmen gehört das Porträt der Zwei Waldegrave von Joshua Reynolds. Das Porträt von Louis-Philippe d’Orléans des gleichen Meisters ist nur eine Kopie des verlorengegangenen Originals. Bei den restlichen Gemälden handelt es sich um Landschaften von Edward Lear und Samuel William Reynolds.
Von der spanischen Malerei sind im Museum drei anonyme Porträts, zwei religiöse Gemälde von Antonio de Pereda und ein religiöses Bild von Bartolomé Esteban Murillo zu sehen.

Beispiele für Gemälde der anderen ausländischen Schulen im Museum
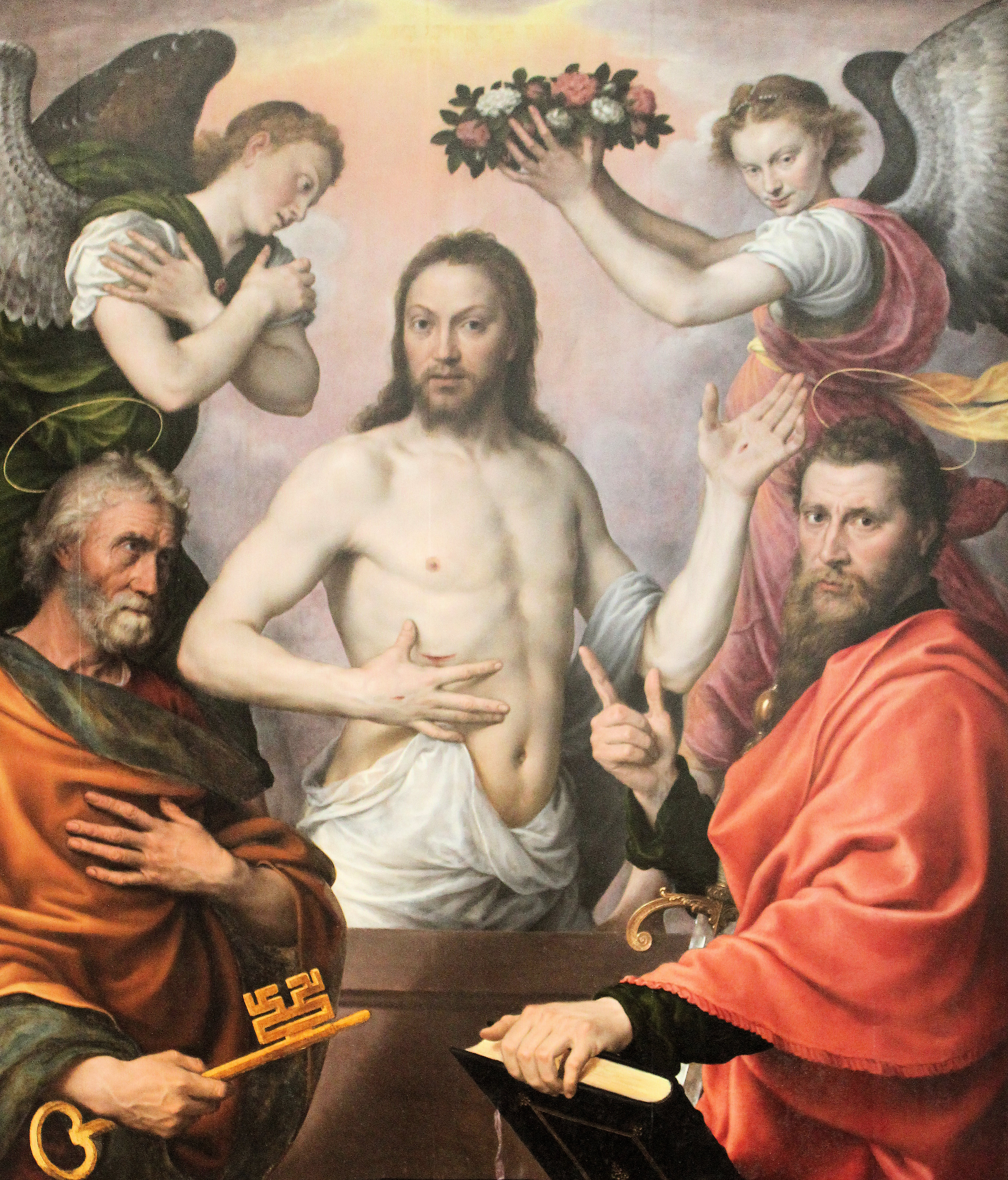
Der auferstandene Jesus Christus, mit dem Heiligen Petrus, dem Heiligen Paulus und zwei Engeln, Öl auf Leinwand, Anthonis Mor (1564)
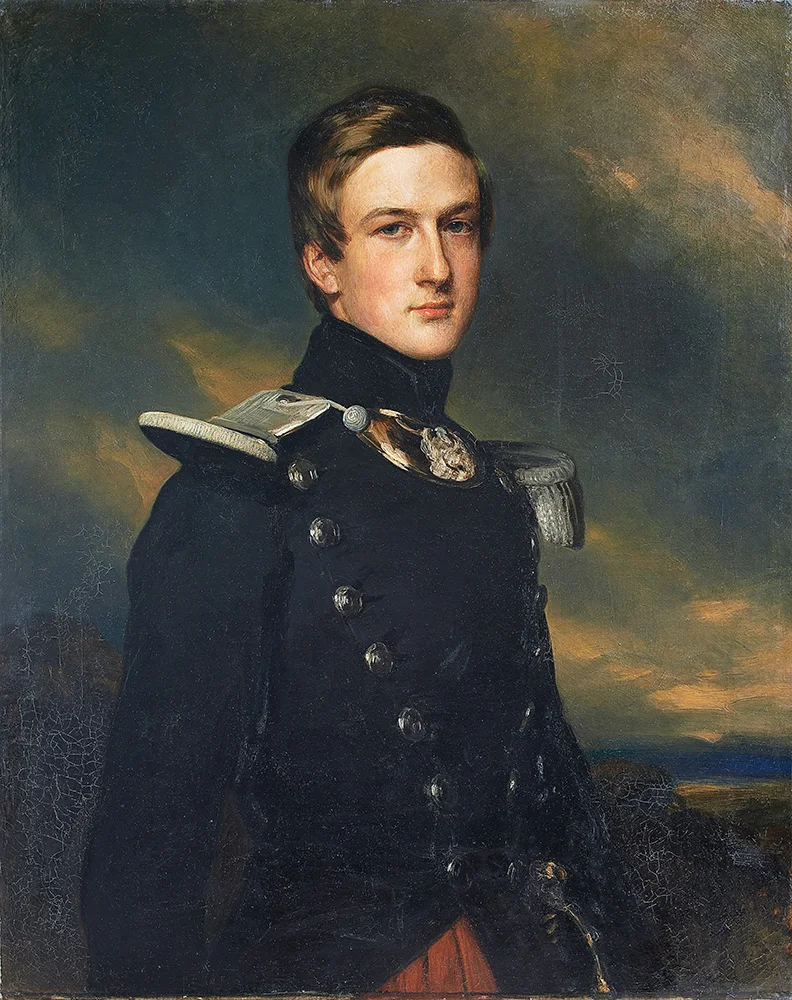
Porträt des Duc d’Aumale als Major des XVII. Chevauleger, Öl auf Leinwand, Franz Xaver Winterhalter (um 1840)
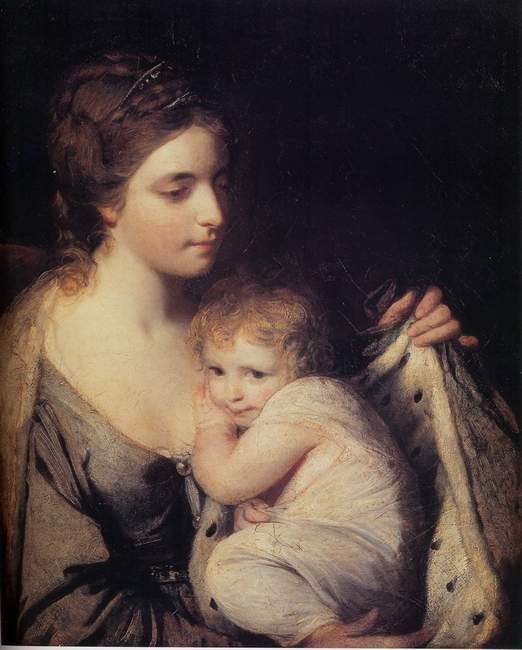
Die zwei Waldegrave, Öl auf Leinwand, Joshua Reynolds (1762)

#### Französische Schule
Neben der Schutzmantelmadonna der Familie Cadard, die 1904 Enguerrand Quarton und Pierre Villate zugeschrieben wurde, sind im Musée Condé 85 Porträts der französischen Malerei des 15. und 16. Jahrhunderts vorhanden. Sie stellen bedeutende Persönlichkeiten ihrer Zeit dar, vor allem die Könige Frankreichs, deren Familien und Gefolge. Zwei davon werden François Clouet selbst zugeordnet, nämlich ein Porträt von Odet de Coligny und eines von Jeanne d’Albret. Zwei Dutzend weitere wurden von Schülern des Malers oder seinem Gefolge am Hof geschaffen. Drei Werke werden Corneille de Lyon und sechs weitere seinen Schülern zugeschrieben. Des Weiteren gibt es Arbeiten von Jean Decourt und Germain Le Mannier. Anonym sind 43 der Porträts. Die Mehrzahl der Kunstwerke entstammen der Sammlung von Alexandre Lenoir; im Jahre 1939 hat Armand de Biencourt dem Museum eine große Anzahl Bilder geschenkt.

Beispiele französischer Malerei des 15. und 16. Jahrhunderts im Musée Condé
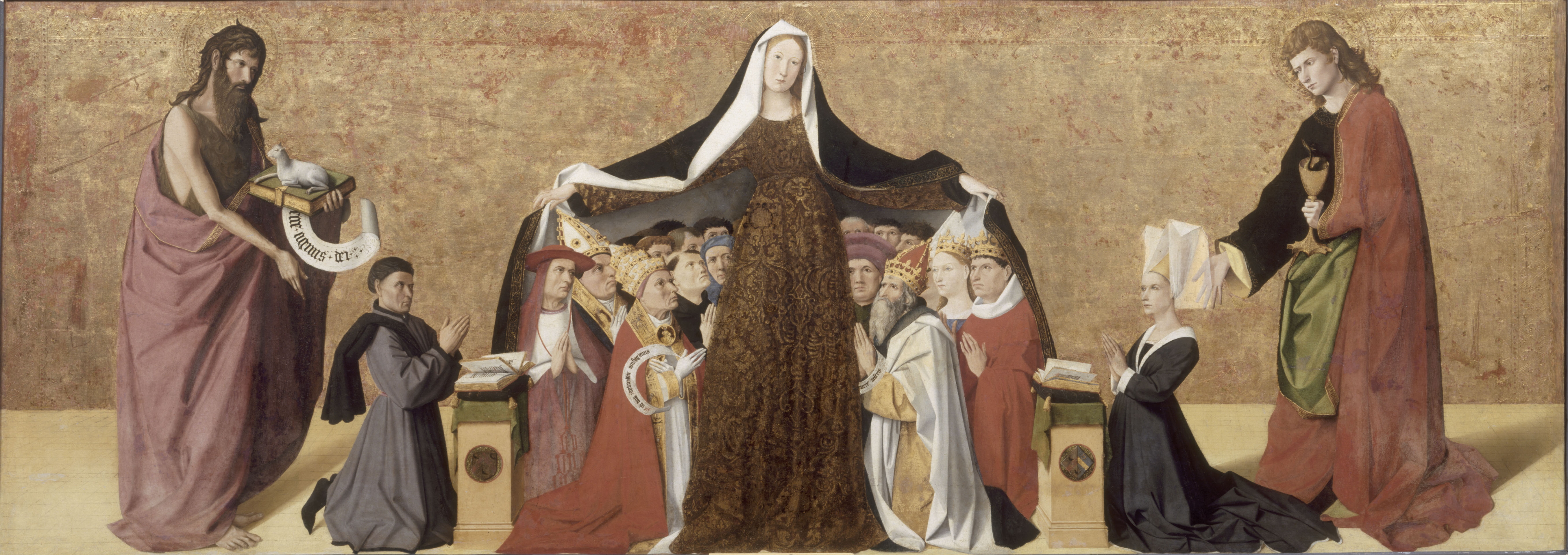
Schutzmantelmadonna der Familie Cadard, Öl auf Holz, auf Leinwand übertragen, Enguerrand Quarton (1452)
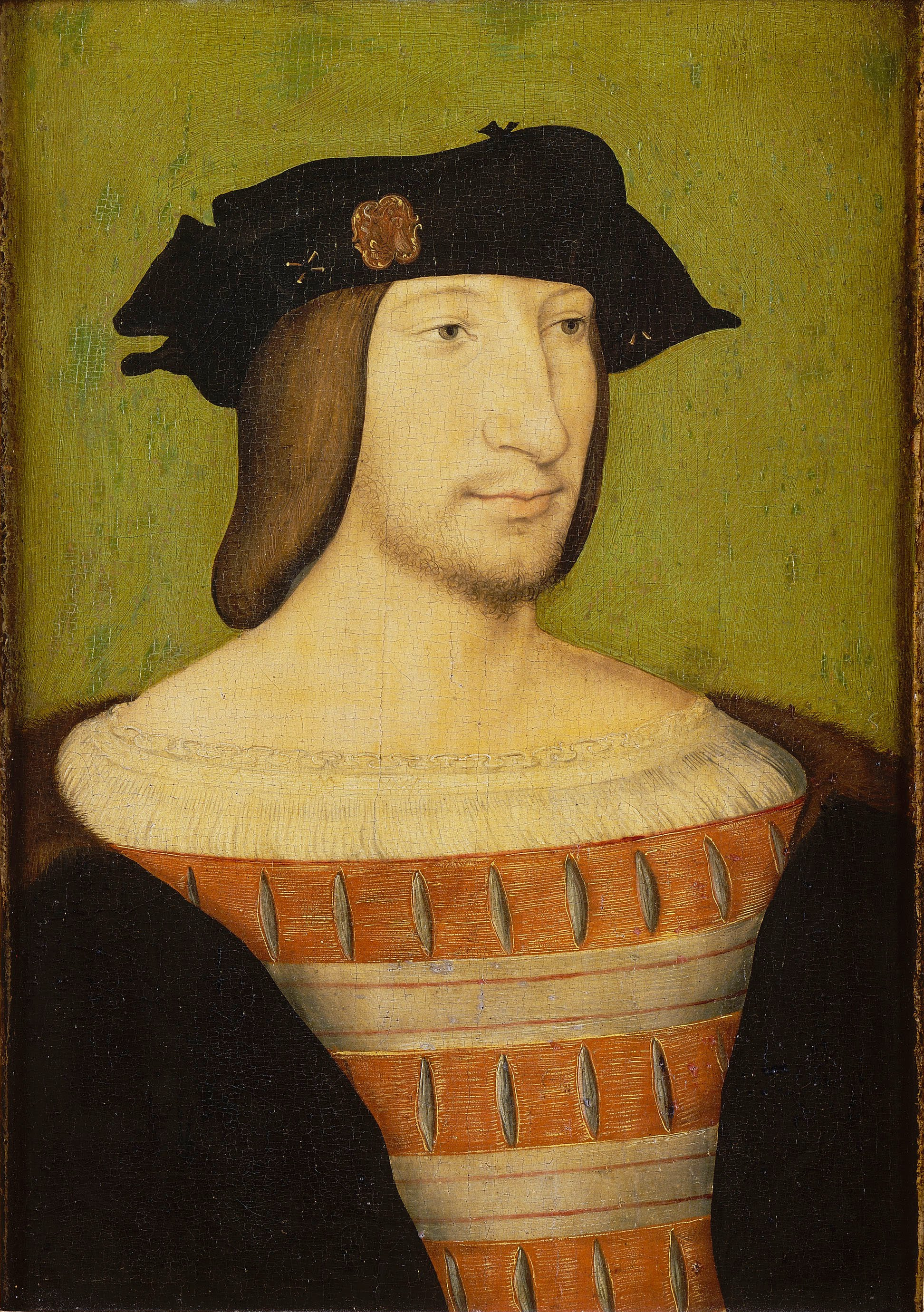
Porträt von Franz I., Öl auf Holz, nach Jean Clouet (um 1515–1520)
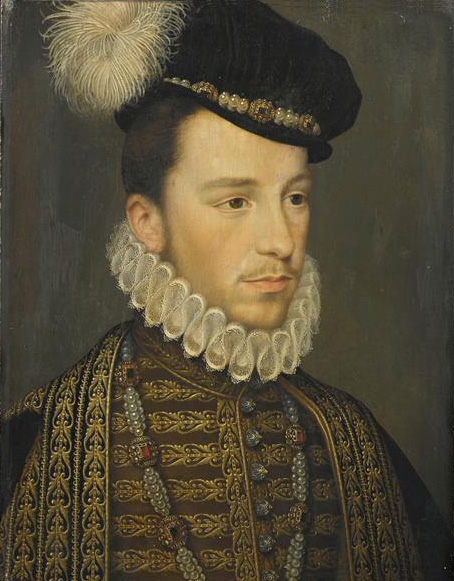
Heinrich III. vor seiner Thronbesteigung, Öl auf Holz, Jean Decourt (zugeschrieben) (zweite Hälfte des 16. Jahrhunderts)
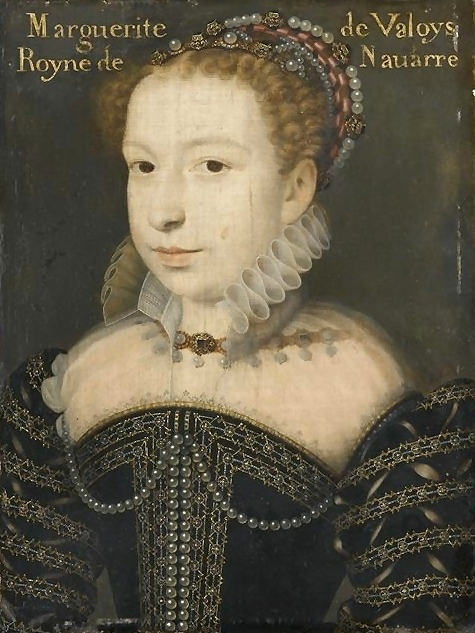
Porträt von Margarete von Valois, Königin von Navarra, Öl auf Holz, anonym (zweite Hälfte des 16. Jahrhunderts)

Von den 82 französischen Gemälden des 17. Jahrhunderts sind 57 Porträts. Sie kommen teilweise aus der Sammlung von Alexandre Lenoir, darunter ein Werk von Philippe de Champaigne (La Mère Angélique Arnaud) und drei von Pierre Mignard (Porträt des Cardinal Mazarin, Madame Deshoulières, Molière). Andere stammen aus den Sammlungen des Louis-Philippe I, dem Vater des Duc d’Aumale, darunter wiederum ein Philippe de Champaigne (Le Cardinal Mazarin). Zu Porträtsammlung gehören des Weiteren fünf Werke von Nicolas de Largillierre, darunter vier Früherwerbungen des Duc. Neben den Porträts dominieren Malereien von Schlachten, bei denen die Großtaten des Grand Condé dargestellt werden. Diese Bilder sind auf Schüler von Adam François van der Meulen, wie etwa Martin des Batailles, zurückzuführen. Die bedeutendsten Bilder aus dem 17. Jahrhundert sind aber die Szenen aus dem Neuen Testament, die Nicolas Poussin geschaffen hat. Fünf dieser Gemälde, darunter Bethlehemitischer Kindermord und die Landschaft mit zwei Nymphen sind im Besitz des Musée Condé. Mit dem Gemälde Le Repas d’Emmaüs von Trophime Bigot ist der Caravaggismus nur ein einziges Mal im Musée Condé vertreten.

Beispiele französischer Malerei des 17. Jahrhunderts im Musée Condé
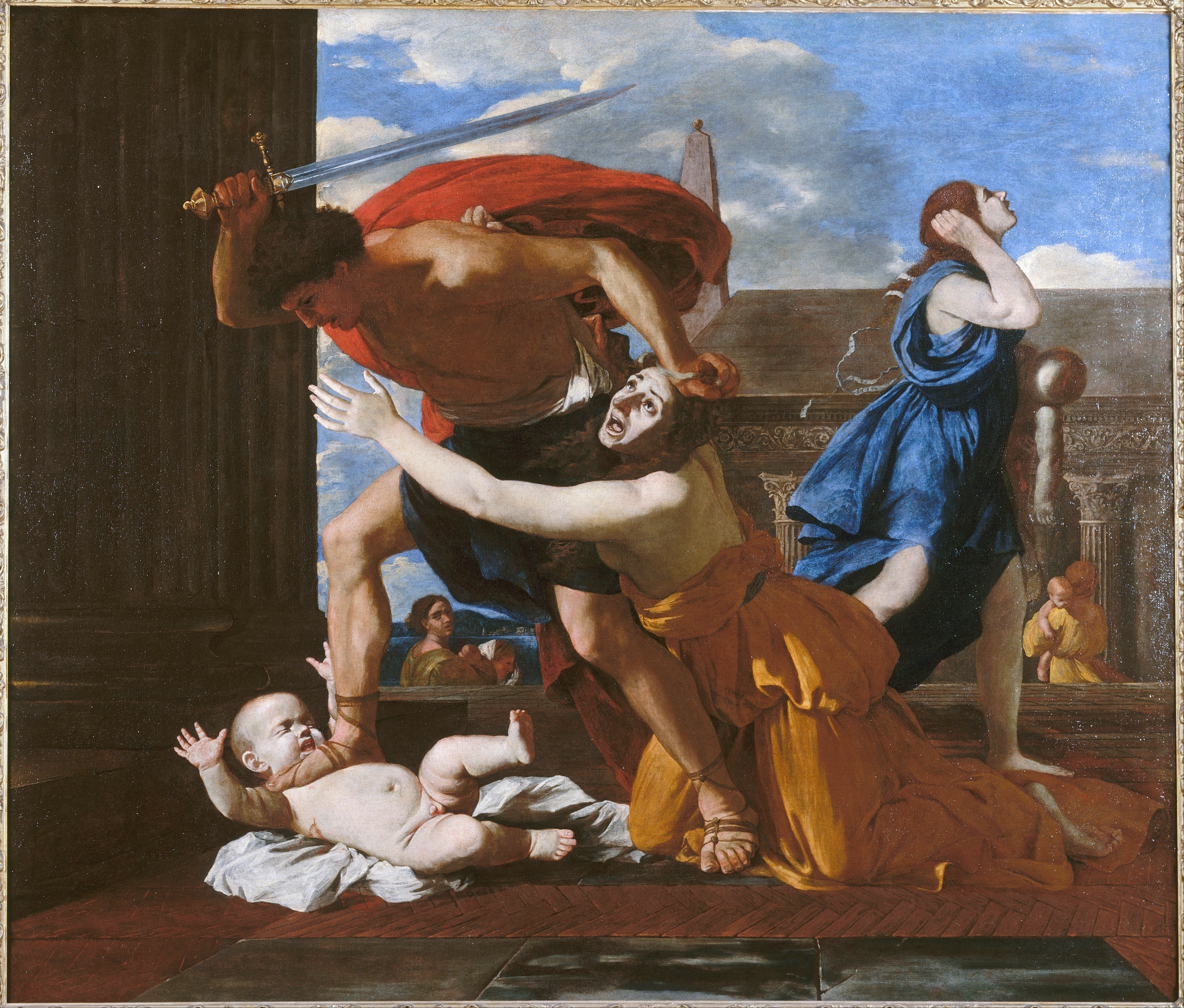
Bethlehemitischer Kindermord, Öl auf Leinwand, Nicolas Poussin (um 1628–1629)
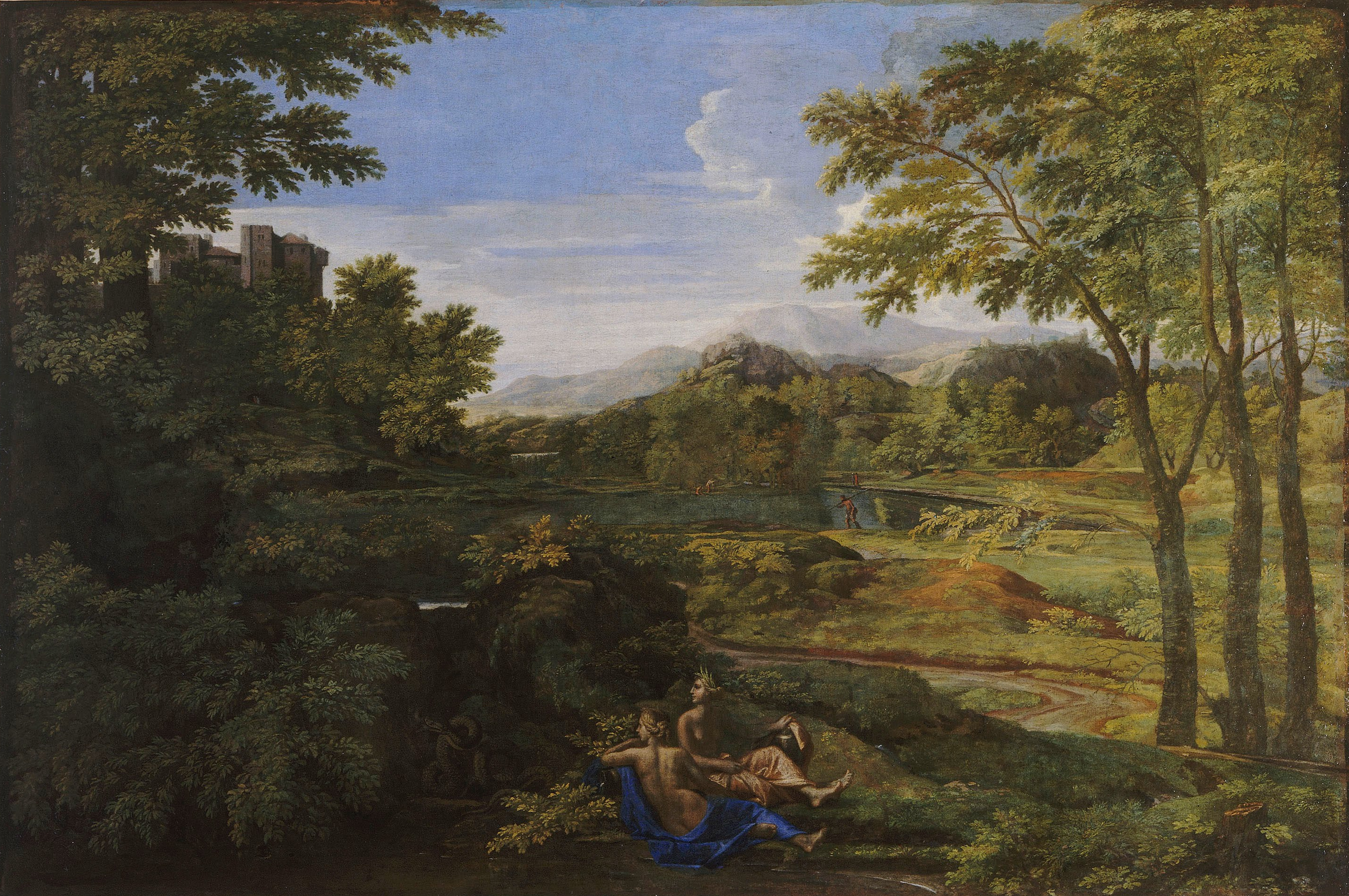
Landschaft mit zwei Nymphen, Öl auf Leinwand, Nicolas Poussin (um 1658)
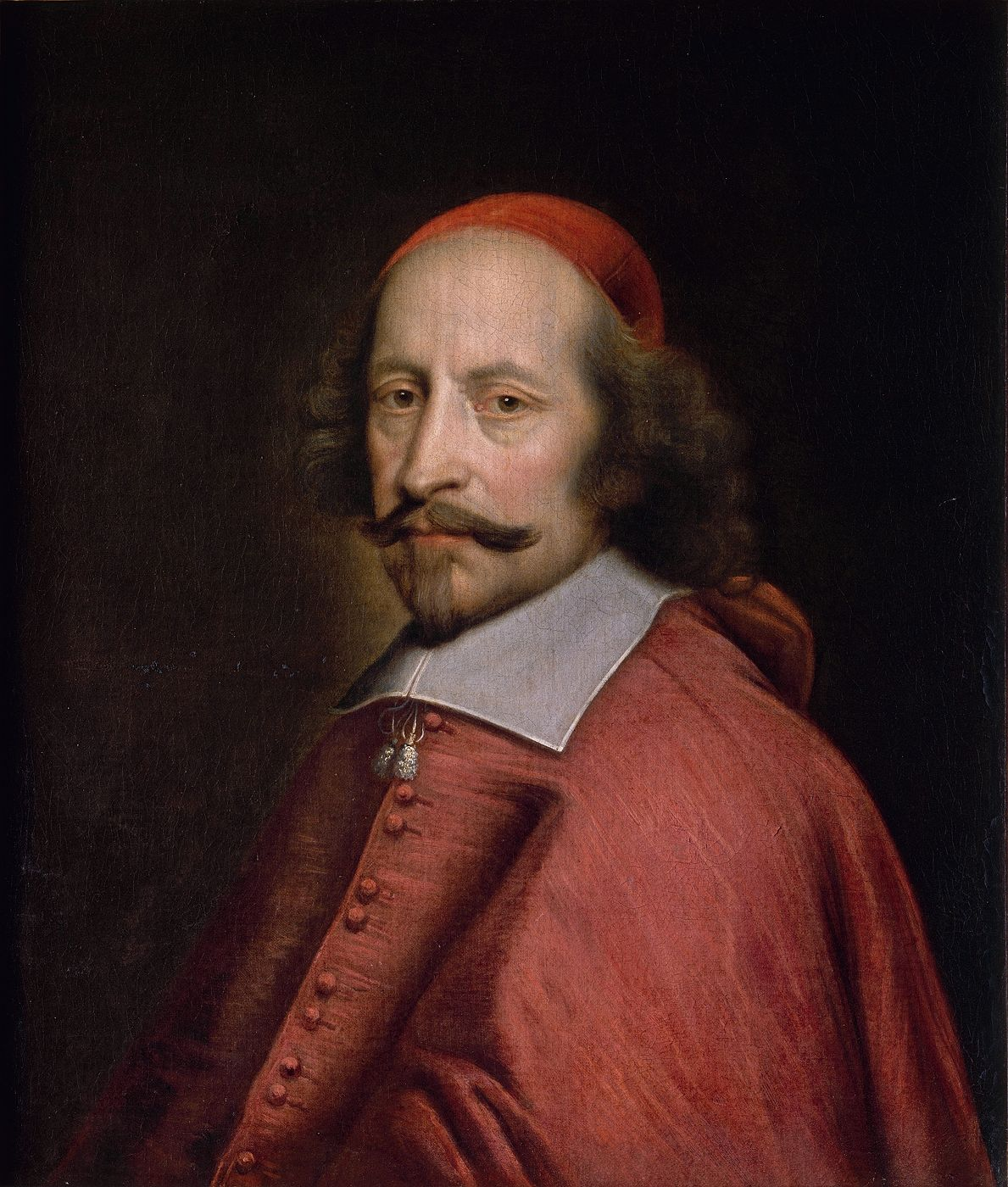
Porträt von Kardinal Mazarin, Öl auf Leinwand, Pierre Mignard (1658–1660)
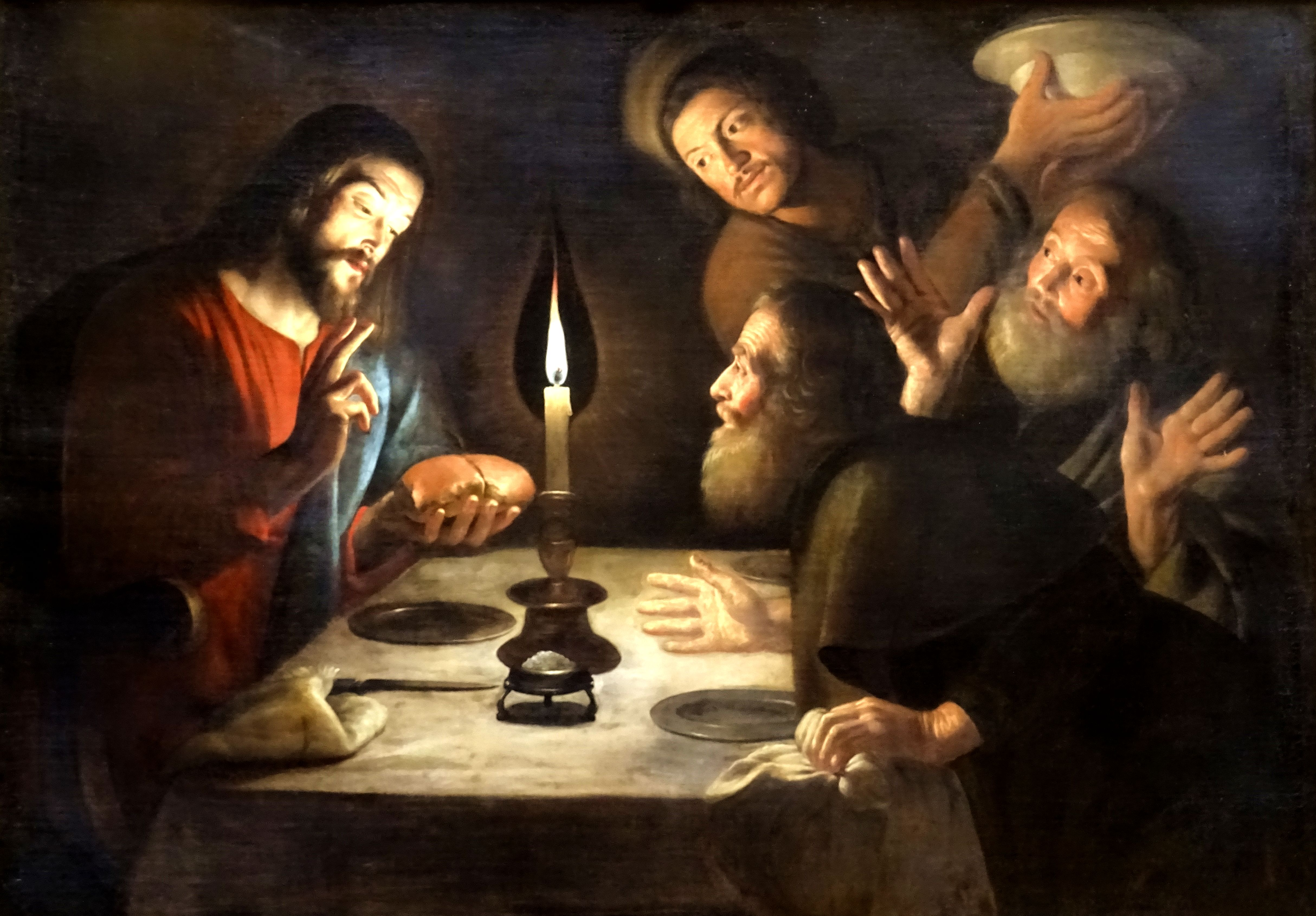
Le Repas d’Emmaüs, Öl auf Leinwand, Trophime Bigot (erste Hälfte des 17. Jahrhunderts)

Die 137 französischen Gemälde des 18. Jahrhunderts sind wieder zur Hälfte Porträts. Der Duc d’Aumale sammelte gezielt Bilder, die Mitglieder seiner Familie oder bedeutende Persönlichkeiten aus der französischen Geschichte darstellen. Sie wurden von den bedeutendsten Künstlern Frankreichs in dieser Epoche geschaffen: Jean-Marc Nattier (zwei Bilder), Charles-Joseph Natoire (ein Bild), Joseph Siffred Duplessis (drei Bilder) oder Jean-Baptiste Greuze (vier Bilder). Religiöse oder historische Malereien des 18. Jahrhunderts sucht man hingegen fast umsonst: mit Der Entwaffneten Liebe von Antoine Watteau gibt es auch nur ein mythologisches Bild. Watteau ist im Übrigen mit vier Bildern im Musée Condé vertreten. Neben den Porträts findet man zahlreiche Jagdszenen, darunter zwei Werke von Jean-Baptiste Oudry (Hallali einer Fuchsjagd, Hallali einer Wolfsjagd). Zwei großformatige Werke, die heute im Musée Condé hängen, wurden 1735 vom französischen König bestellt, nämlich Die Austernmahlzeit von Jean François de Troy und Das Schinkenfrühstück von Nicolas Lancret. Beide Bilder waren dazu bestimmt, die kleinen Gemächer von König Ludwig XV. im Schloss Versailles zu verschönern. Auch die Gemächer des Schlosses Chantilly wurden mit Gemälden dekoriert. Deren Urheber ist Christophe Huet; darunter sind ein kleines und ein großes Affenkabinett sowie ein Gemäldezyklus mit Landschafts- und Tiermotiven.

Beispiele französischer Malerei des 18. Jahrhunderts im Musée Condé
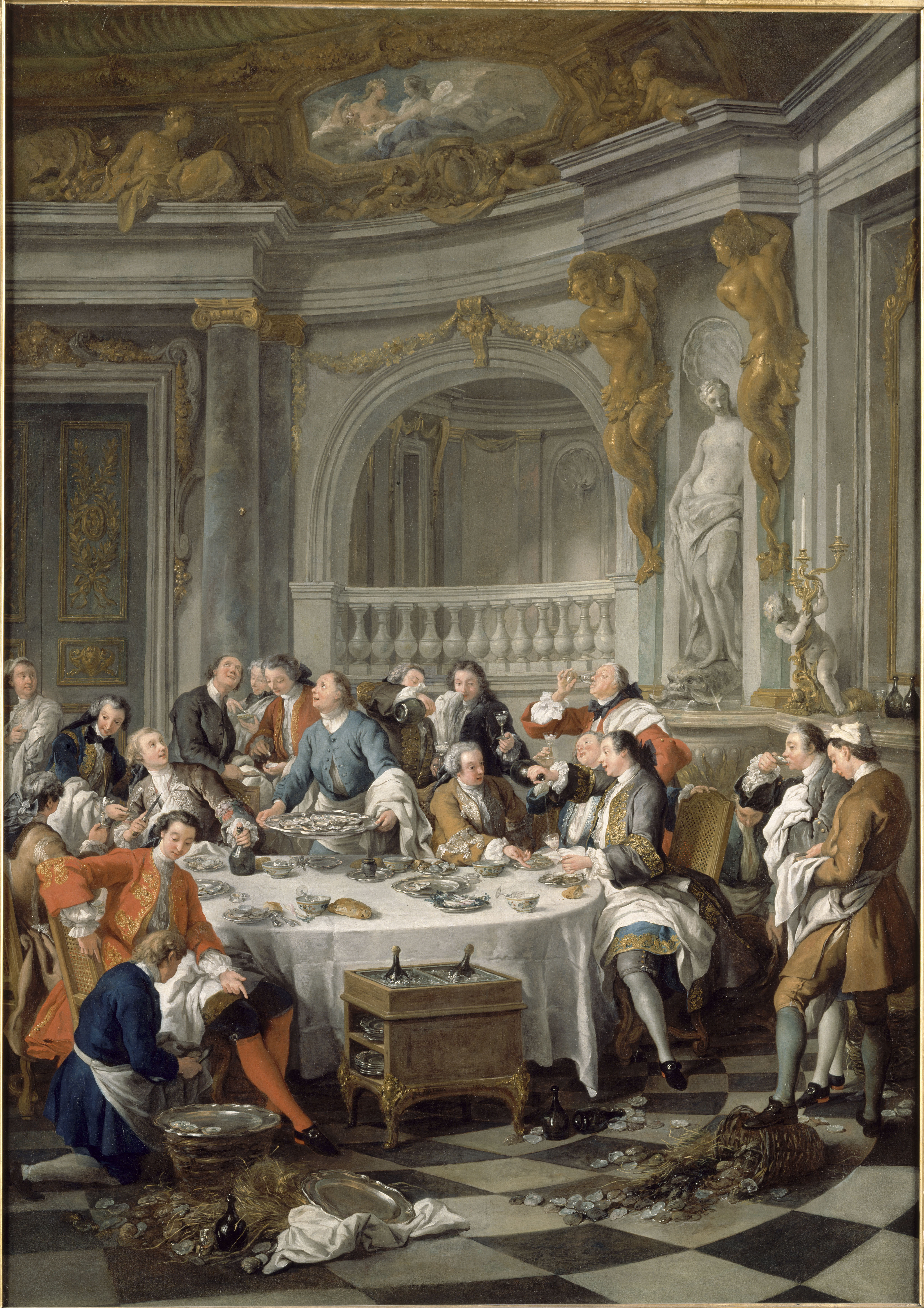
Die Austernmahlzeit, Öl auf Leinwand, Jean François de Troy (1735)
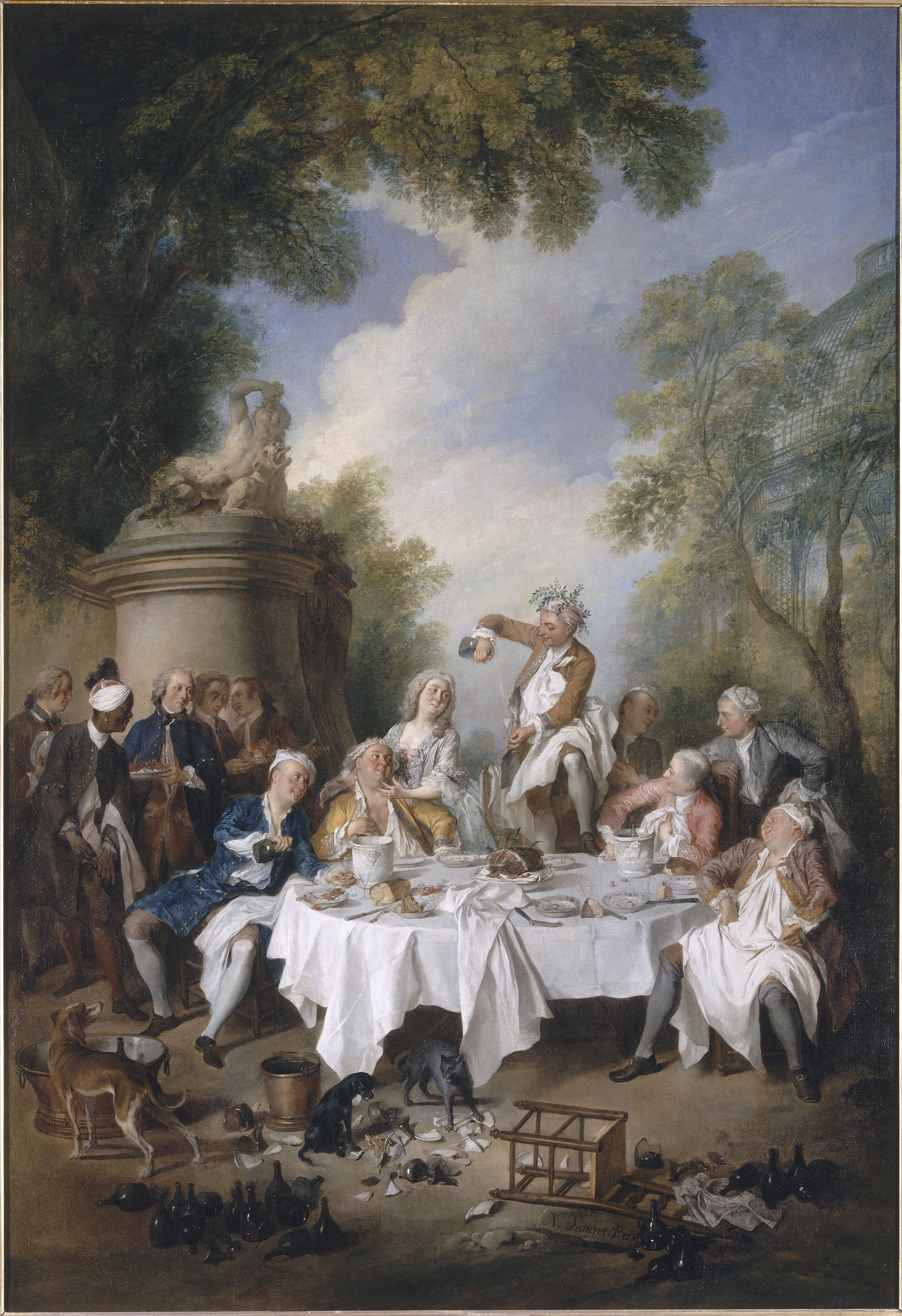
Das Schinkenfrühstück, Öl auf Leinwand, Nicolas Lancret (1735)
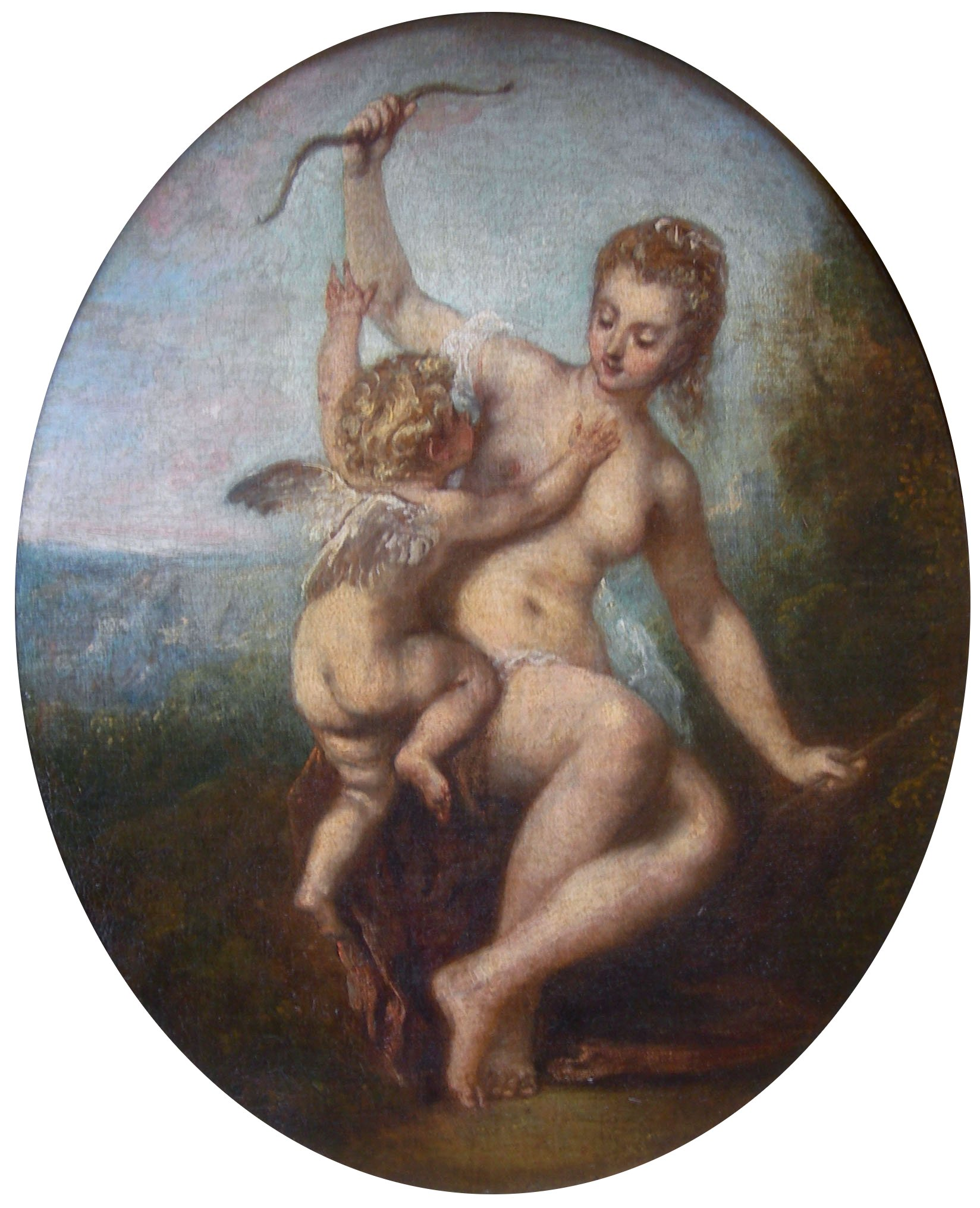
Die entwaffnete Liebe, Öl auf Leinwand, Antoine Watteau (um 1715)
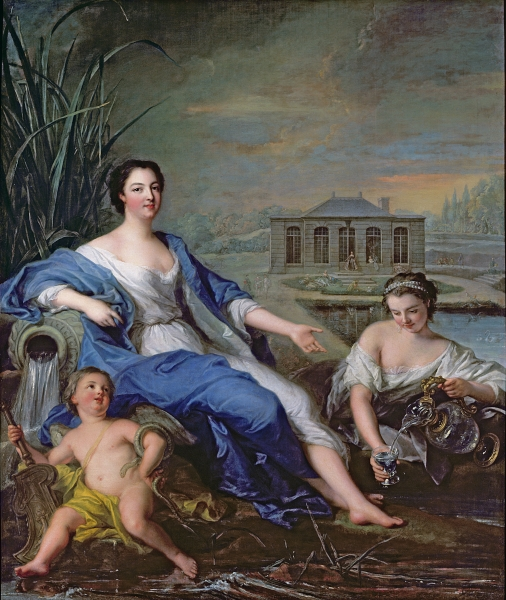
Porträt von Marie-Anne de Bourbon-Condé, Öl auf Leinwand, Jean-Marc Nattier (1729)

Mit Ausnahme des Impressionismus sind alle Malereistile des 19. Jahrhunderts im Musée Condé vertreten. Der Duc d’Aumale kaufte keine Werke der zeitgenössischen Avantgarde, sondern er folgte der Mode mit einigen Jahren Verzögerung, was auch durch den allgemeinen zeitlichen Abstand zwischen Entstehung und Erwerb eines Kunstwerkes durch den Duc sichtbar gemacht wird. Die klassizistische Malerei ist im Musée Condé mit ihren bedeutendsten Künstlern vertreten. Fünf Werke stammen von Ingres, darunter die Venus Anadyomene und ein Selbstporträt, die mit der Sammlung Reisets erworben wurde, sowie La Maladie d’Antiochus. Weitere vier Bilder stammen von François Gérard, wie Les trois âges de la vie und ein Porträt von Napoleon Bonaparte. Zur romantischen Malerei im Musée Condé gehören Géricaults Das Pferd geht aus dem Stall, drei Gemälde von Eugène Delacroix wie Les deux Foscari sowie fünf Porträts von Ary Scheffer. Die akademische Malerei wird durch einige Bilder von Paul Baudry, die teilweise auf Bestellung zur Dekoration des Schlosses entstanden sind, sowie durch Werke von Ernest Meissonier, Léon Bonnat und Édouard Detaille repräsentiert.
Die Vielzahl der orientalistischen Malereien lässt sich durch einen Aufenthalt des Duc d’Aumale in Nordafrika und seine spätere Vorliebe für diese Region erklären. Die Sammlung im Musée Condé enthält Orientalisten wie Alexandre-Gabriel Decamps, Prosper Marilhat oder Eugène Fromentin. Die Schule von Barbizon wird durch die Werke von Théodore Rousseau, Charles-François Daubigny und Jules Dupré vertreten. Realismus und Naturalismus sind eigentlich nur durch ein einziges Werk präsent, nämlich das Gemälde Bergers de Pyrénées von Rosa Bonheur, das der Duc 1864 bestellt hat. Der Duc d’Aumale erwarb nicht zuletzt auch Salon-Bilder. Somit gelangten zwei Werke des Salon von 1857 in das Musée Condé: die Suites d’un bal masqué von Jean-Léon Gérôme, das der Duc d’Aumale 1858 erwarb, wobei Gérôme sich später mit dem Duc d’Aumale befreundete und sein Kollege in der Akademie der schönen Künste wurde, und Das ländliche Konzert von Jean-Baptiste Camille Corot, erworben 1890.

Beispiele französischer Malerei des 19. Jahrhunderts im Musée Condé
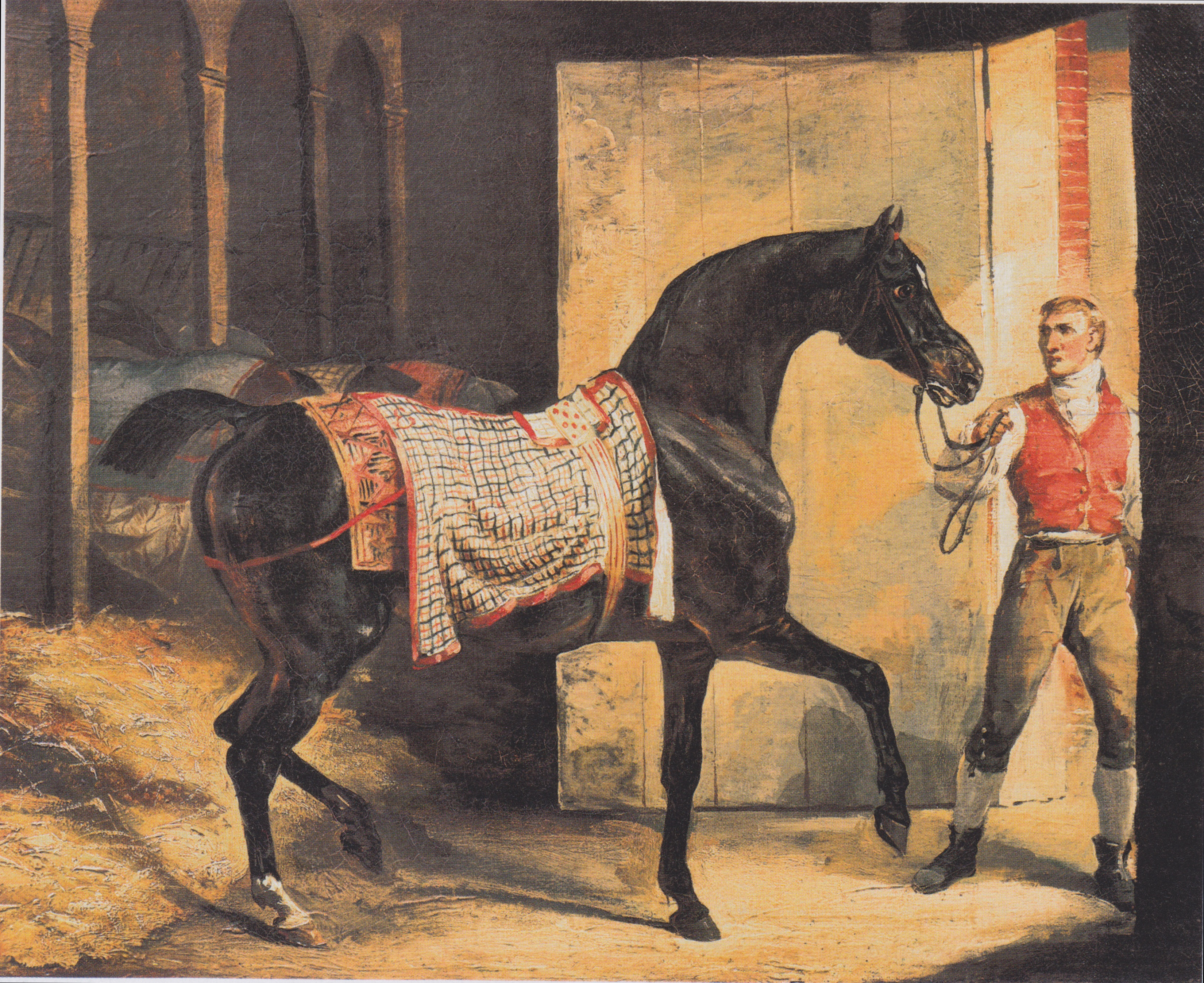
Das Pferd geht aus dem Stall, Öl auf Leinwand, Théodore Géricault (um 1810)
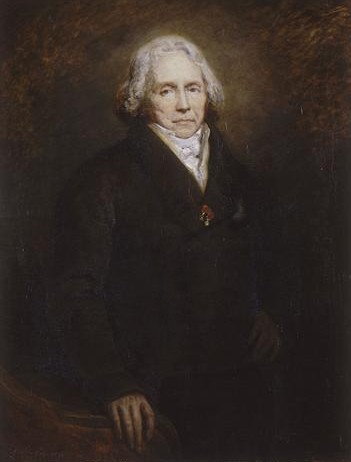
Porträt von Talleyrand, Öl auf Leinwand, Ary Scheffer (1828)
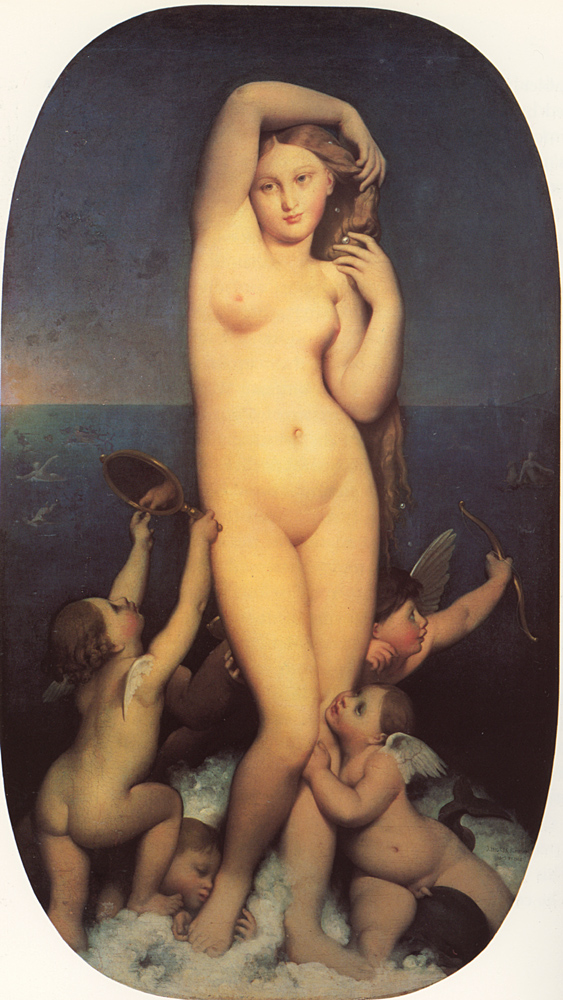
Venus Anadyomene, Öl auf Leinwand, Jean-Auguste-Dominique Ingres (1808–1848)
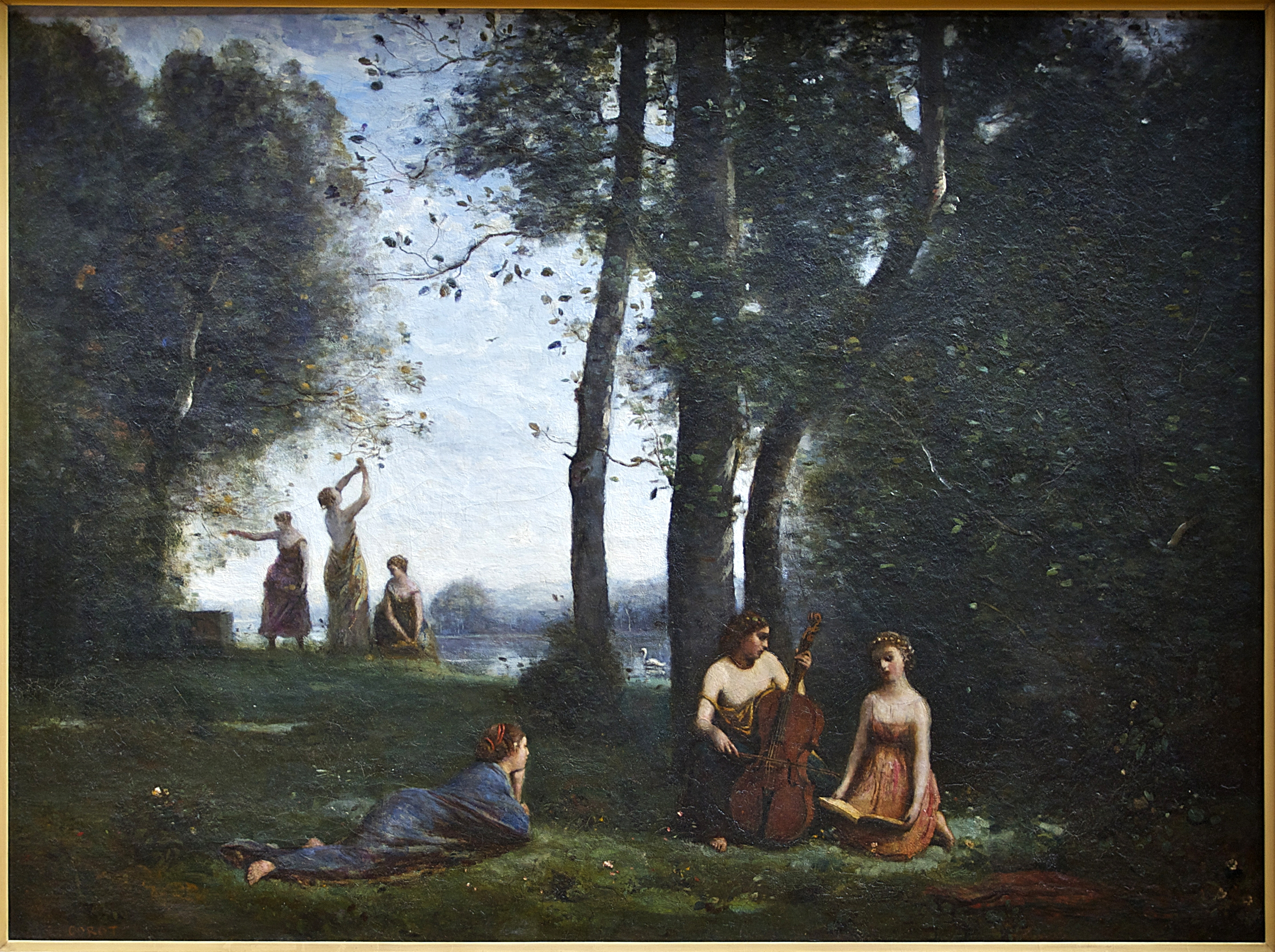
Das Landkonzert, Öl auf Leinwand, Jean-Baptiste Camille Corot (1857)

### Zeichnungen

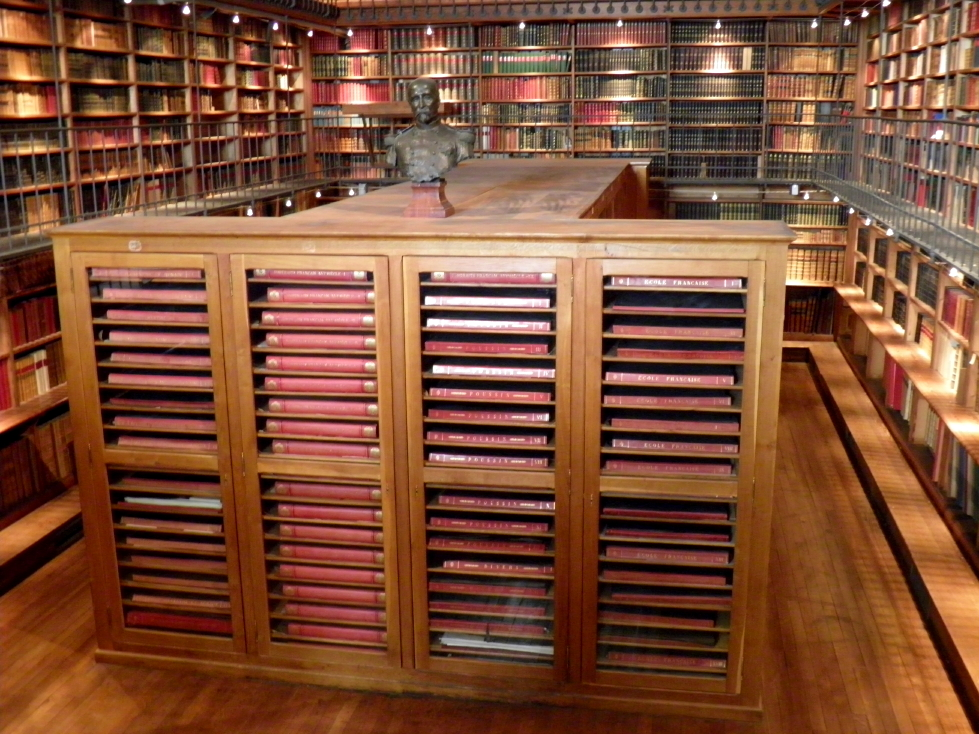
Das Zeichnungskabinett in der Mitte der Bibliothèque du Théâtre, auf dem eine Bronzebüste des Duc d’Aumale von Paul Dubois steht.

In den Sammlungen des Museums sind über 2500 Zeichnungen enthalten. Nach den ersten Erwerbungen von Zeichnungen mit Bezug auf seine eigene Geschichte und die seiner Familie wurde der Duc d’Aumale während seines Exils in England ernsthafter Sammler von Zeichnungen. Er begann mit einigen Gelegenheitskäufen, etwa zwei Zeichnungen von Raffael (Die Grablegung und Cecilia und andere Heilige) und zwei von Michelangelo (Das Jüngste Gericht und Auferweckung des Lazarus) im Jahre 1860. Nach dem Erwerb der gesamten Sammlung von Frédéric Reiset, dem Kurator des Louvre, im Jahre 1861 für 140.000 Francs, begann der Duc d’Aumale, eine umfangreiche Sammlung aufzubauen. Es handelte sich bei diesem Kauf um insgesamt 381 Zeichnungen aus dem 15. bis 18. Jahrhundert, davon 158 italienische Zeichnungen, 17 Zeichnungen von Claude Lorrain (darunter viele Ansichten von Rom und seiner Umgebung), etwa 100 von Nicolas Poussin sowie einige von Albrecht Dürer (Die Verkündigung, Jungfrau mit Kind, von Engeln und Heiligen umgeben), Studien von Eustache Le Sueur und andere Skizzen von Leonardo da Vinci, Raffael, Peter Paul Rubens und Watteau. Im Jahre 1862 erwarb er die La Mona Vanna, auch als nackte Mona Lisa bekannt, die damals Leonardo da Vinci, heute jedoch seiner Schule zugeschrieben wird. Im Jahre 1866 kaufte der Duc d’Aumale nach dem Tod von Eugène Delacroix eines von sieben Alben der Reise nach Marokko und Algerien. Bei der Wellesley-Versteigerung erwarb er vier weitere Zeichnungen von Lorrain und Canaletto. Mit dem Ankauf der Sammlung des Marquis Maison kamen Zeichnungen von Watteau, Greuze, und Pierre Paul Prud’hon in seine Sammlung.
Im Jahre 1876, nach seiner Rückkehr nach Frankreich, setzte der Duc d’Aumale seine Ankäufe in England fort, um französische Kunstwerke in ihr Heimatland zurückzuholen. Er erwarb die Sammlung französischer Porträts des 16. Jahrhunderts vom Herzog von Sutherland, die Alexandre Lenoir während der Revolution aus 148 Porträts in Pastell und Buntstift gebildet hatte. Im Jahre 1877 kaufte er für die Summe von 112.500 Francs 450 Porträts von Louis Carmontelle. Durch den Erwerb von weiteren 34 Zeichnungen erweiterte er die Reihe der Porträts von berühmten Persönlichkeiten aus dem 18. Jahrhundert, die vom Lektor von Louis Philippe d’Orléans, dem Ururgroßvater des Duc d’Aumale, geschaffen worden waren, auf 484 Stück. Im Juni 1880 erwarb der Duc d’Aumale 600 Porträts von Soldaten, die von Auguste Raffet geschaffen wurden und die den Duc an seine militärische Laufbahn erinnerten. Er kaufte weiterhin 25 niederländische Zeichnungen von Aelbert Jacobsz. Cuyp, Lambert Doomer und Willem van de Velde dem Jüngeren aus dem Visser-Verkauf im Jahre 1881. Im Jahre 1884 war das Schloss fertig und der Duc d’Aumale ließ viele seiner Zeichnungen, einschließlich die d’Orléans, an die Wände hängen, obschon seine Kuratoren um deren Erhaltung fürchteten und ihm davon abrieten. Im Jahre 1889 komplettierte er seine Sammlung unter Vermittlung des Grafen von Carlisle durch den Erwerb von 363 Skizzen aus dem 16. Jahrhundert, die damals Jean und François Clouet zugeschrieben wurden und die Caterina de’ Medici gehört hatten. Nach dem Tode des Duc wurden die Zeichnungen schnell aus den permanenten Ausstellungsräumen entfernt. Sie sind seitdem nur zu Sonderausstellungen zu sehen. Sie werden im Zeichnungskabinett aufbewahrt, das seit den 1970er Jahren in der Mitte der Bibliothèque du Théâtre steht.

Zeichnungen im Musée Condé
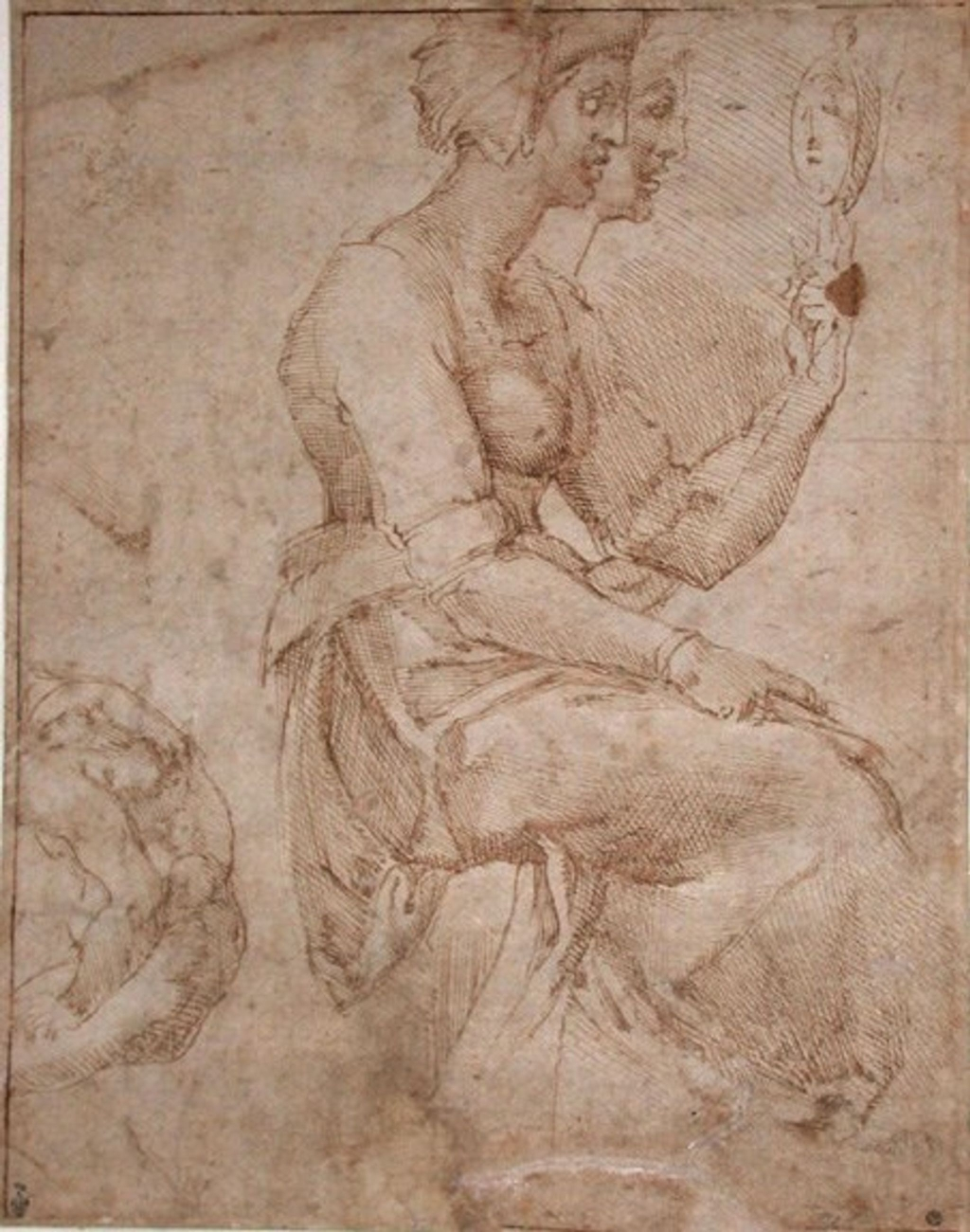
Studie einer sitzenden Frau, Feder und braune Tinte auf Papier, Raffaello da Montelupo nach Michelangelo (1514–1516)
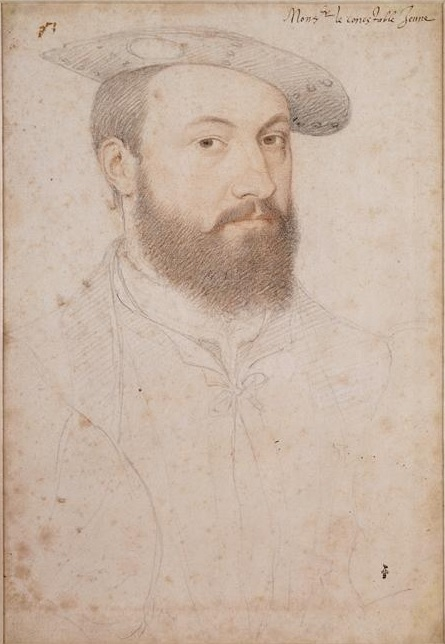
Porträt von Anne de Montmorency, Schwarzsteinstift und Rötel auf Papier, Schule von Jean Clouet (um 1530)
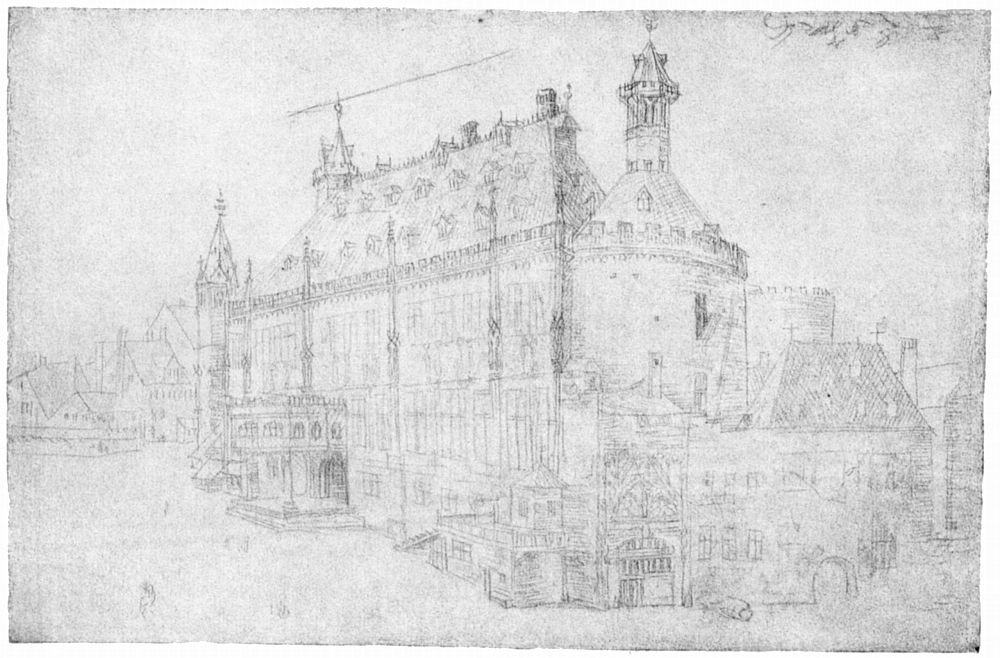
Rathaus von Aachen, Silberstift auf Papier, Albrecht Dürer (1520)
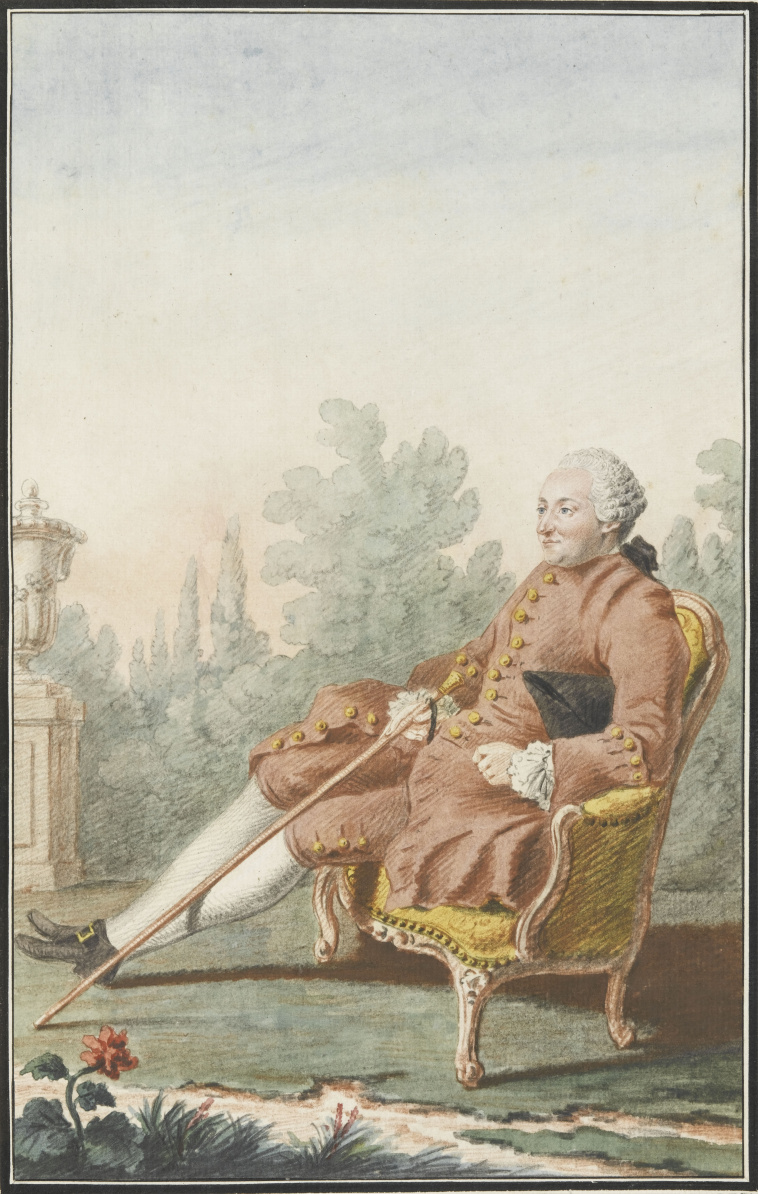
Porträt des Baron d’Holbach, Graphit, Rötel, Aquarell und Gouache auf Papier, Carmontelle (1766)

### Bücher, Buchmalereien, Archive
Die Museumsbibliothek, die zuweilen auch Bibliothèque Condé genannt wird, ist weltweit für ihre 13.000 alten Bücher bekannt. Der Duc d’Aumale hatte die Sammlung der Condé, bestehend aus 800 Manuskripten und zwei Drucken, geerbt. In seinem Exil 1850 begann er, weitere Werke anzukaufen, die Sammlung wurde nach und nach durch Käufe über Buchhändler oder Versteigerungen erweitert. Der Duc d’Aumale erwarb auch ganze Kollektionen, zum Beispiel 1851 3404 Bände, davon 250 Inkunabeln, vom englischen Sammler Frank Hall Standish um 133.000 Francs, oder jene vom Bibliophilen Armand Cigongne im Jahr 1859–2910 Werke für 375.000 Francs. Im Jahr 1852 kaufte er eine Anzahl Bücher, die seinem Vater Louis-Philippe gehört hatten. Der Duc d’Aumale erstellte persönlich den ersten Katalog seiner Sammlung, er wurde 1907 veröffentlicht. Für seine eigene Arbeitsbibliothek erwarb der Duc 30.000 zeitgenössische Werke, die heute in der Bibliothèque du théâtre aufbewahrt werden.
Unter den Büchern des Musée Condé finden sich etwa 1500 Handschriften. Von diesen Handschriften handelt es sich bei 200 um Buchmalereien; 300 stammen aus dem Mittelalter. Das älteste Stück ist eine Buchmalerei aus dem zehnten Jahrhundert, die dem Registrum Gregorii entnommen ist. Die Hälfte der Handschriften sind religiösen Inhaltes, wie etwa der Ingeborg-Psalter. Die anderen Texte behandeln theologische, literarische, wissenschaftliche oder kulturelle Themen wie etwa der Codex Chantilly aus dem 14. Jahrhundert, eine Sammlung von Gesängen. In der Büchersammlung befinden sich etwa 10.000 alte Druckwerke, darunter 700 Inkunabeln (gedruckt vor 1501) sowie je 2500 Bücher aus dem 16. und 17. Jahrhundert.
Das bedeutendste dieser Bücher ist ohne Zweifel das Stundenbuch des Herzogs von Berry, eine Buchmalerei der Brüder von Limburg, die zwischen 1411 und 1416, dem Todesjahr ihres Auftraggebers Johann von Valois, entstanden ist. Es wurde danach von anderen Künstlern fortgeführt und erweitert, wahrscheinlich von Barthélemy d’Eyck in den 1440er Jahren und Jean Colombe vor 1485. Der Duc d’Aumale erwarb dieses Werk 1856 von Baron Félix Margherita in Italien für die Summe von 18.000 Francs. Diese Handschrift wurde dem Publikum bisher nur einmal, anlässlich einer Sonderausstellung im Jahre 2004, gezeigt. Der Duc erwarb im Jahre 1891 weitere 40 Buchmalereien von der deutschen Familie Brentano. Diese einzelnen Seiten sind dem Stundenbuch des Étienne Chevalier entnommen, das in den 1450er Jahren von Jean Fouquet geschaffen wurde und das nicht komplett erhalten ist. Außer den Seiten, die sich in Chantilly befinden, existieren nur mehr sieben Miniaturen im Besitz anderer Museen oder Bibliotheken. In hermetisch geschlossenen Schaukästen im Santuario sind die Stundenbuch-Fragmente in der Dauerausstellung zu sehen.
Seit der Eröffnung des Museums ist die Büchersammlung um 15.000 Werke gewachsen. Nach dem Tod des Duc d’Aumale wurden dem Museum mehrmals größere Schenkungen gemacht, etwa 500 Werke im Jahr 1919 durch den Architekten Louis Bernier, 82 Werke über die Geschichte des Geschlechts Montmorency-Luxembourg im Jahre 1939 durch Marguerite Montaigne de Poncins, und 3000 Werke über die Geschichte der Oise von Jean Vergnet-Ruiz, dem früheren Kurator des Museums im Schloss Compiègne.
Mit der Schenkung des Schlosses Chantilly sind auch die Archive des Gutes Chantilly in den Besitz des Musée Condé übergegangen und sie werden dort auch heute noch aufbewahrt. Die ältesten Dokumente stammen aus der Zeit des Erwerbs des Gutes durch Pierre d’Orgemont im 14. Jahrhundert. Gustave Macon sortierte die Dokumente in zwei Kategorien: das Cabinet des titres (Kabinett der Titel) einerseits und das cabinet des lettres (Kabinett der Briefe) andererseits. Im Fundus des Ersteren befinden sich Dokumente über Besitztümer in ganz Frankreich, die in 31 Reihen, 1019 Kartons und 1809 Register unterteilt sind. Das Kabinett der Briefe besteht aus der Korrespondenz der Prinzen: 80.000 Briefe in 663 Bänden und 16 Reihen. Zu diesen Dokumenten kommen die Anschaffungen, die Gustave Macon und seine Nachfolger durchführten. Dazu gehören das Privatarchiv des Duc d’Aumale, das ursprünglich nicht Teil der Schenkung war. Es besteht aus vier Serien und behandelt das Geschlecht der Condé und ihre Besitztümer. Weiterhin besitzt das Musée Condé heute die Archive des Geschlechts Montmorency-Luxembourg, die Montaigne de Poncins dem Museum überlassen hat und das aus 47 Kartons aus den Jahren 1497–1904 besteht. Für Landkarten und Pläne wurde ein eigenes Cabinet des cartes eingerichtet, in dem sich 3000 handgezeichnete Karten aus dem 14. bis 19. Jahrhundert sowie 5000 Pläne des Schlosses aus dem 19. Jahrhundert befinden.
Alle diese Dokumente sind, abgesehen von Sonderausstellungen, für Forscher zugänglich, wenn sie sich vorab um einen Termin bemühen und die Zustimmung des Kurators einholen. Einige der Werke wurden auch digitalisiert und sind über den Internetauftritt der Bibliothek einsehbar. Den Katalog kann man mit Hilfe der Datenbank CALAMES, dem von der Agence bibliographique de l’enseignement supérieur entwickelten Archiv- und Handschriftenkatalog der französischen Universitätsbibliotheken, abrufen.

Beispiele von Buchmalereien im Musée Condé
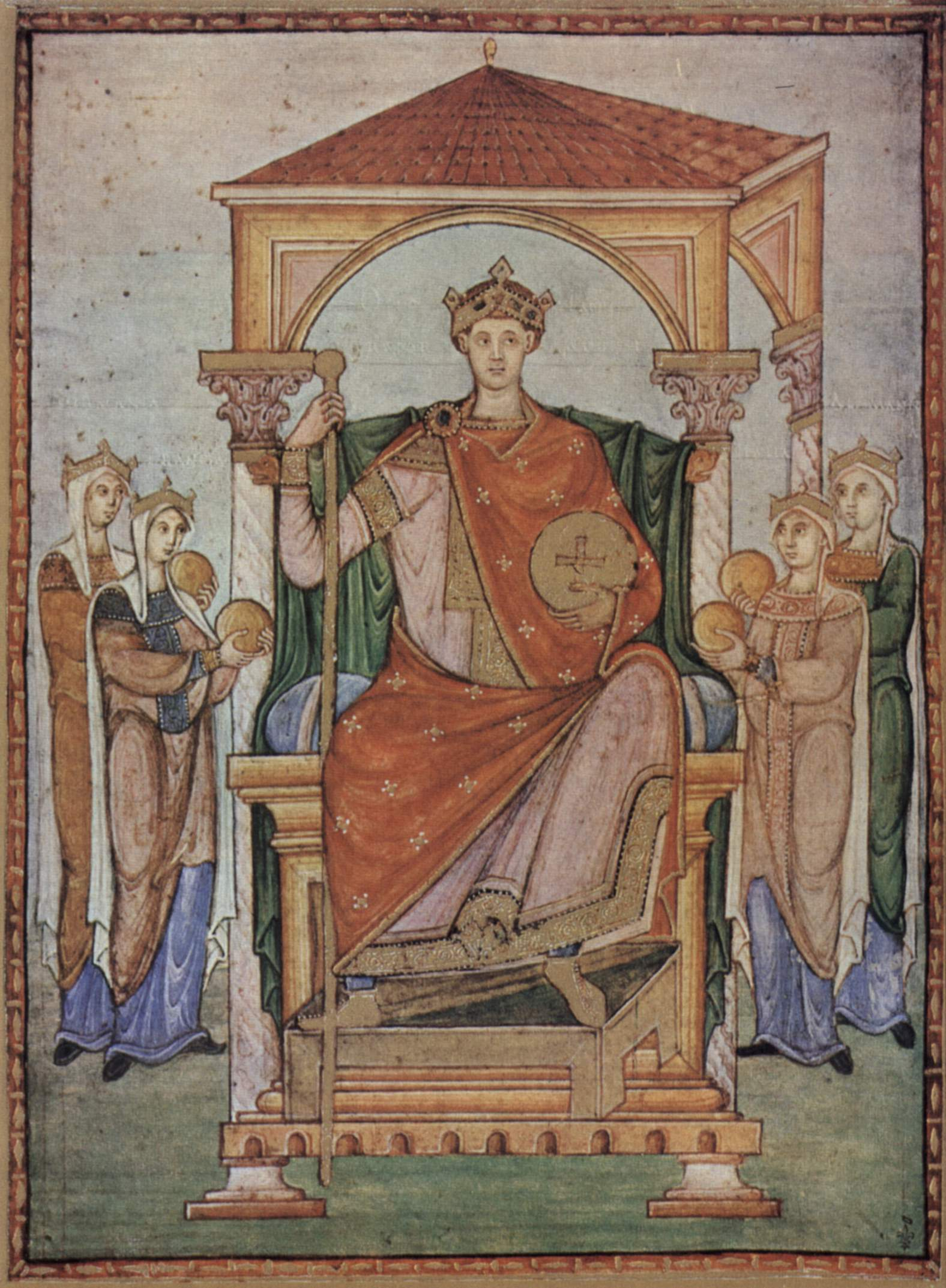
Porträt von Kaiser Otto II. in der ältesten Buchmalerei des Museums (983)
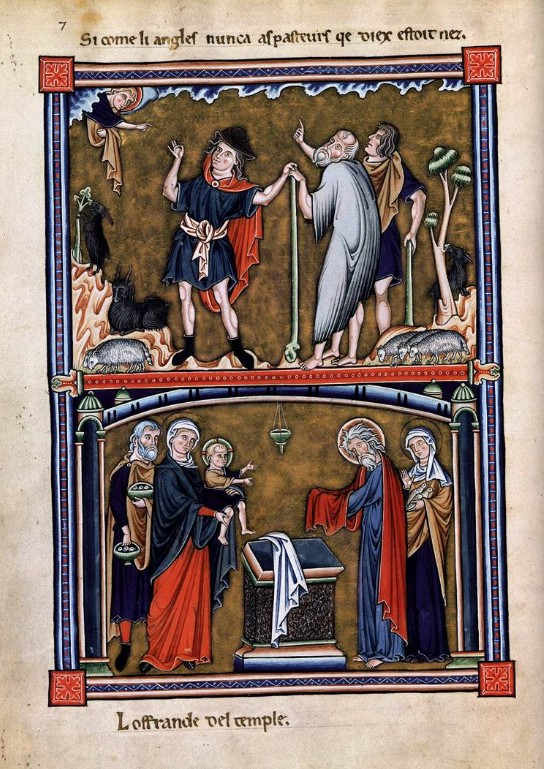
Seite aus dem Ingeborg-Psalter (um 1200)
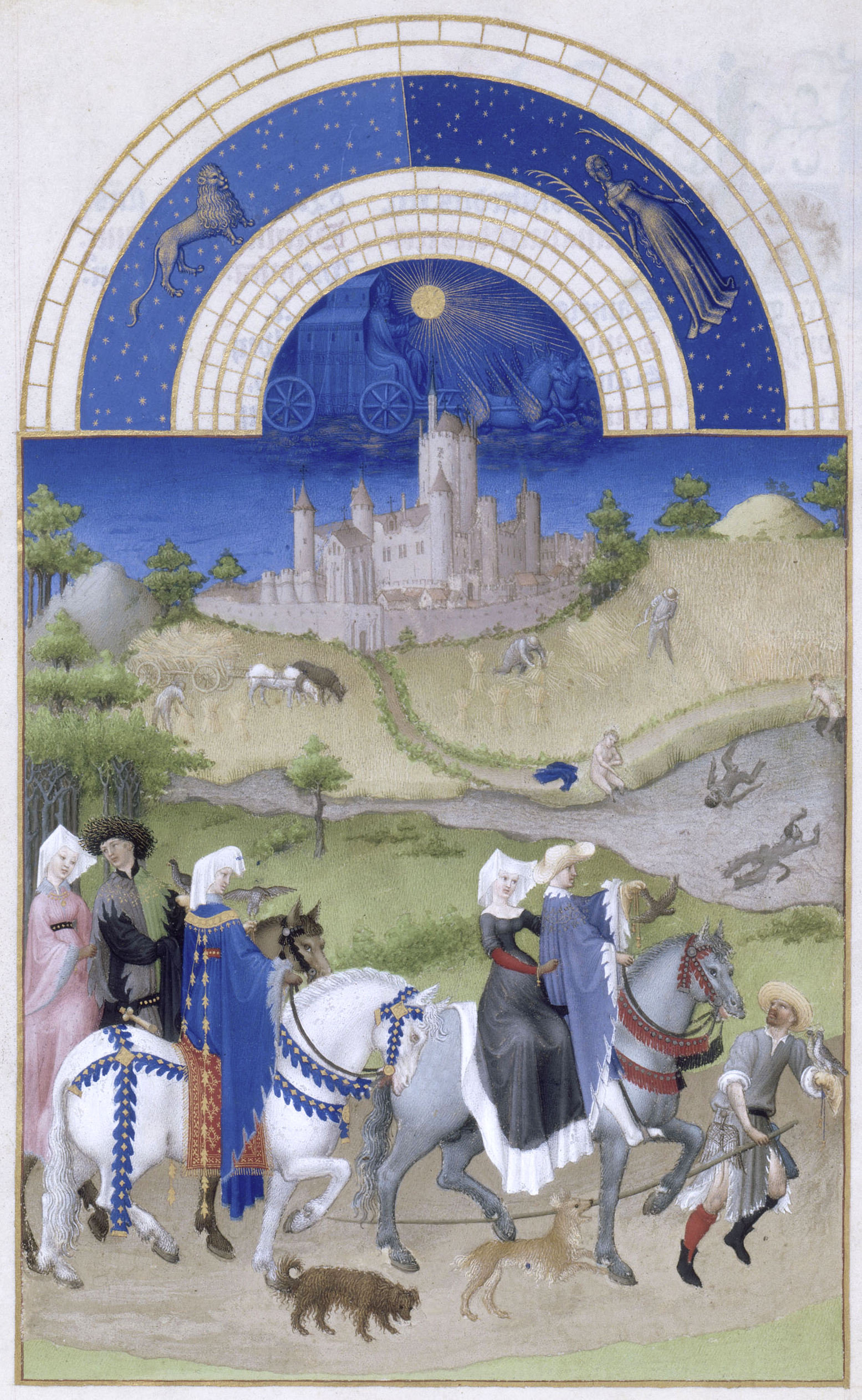
Monat August aus dem Stundenbuch des Herzogs von Berry (1411–1416)
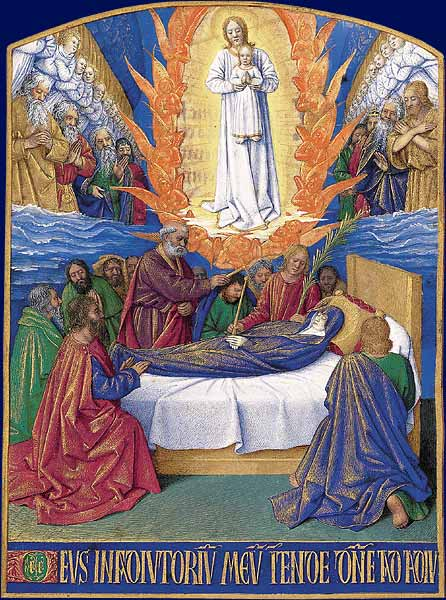
Tod der Jungfrau Maria aus dem Stundenbuch des Étienne Chevalier, Jean Fouquet (1452–1460)

### Drucke
Die Sammlungen des Museums umfassen etwa 2500 Drucke. Bei den meisten davon handelt es sich um Porträts berühmter Persönlichkeiten aus dem 16. bis 19. Jahrhundert. Darunter sind viele Werke großer deutscher Künstler wie 33 Stiche von Albrecht Dürer, zum Beispiel die berühmte Melencolia und Der heilige Hieronymus im Gehäus, und eine Serie der kleinen Passion Christi, des Weiteren Drucke von Martin Schongauer, darunter Der Heilige Laurentius und Die Dornenkrönung Christi vorhanden, ferner Werke von Albrecht Altdorfer, Heinrich Aldegrever und Hans Sebald Beham. Mehrere Stiche aus dem 17. Jahrhundert stellen Ansichten von Paris oder verschiedene Schlösser und Denkmäler dar und stammen von Israël Silvestre, Jean Marot, Nicolas de Fer und Adam Pérelle.

Beispiele von Drucken im Musée Condé
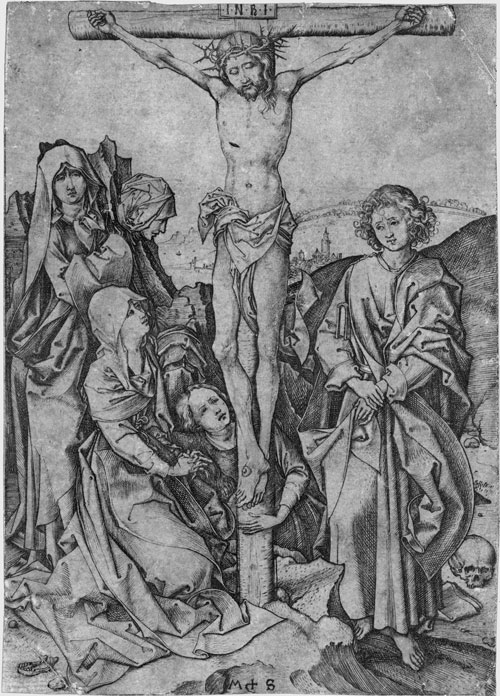
Kreuzigung, Kupferstich, Martin Schongauer (um 1480)
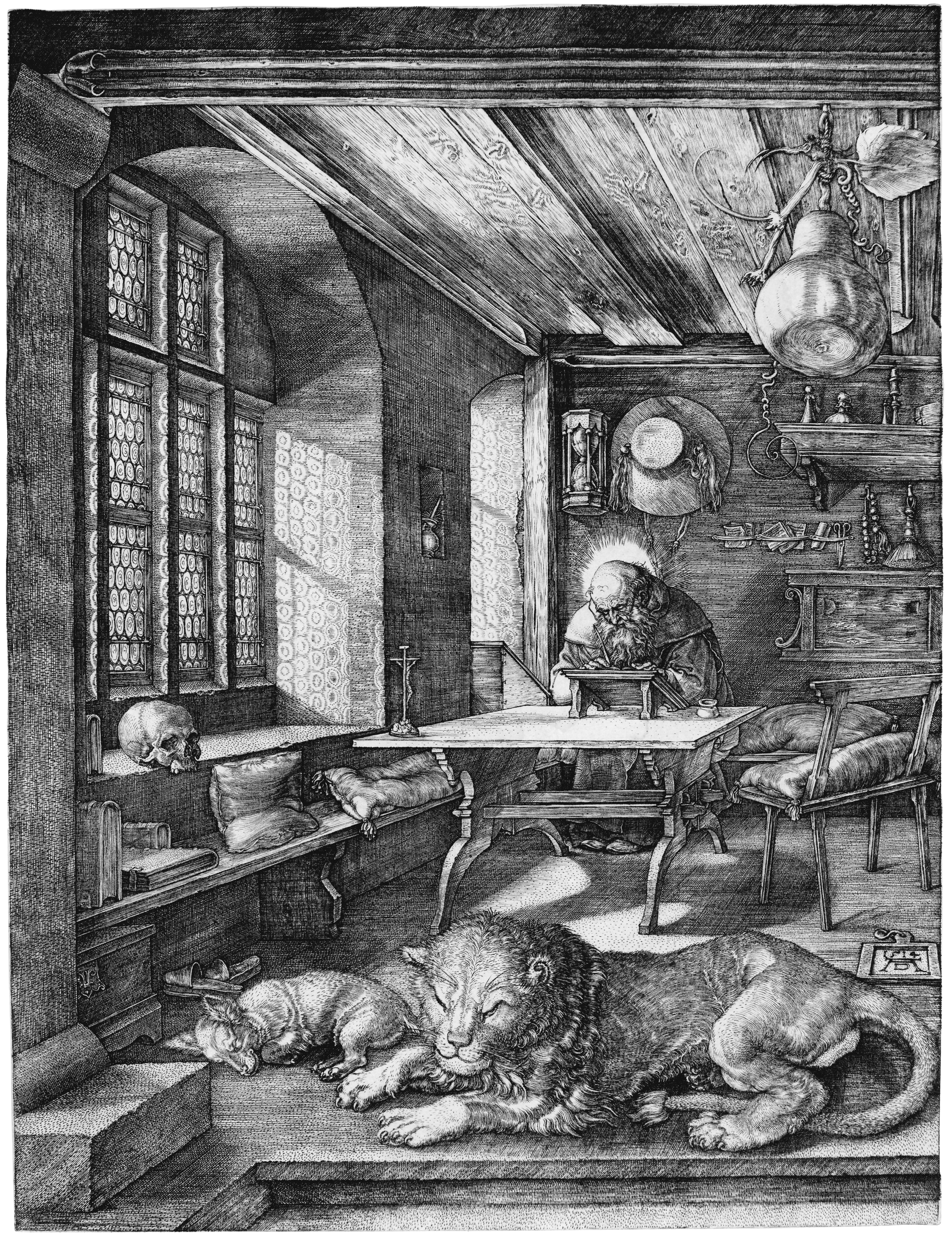
Der heilige Hieronymus im Gehäus, Kupferstich, Albrecht Dürer (1514)
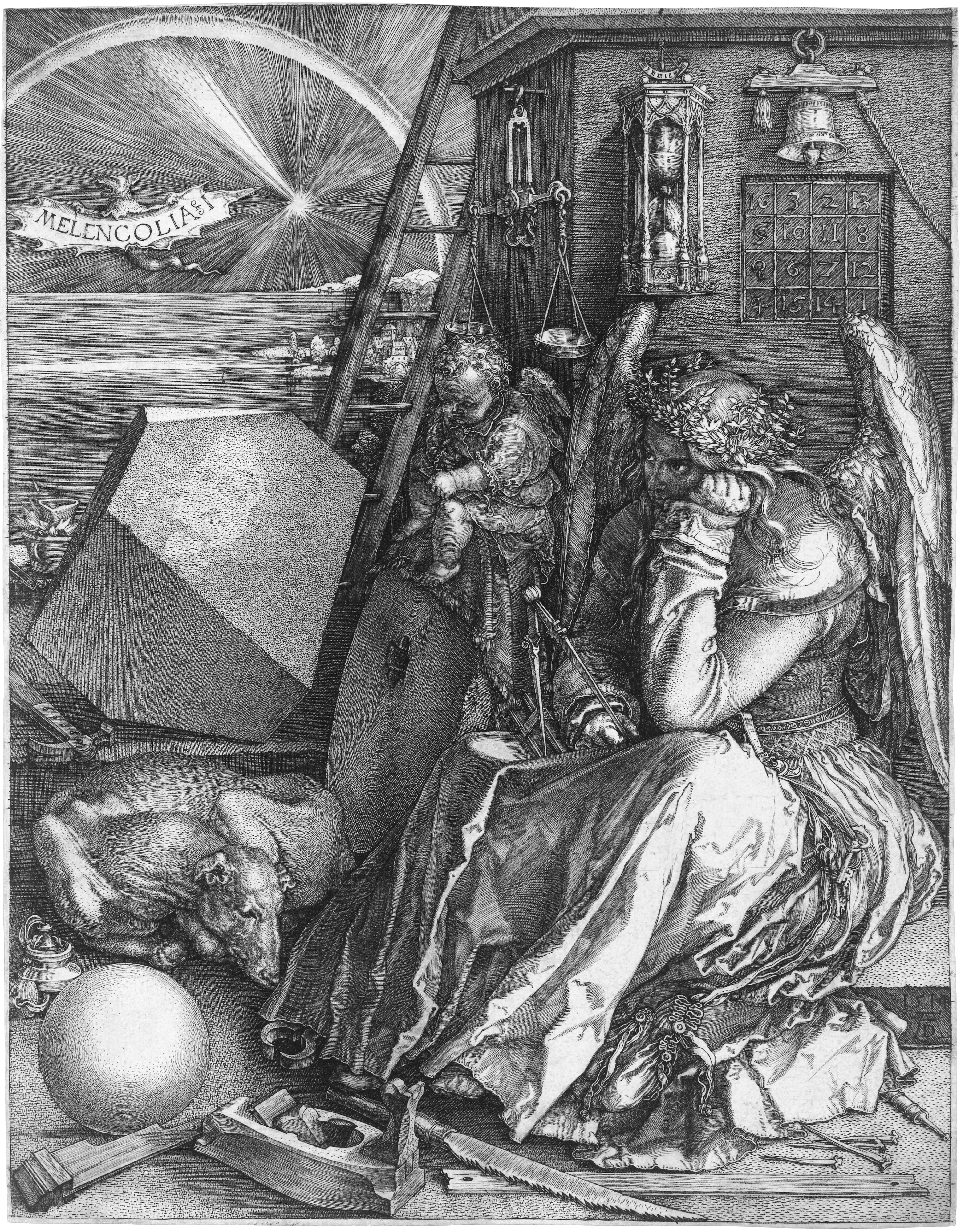
Melencolia, Kupferstich, Albrecht Dürer (1514)
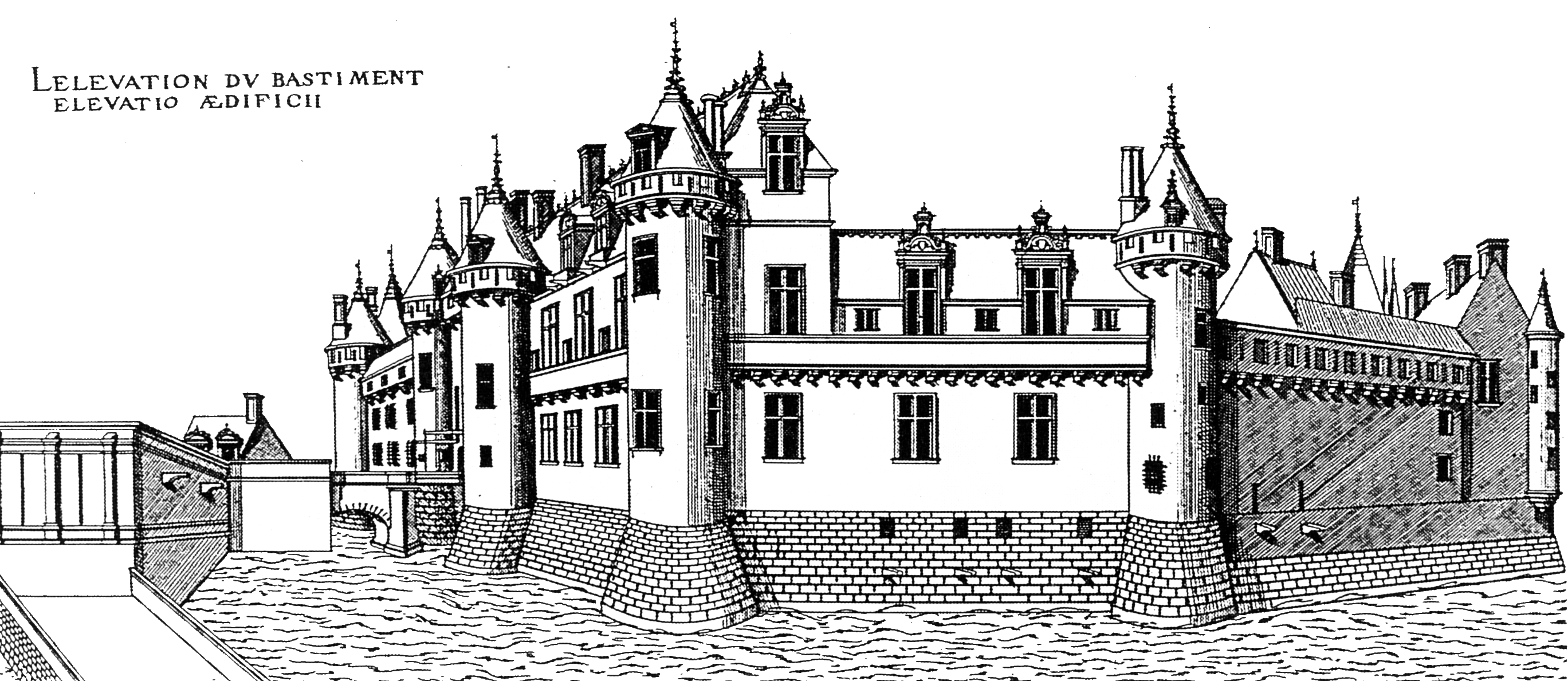
Chantilly, l’elevation du bastiment, Radierung, Künstler unbekannt, (16. Jahrhundert)

### Fotografien
Das Museum konserviert etwa 1400 Fotografien, auf Karton geklebte Papierabzüge, die aus der zweiten Hälfte des 19. Jahrhunderts stammen. Zur Sammlung gehören einige Werke der bedeutendsten Pioniere der Fotografie. Der Duc d’Aumale hatte bereits sehr früh Interesse an dieser Technik und sammelte einige Daguerreotypien aus den 1840er Jahren, die jedoch verschollen sind. Das Interesse für die Fotografie erklärt sich nicht zuletzt daraus, dass der Duc d’Aumale einige Erinnerungen an seine Heimat in sein englisches Exil mitnehmen wollte. So erwarb er von Édouard Baldus und von den Gebrüdern Bisson angefertigte Ansichten von Paris. Als Soldat interessierten ihn auch die fotografischen Dokumente von Roger Fenton aus dem Krimkrieg und jene von Alexander Gardner aus dem Amerikanischen Bürgerkrieg. Als Kunstsammler erwarb er auch Fotografien bedeutender Kunstwerke wie das Foto der Mona Lisa von Gustave Le Gray, die Schiffs- und Meeresansichten desselben Künstlers und die Abbildungen der Schweizer Gletscher von Adolphe Braun. Zur Sammlung gehören ferner zeitgenössische Ansichten des Schlosses Chantilly, Familienbilder und die ersten Amateurfotos des Neffen des Duc d’Aumale, Robert d’Orléans, des Herzogs von Chartres. Diese Aufnahmen werden zuweilen bei Sonderausstellungen gezeigt.

Beispiele von Fotografien im Musée Condé
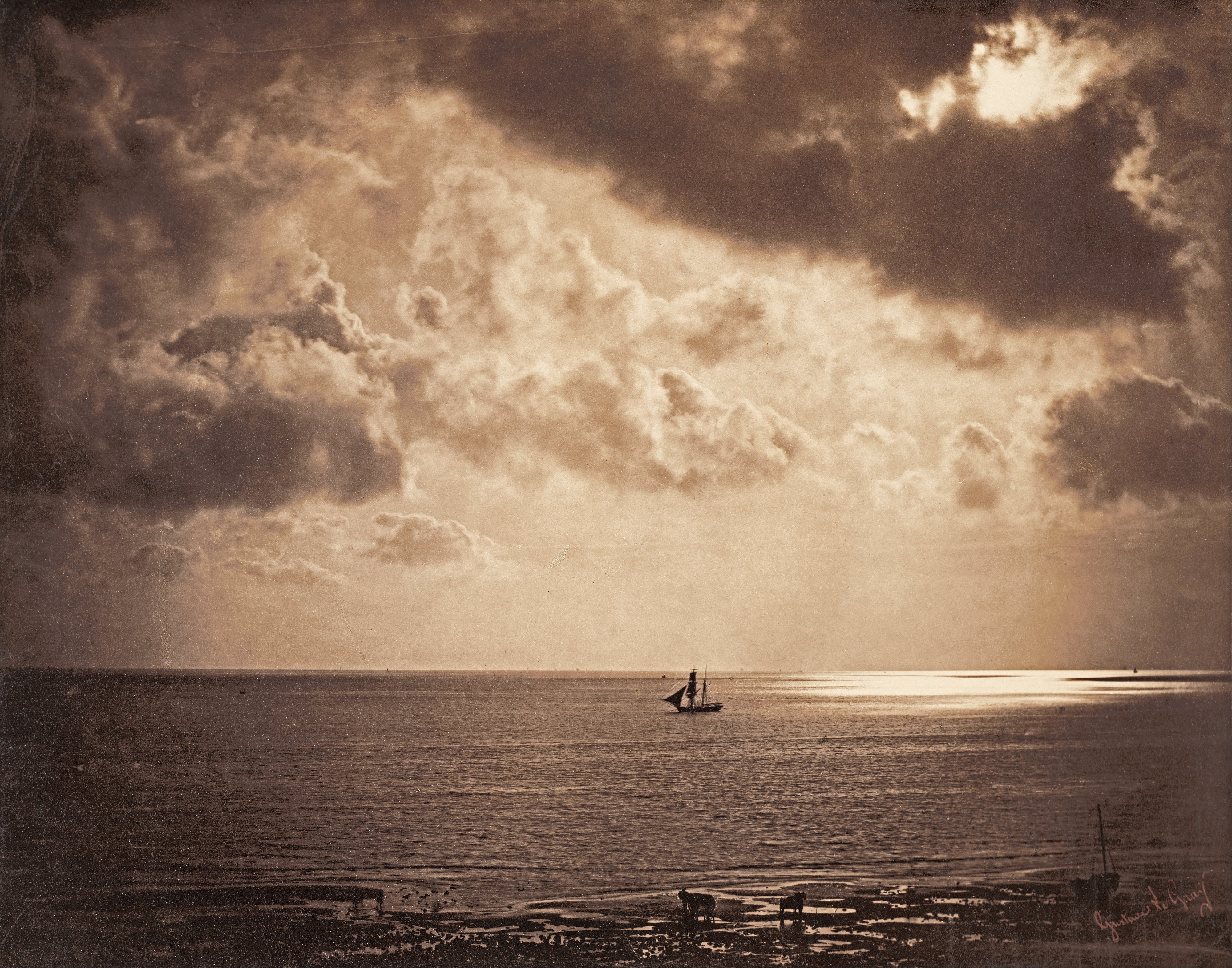
Le Brick, Albuminpapier von zwei Glasnegativen, Gustave Le Gray (1856 oder 1857)
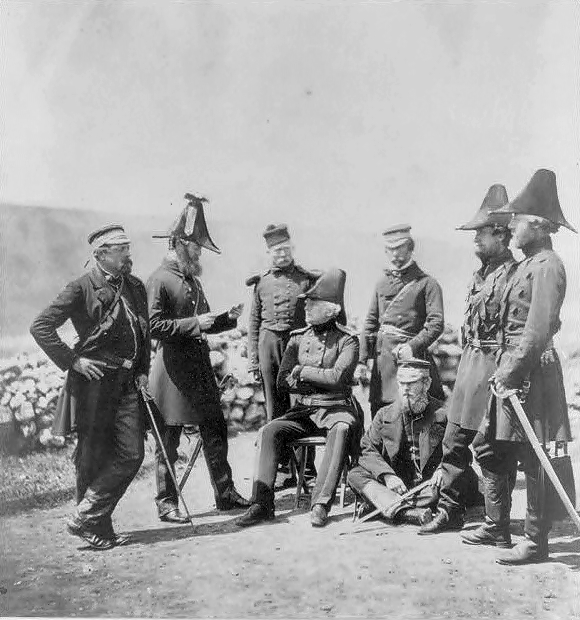
General Brown und sein Generalstab auf der Krim, Abzug von Kollodium-Nassplatte, Roger Fenton (1855)
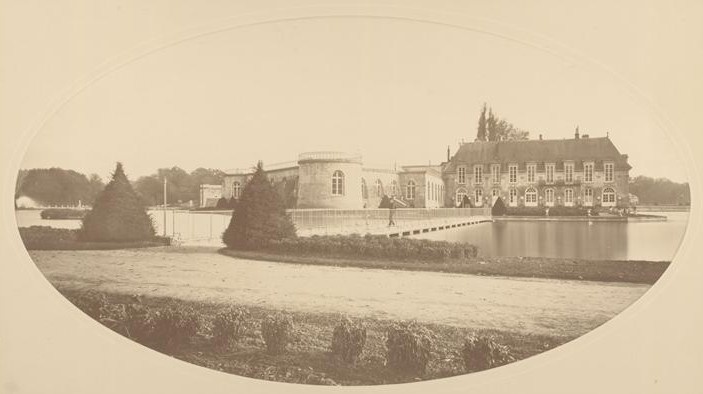
Schloss Chantilly und Pont de la Volière, unbekannte Technik, Claudius Couton (zwischen 1850 und 1875)

### Skulpturen
Die Sammlung von Skulpturen (305 davon sind in der Datenbank Base Joconde des französischen Kulturministeriums aufgeführt) besteht im Wesentlichen aus Büsten und Statuen von berühmten Persönlichkeiten. Es gibt jedoch auch Darstellungen von mythologischen Figuren und Jagdtieren im neoklassischen und akademischen Stil. Ein Teil dieser Statuen wurde durch den Duc d’Aumale erworben, um den Schlosspark damit zu schmücken. Diese Statuen waren im 17. Jahrhundert bereits im Park und wurden vom Duc d’Aumale erworben oder auch neu bestellt, um an die wichtigsten Personen in der Geschichte des Schlosses zu erinnern. Unter den vertretenen Bildhauern des 17. Jahrhunderts sind Guillaume Dupré (Büste von Heinrich IV.), Gilles Guérin (Ludwig XIV, der die Fronde niederschlägt) und Antoine Coysevox (Büste des Grand Condé). Louis-Pierre Deseine, James Pradier, Lorenzo Bartolini, Antoine-Louis Barye, Auguste-Nicolas Caïn (Schöpfer der Jagdhunde am Eingang des Schlosses), Henri Chapu und Paul Dubois stehen für die Bildhauerei des 19. Jahrhunderts.

Beispiele von Skulpturen im Musée Condé
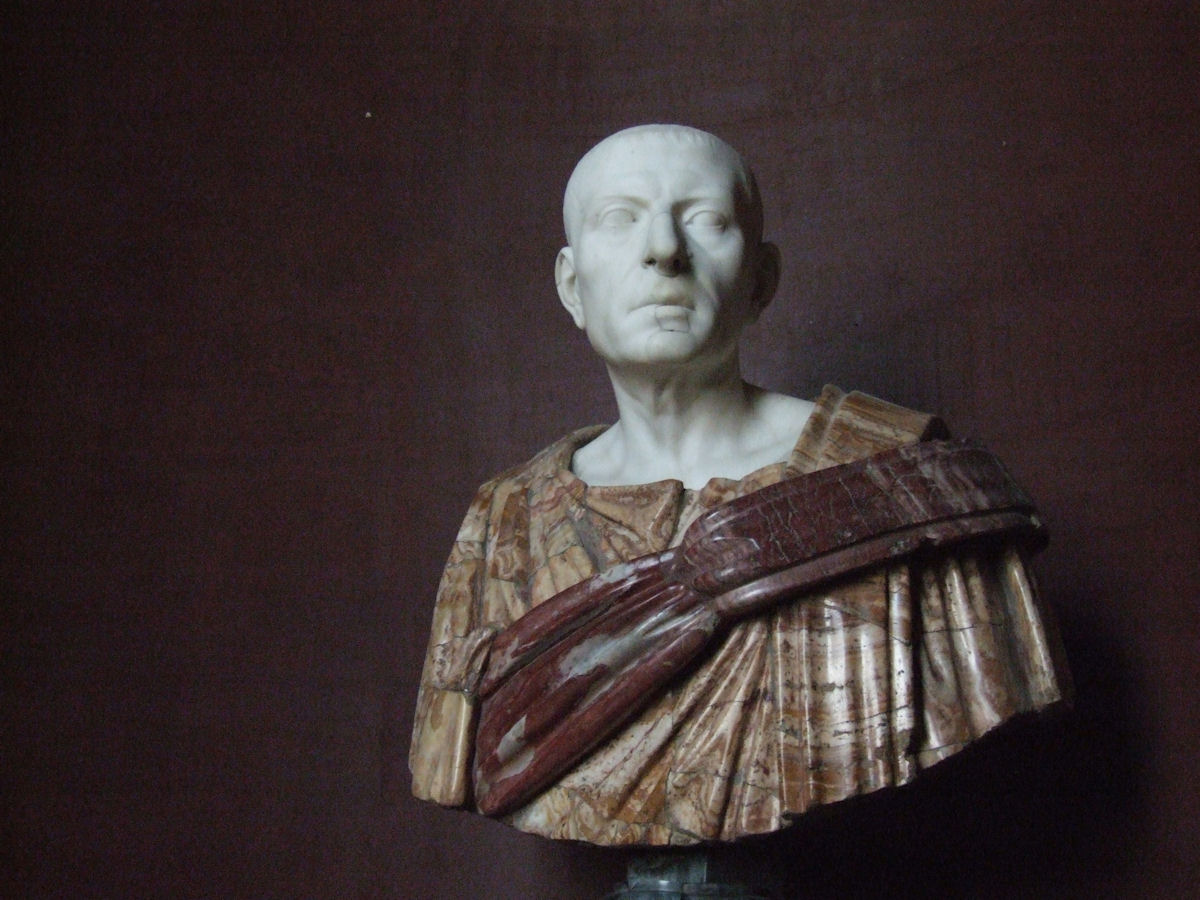
Buste de Cicero, Marmor, unbekannter Künstler (17. Jahrhundert)
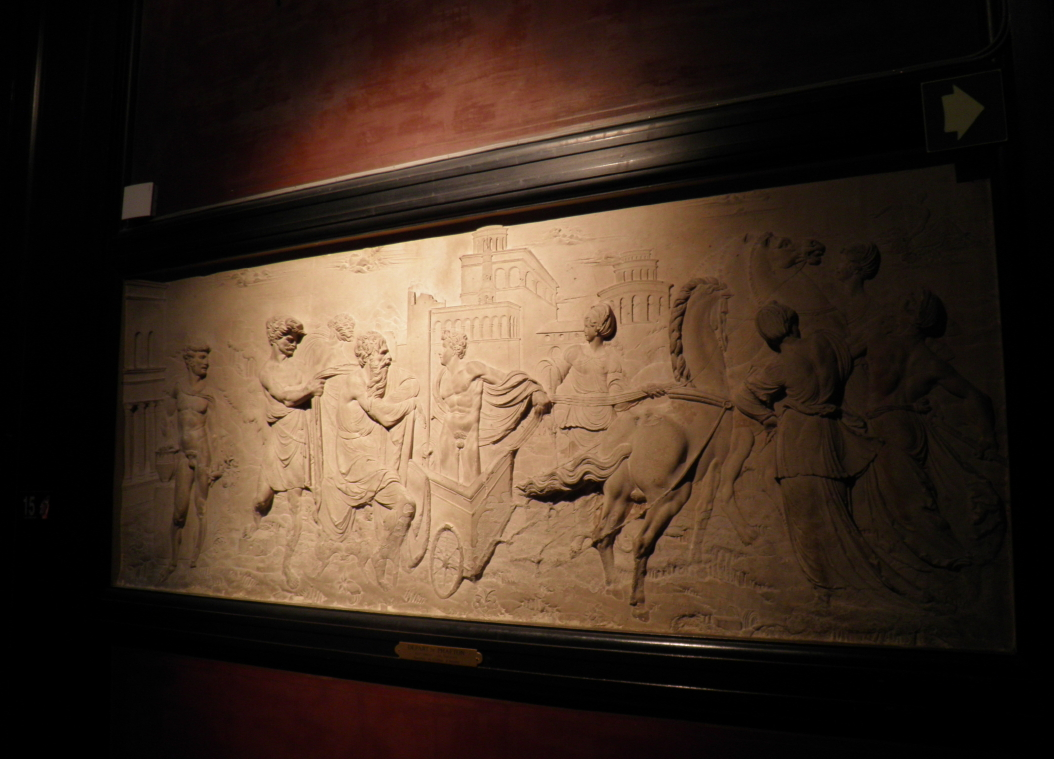
Abfahrt des Phaethon, Flachrelief, zugeschrieben Jean Goujon (um 1567)
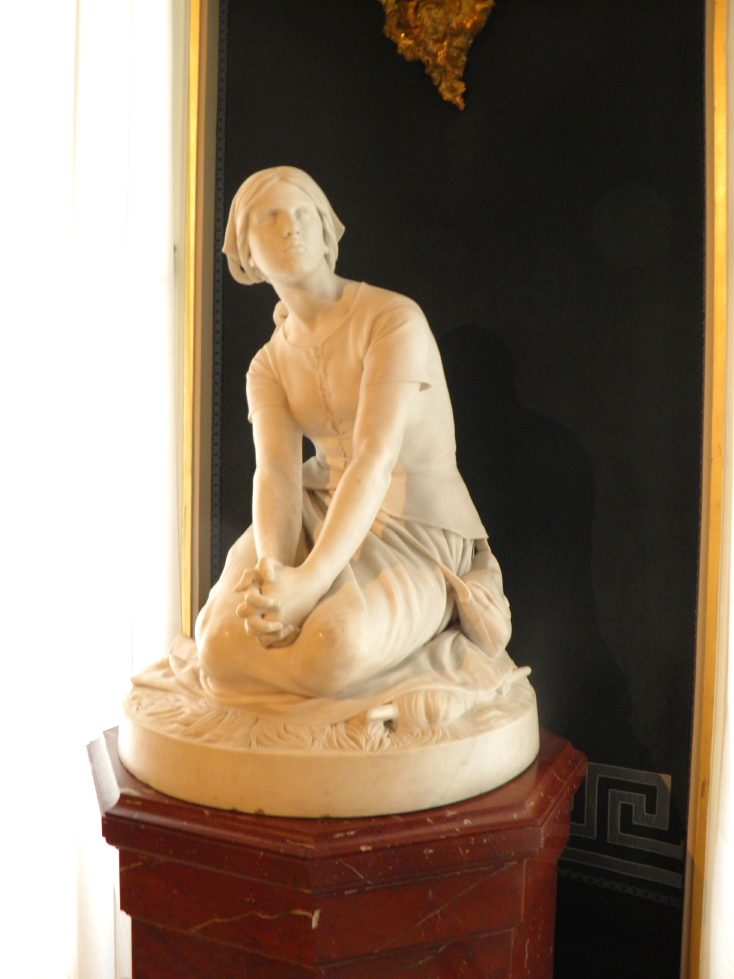
Jeanne d’Arc, Marmor, Henri Chapu (1873)
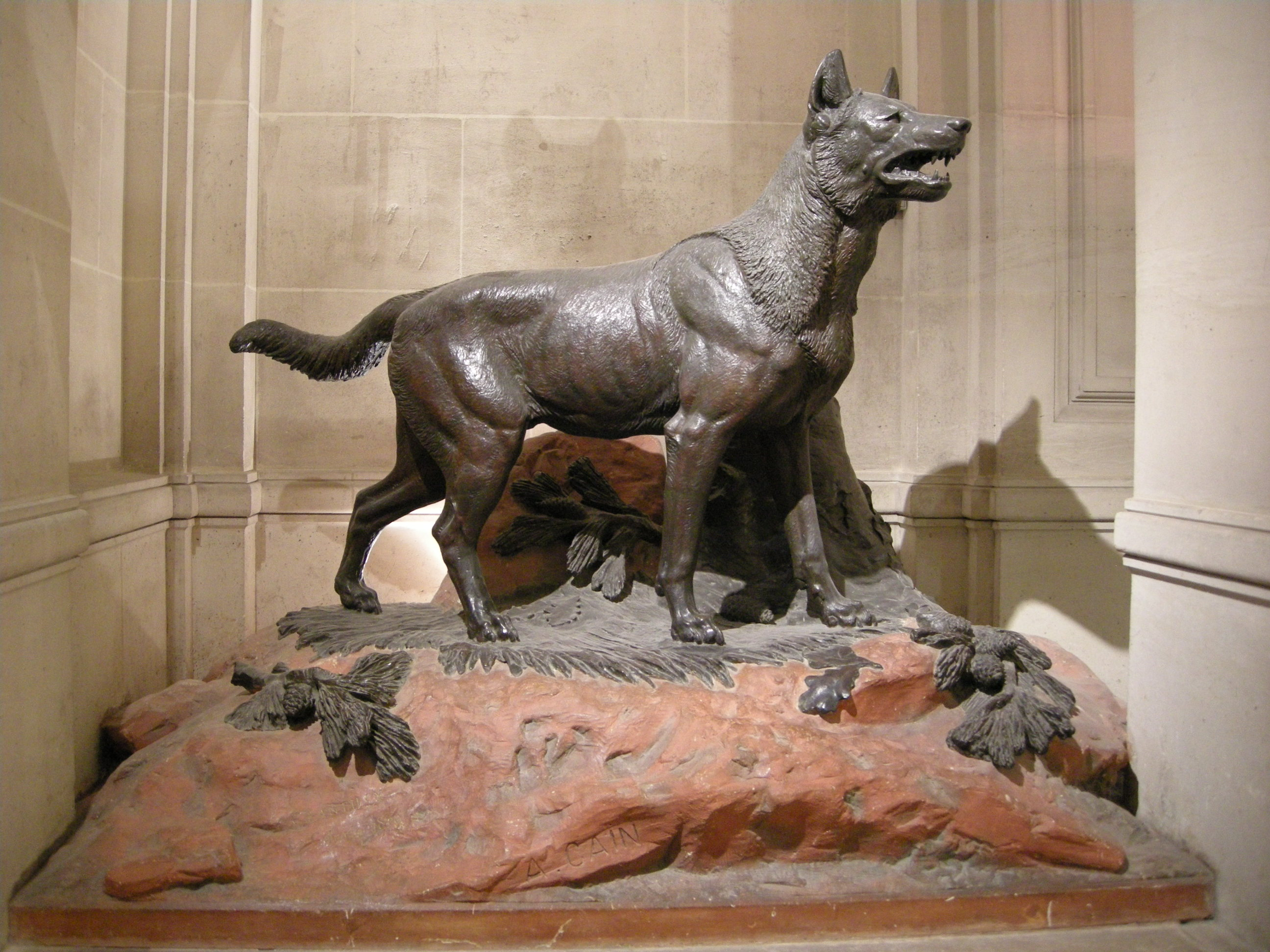
Wolf, Bronze, Auguste-Nicolas Caïn (1894)

### Dekorative Künste
Das Museum besitzt eine Sammlung von Porzellangeschirr, das die früheren Bewohner des Schlosses selbst verwendeten oder das vom Duc d’Aumale erworben worden ist. Darunter befindet sich eine der größten Sammlungen von Chantilly-Porzellan, da die Manufaktur im Jahre 1725 ursprünglich dazu gegründet wurde, die Herren von Chantilly mit Porzellan zu versorgen. Daneben stammen etwa 100 Objekte der Schenkung von Lefébure-Solacroup aus dem Jahre 1957, die im Wesentlichen aus Porzellan im sogenannten Kakiémon-Stil besteht, d. h. eine Nachahmung des japanischen Imari-Porzellans. Die Keramik-Sammlung umfasst weiterhin Sèvres-Porzellan des 18. und 19. Jahrhunderts, teils solches, das der Duc d’Aumale zu einer Zeit sammelte, als es in England in Mode war, teils eigens vom Duc direkt bei der Manufaktur bestelltes, wie beispielsweise ein Satz Surtouts mit Jagdmotiven nach den Gemälden von Jean-Baptiste Oudry. Nicht zuletzt besitzt das Museum Ensembles von Limoges- und Bayeux-Porzellan sowie Stücke anderer Manufakturen, besonders aus dem Paris des 18. und 19. Jahrhunderts. Auch ausländische Stücke, etwa aus Neapel, Wien, Meißen und englisches Knochenporzellan können im Musée Condé besichtigt werden.
Das Museum hat auch mehrere außergewöhnliche Möbelstücke, die im Wesentlichen aus dem 18. und 19. Jahrhundert stammen. Es handelt sich in der Regel um Familienstücke, die dem Haus Condé gehört hatten und unter der Restauration zurückerworben wurden, oder die gekauft und später dem Duc d’Aumale vererbt wurden. Die Sammlungen enthalten auch Stücke berühmter Eigentümer wie eine Schlafzimmerkommode Ludwigs XVI. in Versailles oder ein Büro- und Aktenschrank, der dem Duc de Choiseul gehört hatte. Die Möbel wurden von Künstlern wie André-Charles Boulle, Jean-Henri Riesener, Joseph Baumhauer, Georges Jacob, Pierre-Antoine Bellangé oder den Gebrüdern Grohé geschaffen. Es gibt auch reichlich Einrichtungsgegenstände aus der Julimonarchie, die herrschte, als der Duc d’Aumale sein Schloss einrichtete.

Möbelstücke im Musée Condé
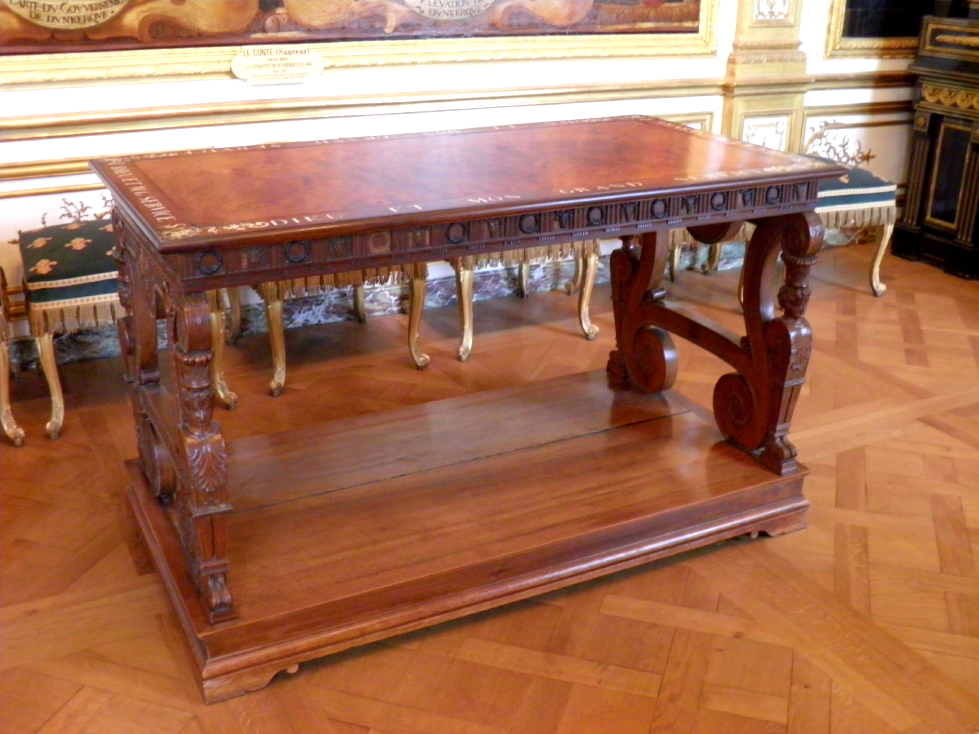
Tisch aus massivem Rebholz mit dem Wappen des Hauses Montmorency (16. Jahrhundert)
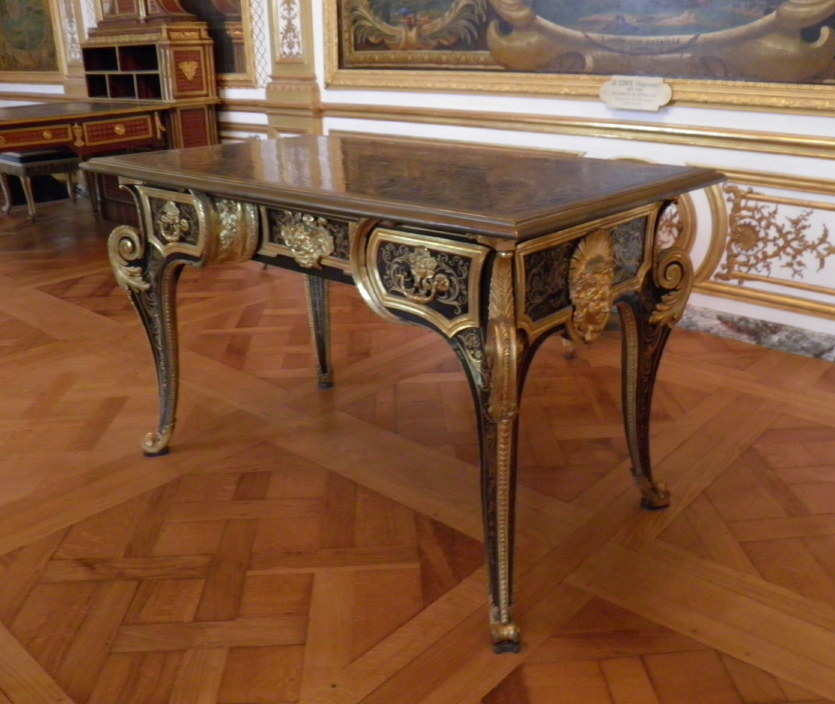
Tisch aus Eiche, Nussbaum, Schildpatt, Messing und vergoldeter Bronze, wahrscheinlich von André-Charles Boulle (Beginn des 18. Jahrhunderts)
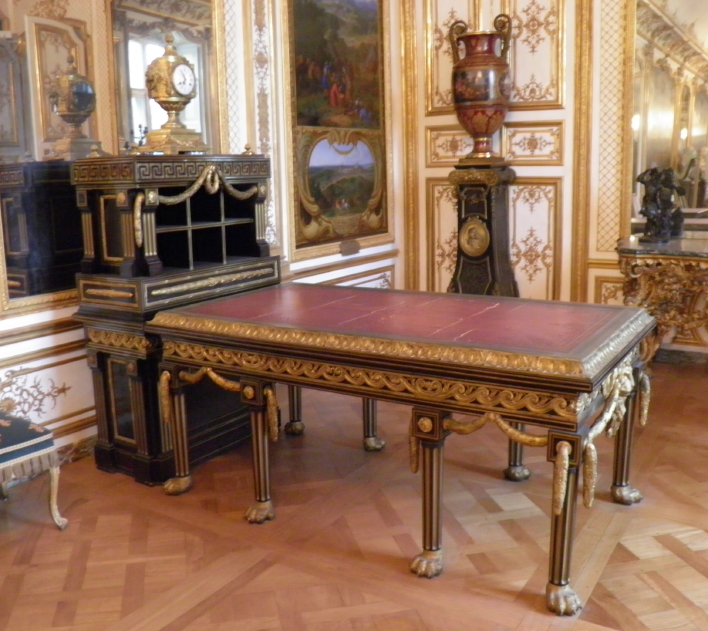
Schreibtisch aus Eiche, Ebenholz, vergoldeter Bronze und Leder, Joseph Baumhauer (um 1740)
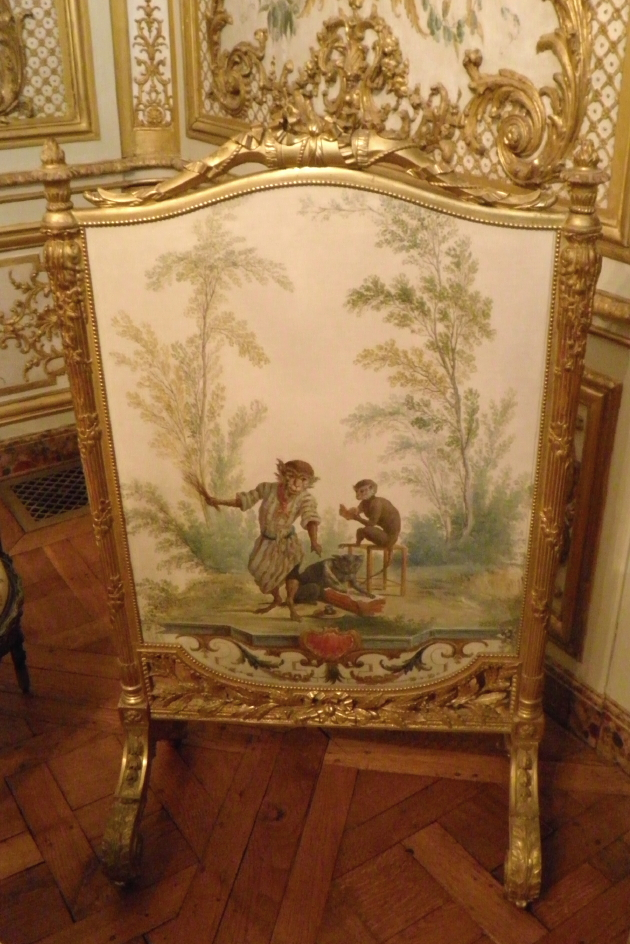
Kaminschild, Holz mit einem Tuch von Christophe Huet, großes Affenkabinett, Chobert (1880)

### Antiken
Der Duc d’Aumale besaß 150 Antiken unterschiedlicher Herkunft: ägyptische, etruskische, griechische und vor allem römische und gallo-römische, die mehr als die Hälfte ausmachen. Einige dieser Antiken, Bronze-, Glas- oder Keramikarbeiten, stammen von den Reisen des Duc zu den Ausgrabungsstätten von Pompeji, wo er sie von seinem Gastgeber, Ferdinand II, König beider Sizilien, geschenkt bekam. Im Jahre 1854 erwarb er die Sammlungen seines Stiefvaters Leopold von Bourbon beider Sizilien, die insbesondere die Mosaiken enthielt, die er für die Dekoration des Schlosses verwendete (Jagdmosaik und die Entführung der Europa), weiterhin gehörten einige kleine Marmorstatuen dazu. Bei verschiedenen Gelegenheiten erwarb der Duc d’Aumale andere Stücke wie einige Tanagra-Statuen, eine griechische rotfigurige Amphore aus Nola, die dem griechischen Maler Aison zugeschrieben wird, sowie eine Statue der Minerva. Einige Objekte entstammen auch lokalen Ausgrabungen von gallo-römischen Stätten, wie die kleine Bronzestatue eines Faunus von Buironfosse oder eine Statuette eines gallischen Wildschweins. Etwa ein Dutzend Objekte sind allerdings Fälschungen aus dem 19. Jahrhundert.

Antiken im Musée Condé
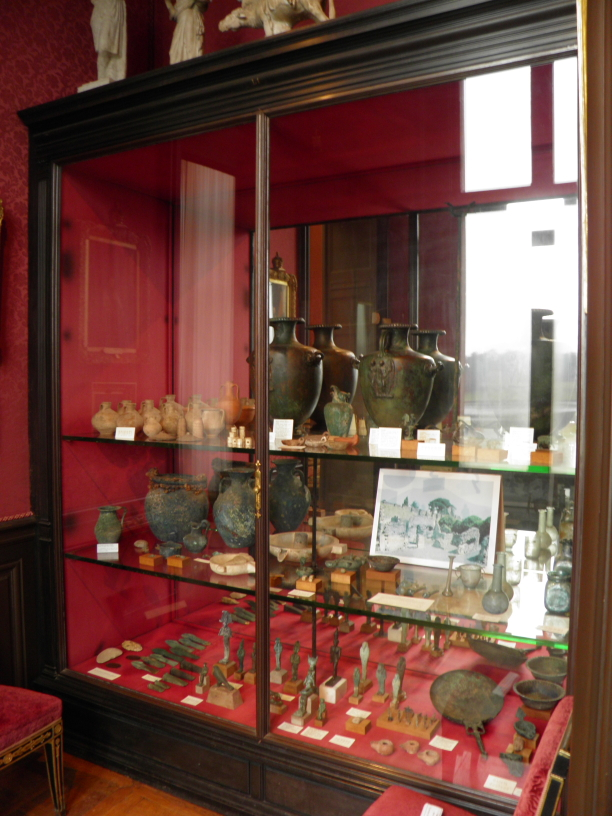
Vitrine mit Antiken zwischen dem Cabinet du Giotto und der Salle de la Minerve
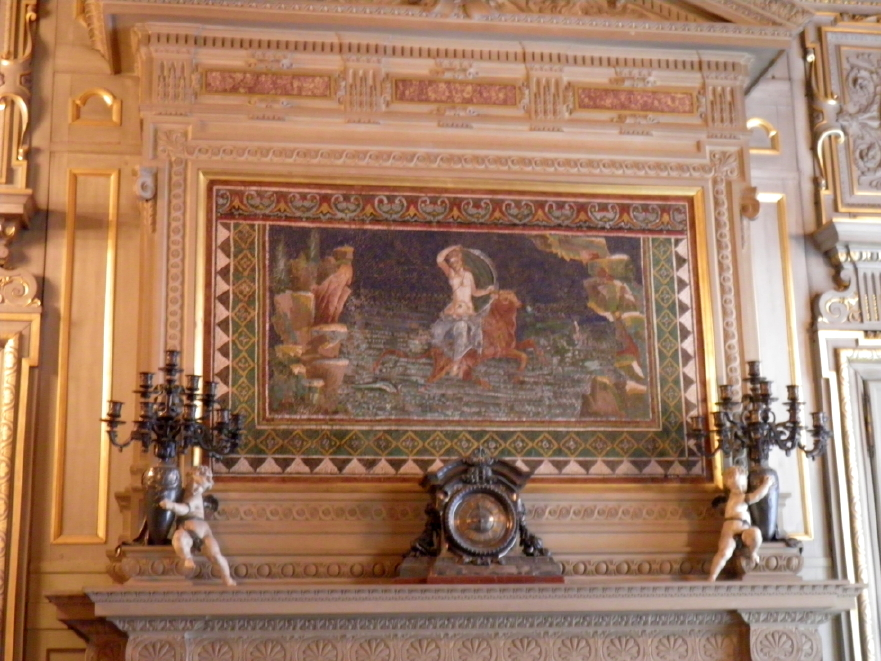
Die Entführung der Europa, Mosaik aus Stabiae, Opus tessellatum (1. Jahrhundert, über dem Kamin des Wachzimmers)
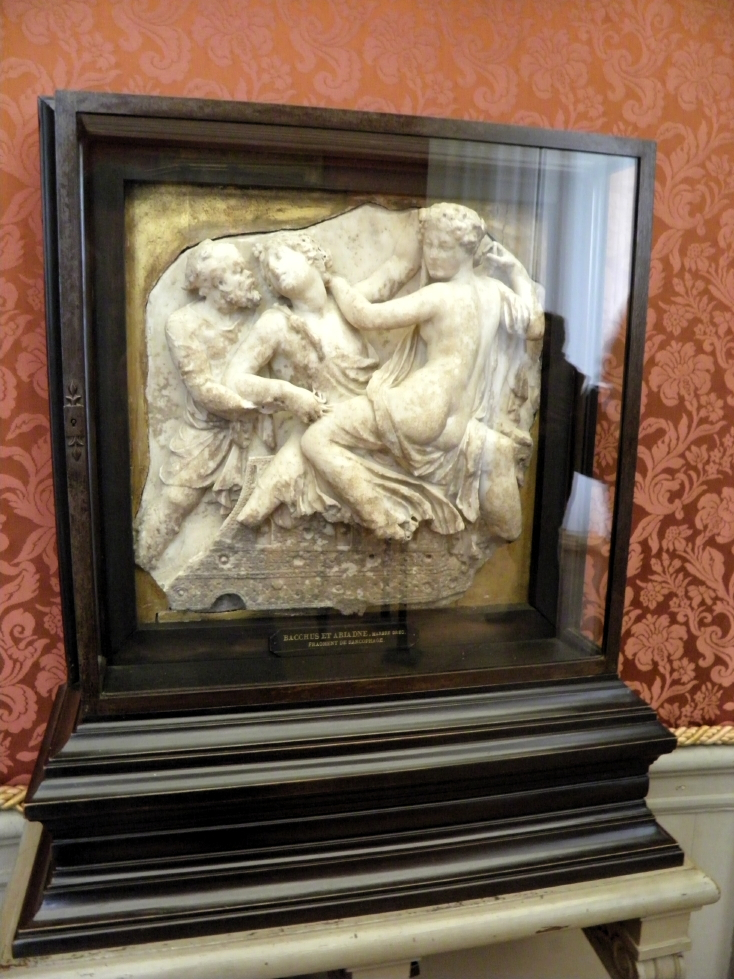
Ariane und Bacchus, Relief aus Marmor, Fragment eines Sarkophages (3. Jahrhundert)
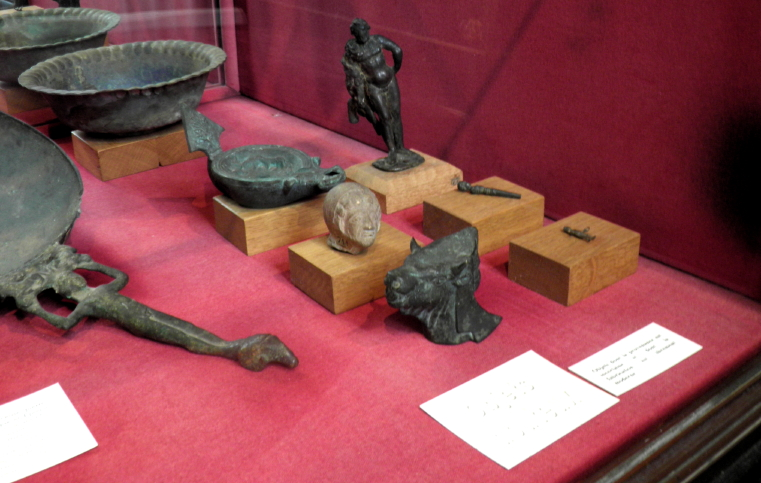
Teilansicht der Vitrine mit den Fälschungen

### Miniaturporträts
Das Museum besitzt über 350 Miniaturporträts, die eine eigenständige Sammlung sind und Zeichnungen, Malerei und dekorative Künste verbinden. Es handelt sich dabei um Darstellungen, die eine emotionale Beziehung zwischen der abgebildeten Person und dem Eigentümer des Porträts symbolisieren, seien es familiäre oder Liebesbeziehungen. Der Duc d’Aumale erwarb diese Arbeiten durch den Kauf von historischen Porträts, überwiegend jedoch durch Erbschaften: die meisten Miniaturporträts erhielt er von seiner Mutter, Königin Maria Amalia von Neapel-Sizilien bei ihrem Tod im Jahre 1866, womit etwa 60 Porträts der Familie Bourbon-Condé sowie österreichische und neapolitanische Porträts von ihrer Stiefmutter Maria Klementine von Österreich zur Sammlung kamen. Andere Miniaturen wurden nach der Eröffnung des Museums erworben, sei es durch Schenkungen, Erbschaften oder Ankäufe. Diese Miniaturen haben eine Vielzahl von Formen: vor allem ovale oder runde, aber auch Kästchen oder Schmuckstücke. Die ältesten Objekte stammen aus den 1520er Jahren, als diese Kunst aufkam. Als Nachfolger der Buchmalerei wurden sie in Gouache oder Aquarell auf Kalbspergament gearbeitet. Sie sind manchmal auch aus Email, wie jene von Léonard Limosin (Porträts von Henri d’Albret, Antoine de Bourbon, Catherine de Lorraine, Louis de Bourbon). Die Miniaturen des 17. Jahrhunderts wurden auf einer Vielzahl von Materialien ausgeführt: Kupfer, Papier und vor allem Email, auf das sich Künstler wie Jean Petitot (18 Porträts) spezialisierten. Die Werke in der zweiten Hälfte des 18. Jahrhunderts sind vor allem auf Elfenbein gearbeitet, wobei diese Technik aus Italien kam, aber von in Frankreich lebenden Künstlern wie Peter Adolph Hall (Porträts des zukünftigen Königs Louis-Philippe I.) und Jean-Baptiste Isabey (Porträt der Marie-Louise von Österreich) eingeführt wurde. Die Miniaturen sind in der Dauerausstellung im Schmucksteinkabinett zu sehen. Eine Sonderausstellung, die sich ausschließlich den Miniaturen widmete, die für diesen Anlass restauriert worden waren, fand in den Jahren 2007 und 2008 statt.

Miniaturporträts im Musée Condé
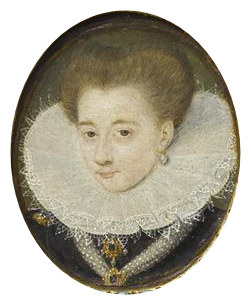
Porträt der Gabrielle d’Estrées, Holz (Ende 16. oder Anfang 17. Jahrhundert)
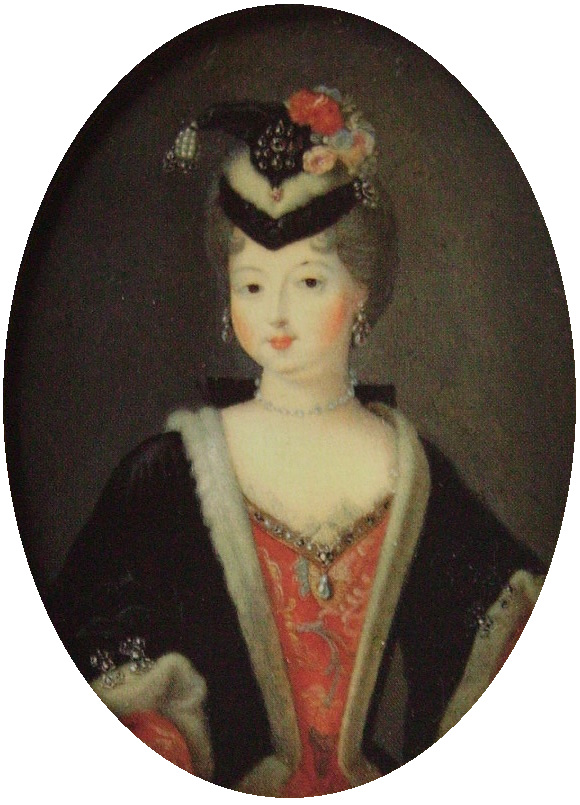
Porträt von Élisabeth de Bourbon-Condé, Elfenbein (um 1730)
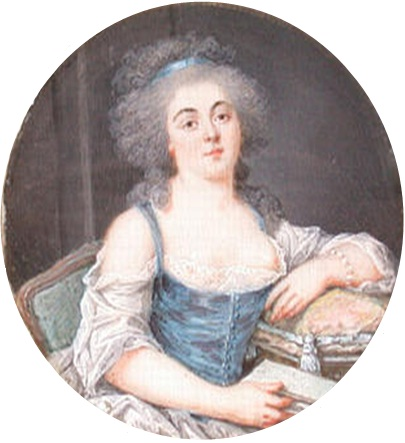
Porträt von Bathilde d’Orléans, Elvenbein (Ende 18. Jahrhundert)
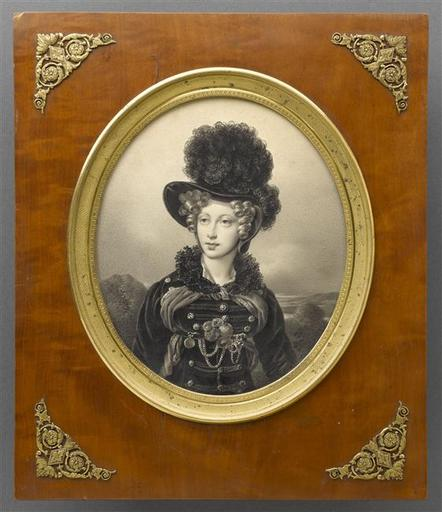
Porträt von Marie-Caroline als Amazone, Papier (vor 1820)

## Verwaltung und Kulturpolitik

### Administration
Aus rechtlicher Sicht ist das Musée Condée eine private Stiftung, die Fondation d’Aumale, die durch die Schenkung des Duc d’Aumale entstanden ist, aber einer öffentlichen Einrichtung untersteht, nämlich dem Institut de France. Es ist mithin kein nationales Museum und darf sich auch nicht mit der Bezeichnung Musée de France schmücken. Seine Führung obliegt einem staatlichen Kurator, der vom Ministerium für Kultur gestellt wird. Dies ist seit 1998 Nicole Garnier-Pelle. Die Erhaltung der Bibliothek und des Archives wird parallel dazu von einem staatlichen Kurator der Sektion Bibliothekswesen des Institut de France geleitet, seit 2009 in der Person von Olivier Bosc. Die Aufsicht und die Kontrolle des Musée Condé im Auftrag des Institut werden immer von einem Konservatorenkollegium wahrgenommen, das aus drei Wissenschaftlern der Académie Française zusammengesetzt ist.
Das Personal am Empfang, die Aufsicht, das Wartungs- und Erhaltungspersonal ist direkt von der Stiftung für die Erhaltung der Domäne von Chantilly angestellt, die den gesamten Besitz des Schlosses Chantilly seit 2005 verwaltet. Sie beschäftigt rund 150 Personen und leitet auch alle kommerziellen Belange des Museums, die Kommunikation und die Aufsicht über Restaurierungsprojekte an Gebäuden oder Objekten der Sammlung.

### Besucherzahlen
Das Musée Condé steht, gemessen an der Besucherzahl, auf dem 28. Platz aller französischen Museen. Es zählt zu den 15 meistbesuchten Museen der schönen Künste des Landes und ist das bedeutendste Museum der Picardie. Seitdem die Domäne von der Stiftung für die Erhaltung der Domäne von Chantilly verwaltet wird, ist die Besucherzahl leicht im Steigen begriffen, sie ist jedoch vom Ziel der 600.000 Besucher pro Jahr, die sich die Stiftung bei ihrer Gründung gesetzt hatte, weit entfernt. In der Liste der besten Museen, die die Zeitschrift Le Journal des Arts aufgestellt hat, befindet sich das Musée Condé auf dem 37. Rang, aber auf dem dritten Rang aller Museen, die sich in Städten mit weniger als 20.000 Einwohnern befinden.
| 2000    | 2001    | 2002    | 2003    | 2004    | 2005    | 2006    | 2007    | 2008    | 2009    |
| ------- | ------- | ------- | ------- | ------- | ------- | ------- | ------- | ------- | ------- |
| 267 911 | 266 648 | 263 917 | 289 637 | 260 298 | 235 970 | 244 634 | 258 850 | 255 439 | 275 775 |

### Erhaltung und Erwerbungen
Das Museum führt regelmäßig Restaurierungen seiner Werke und der historischen Räume des Schlosses durch. Mit diesen Arbeiten werden in der Regel unabhängige Restauratoren beauftragt und Mäzene tragen häufig zur Finanzierung der Erhaltung des Kulturerbes bei. Zu den kürzlich restaurierten Räumen des Schlosses gehören das große Affenkabinett im Jahr 2007 mit finanzieller Unterstützung durch den World Monuments Fund, einer privaten Stiftung in New York, oder die Loggia, das Débotté und der violette Salon der kleinen Gemächer im Jahr 2009 mit Hilfe der Freunde des Musée Condé. Darüber hinaus wurden Kunstwerke wie die italienischen Gemälde der Tribüne und der großen Galerie im Jahre 2007 und einige Miniaturen aus dem Schmucksteinkabinett restauriert. Die Restaurierungen werden manchmal gleichzeitig zu thematischen Ausstellungen durchgeführt, wie zum Beispiel jener acht niederländischen Gemälde anlässlich einer Ausstellung zu diesem Thema im Jahre 2010.
Der größte Gönner des Museums ist der Verein Freunde des Musée Condé. Er wurde im Jahr 1971 gegründet und hat heute rund 2000 Mitglieder. Dieser Verein hilft bei der Finanzierung der Restaurierung, aber auch bei möglichen Zukäufen durch das Museum. Er veröffentlicht eine jährliche oder halbjährliche Zeitschrift mit dem Titel Le Musée Condé, um die neuesten Forschungsergebnisse über die Sammlungen und aktuelle Restaurierungen oder Erwerbungen zu publizieren.
Neuerwerbungen für das Museum werden immer in Hinsicht auf einen Zusammenhang mit der bereits vorhandenen Sammlung oder der Geschichte des Schlosses durchgeführt. Wird das Werk käuflich erworben, ist dazu generell die Unterstützung eines privaten Mäzens notwendig. Im Jahr 2006 wurde dank breit gefächerter Unterstützung der Bewohner rund um Chantilly ein Aquarell von Adam Frans van der Meulen gekauft, das das Schloss abbildet. Im Jahr 2008 erwarb das Museum mit Hilfe der Lefort-Beaumont-Stiftung ein Porträt des Grand Condé von Justus van Egmont (das Museum besaß damals bereits zwei Porträts desselben Künstlers). Neuerwerbungen können auch Schenkungen sein, wie die Spende von Plänen und Zeichnungen der Insel der Liebe und der Springbrunnen der Schlossgärten vom Architekten Claude-Mathieu Delagardette, die im Jahr 2010 von seinen Nachkommen gemacht wurde.

### Sonderausstellungen

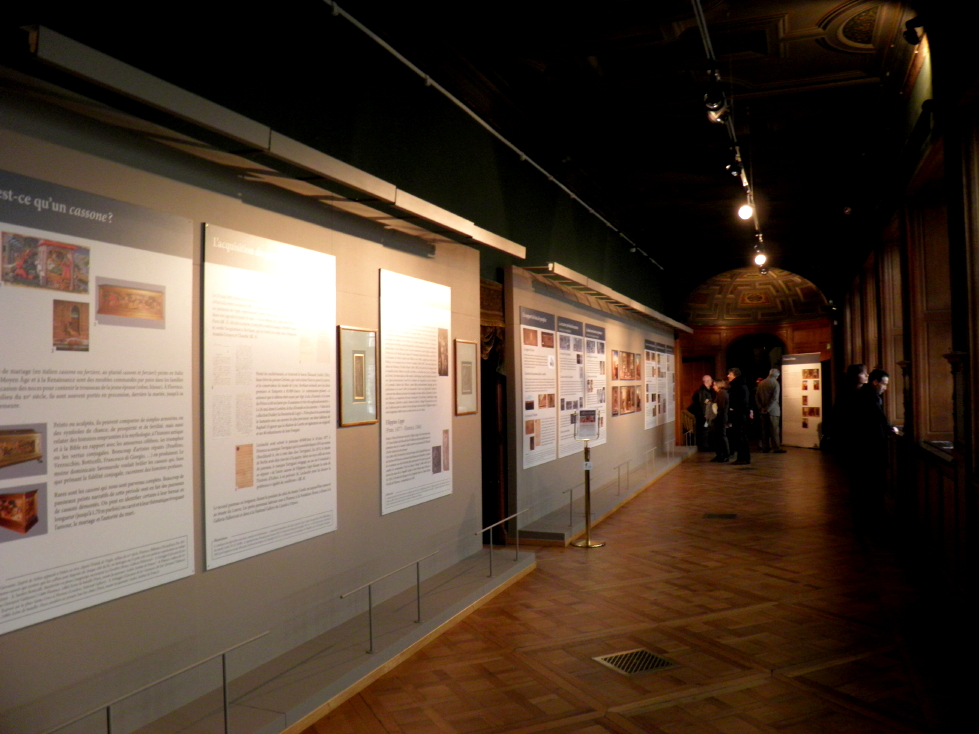
Die Galerie de Psyché während der Ausstellung über den Cassone Esther et Assuerus mit Malereien von Filippino Lippi, im Februar 2011

Sonderausstellungen werden meist mit Werken aus dem nicht ständig ausgestellten Schatz des Museums durchgeführt. Die Galerie de Psyché und die Galerie des Cerfs werden zu diesen Anlässen umgeräumt, um Platz für die Exponate zu schaffen. Sollte der Umfang der Sonderausstellung es erfordern, so wird auch das Schmucksteinkabinett zu diesem Zweck geräumt. Die Leitung der Sonderausstellung liegt in der Regel beim Kurator des Museums. Wenn das Bücherkabinett Ausstellungen zum Thema Buchbinderei oder speziellen Werken organisiert, so obliegt die Ausstellungsleitung dem Kurator der Bibliothek.
Zwischen 2005 und 2010 wurden Sonderausstellungen zu den folgenden Themen organisiert:
- 18. März bis 13. Juni 2005: Schätze des Zeichnungskabinetts im Musée Condé zu Chantilly, eine Auswahl repräsentativer Zeichnungen aus der Sammlung des Duc d’Aumale[52]
- 27. April bis 25. Juli 2005: Von der Dominoterie und Marmorpapieren. Papiere und Buchbinderei, über Techniken der Buchbinderei im Bücherkabinett[85]
- 22. Juni bis 19. September 2005: Hartporzellan aus Sèvres, Paris, Wien und Capodimonte im Musée Condé zu Chantilly über Stücke aus der Porzellansammlung, die nicht aus Chantilly stammen[64]
- 28. September 2005 bis 9. Januar 2006: Lagneau, ein unbekannter Künstler des 17. Jahrhunderts mit Zeichnungen eines französischen Künstlers vom Beginn des 17. Jahrhunderts mit Leihgaben der Bibliothèque nationale de France und des Musée du Louvre[86]
- 22. März 2006 bis 26. Juni 2006: Daniel Dumonstier, „exzellentester Kreidezeichner Europas“ (1574–1646), Retrospektiven von Zeichnungen und Malereien dieses Künstlers des 16. und 17. Jahrhunderts mit Leihgaben der Bibliothèque nationale de France und des Musée du Louvre[87]
- 16. September 2006 bis 8. Januar 2007: Herrschaftlich tafeln in Chantilly, Kunst für die Speisetafel, dekorative Kunst und Archivdokumente zu den Empfängen im Schloss Chantilly des 17. bis 19. Jahrhunderts[88]
- 19. September 2007 bis 7. Januar 2008: Kleine Porträts, große Persönlichkeiten, Miniaturen des 16. und 17. Jahrhunderts im Musée Condé, zu den Miniaturporträts aus der Sammlung des Schlosses Chantilly[89]
- 9. April bis 21. Juli 2008: Marie d’Orléans (1813–1839), Prinzessin und Künstlerin der Romantik, Skulpturen und persönliche Gegenstände von der Schwester des Duc d’Aumale, in Zusammenarbeit mit dem Musée du Louvre[90]
- 19. März bis 4. August 2008: Mignonne, allons voir... Die Sammlung poetischer Werke von Jean Paul Barbier-Mueller, französische Poesie aus dem 16. Jahrhundert aus der Sammlung des schweizerischen Bankiers[91]
- 15. September 2008 bis 2. Februar 2009: Marie Stuart, französisches Schicksal einer schottischen Königin, Drucke und Kunstgegenstände zum Thema der Maria Stuart in Zusammenarbeit mit dem Schloss Écouen[92]
- 20. September 2008 bis 2. Februar 2009: Chantilly im Ersten Weltkrieg. Unveröffentlichte Fotografien von Marcel Vicaire, Fotografien aus dem Musée Condé mit Darstellungen von Chantilly im Ersten Weltkrieg[93]
- 11. Februar bis 30. März 2009: Von Michelangelo bis Chapu. Zeichnungen von Bildhauern in den Sammlungen des Musée Condé, Auswahl von Zeichnungen zum Thema Bildhauerei[94]
- 4. April bis 12. Oktober 2009: Die Jardins de Le Nôtre in Chantilly, Archivdokumente, Zeichnungen und Drucke über die Gärten des Schlosses Chantilly im 17. Jahrhundert anlässlich der Restaurierung des Grand parterre[95]
- 29. Mai bis 31. August 2009: Der Mythos der Psyche, Fensterkunst, Zeichnungen, Drucke und dekorative Objekte zu diesem mythologischen Thema[96]
- 16. September 2009 bis 4. Januar 2010: Van Dyck in den Sammlungen des Musée Condé, über die Gemälde, Kopien, Zeichnungen und Drucke des flämischen Meisters[97]
- 21. Oktober 2009 bis 4. Januar 2010: Die Fotografie des 19. Jahrhunderts in der Sammlung des Duc d’Aumale, Auswahl von Abzügen alter Fotografien[98]
- 13. Januar bis 5. April 2010: Kleine Marken, große Sammler. Sammlermarkierungen in den Zeichnungen aus dem 16. bis 19. Jahrhundert im Musée Condé zu Chantilly, Auswahl von Zeichnungen aus der Sammlung und über die Sammlermarkierungen auf ihnen[99]
- 12. Mai bis 16. August 2010: Henri IV., ein Porträt seiner Herrschaft, über die Ikonographie des Königs und seine Herrschaft anlässlich des 400. Jahrestages seiner Ermordung.[100]
- 15. September 2010 bis 2. Januar 2011: Holländische Kunst im Musée Condé, über die holländische Malerei in den Sammlungen des Musée Condé.[101]

Seit dem Jahr 2012, in dem die Jeu-de-Paume-Halle restauriert wurde, finden dort Ausstellungen von Kunstwerken statt. Jährlich wird eine große Sonderausstellung organisiert. Die erste von diesen hatte den Titel Delacroix und der Beginn des Orientalismus und war von Oktober 2012 bis Januar 2013 zugänglich. Neben Werken aus der Sammlung von Gemälden und Zeichnungen des Musée Condé waren auch Leihgaben des Musée du Louvre zu besichtigen.

### Preispolitik und Leistungen für die Öffentlichkeit
Der Museumseintritt kostet (Stand 2024) 18 € und 14,50 € für Personen zwischen 3 und 25 Jahren. Führungen kosten 7 Euro extra.
Das Museum bietet Erläuterungsblätter zum Rundgang zur freien Entnahme sowie Audio-Führungen für Erwachsene und Kinder, die man gegen Gebühr entleihen oder kostenlos von der Webseite des Schlosses herunterladen kann. Thematische Führungen werden ebenfalls jede Woche organisiert. Ein Bildungs- und Kulturdienst, der gemeinsam mit dem Schlossgarten und dem Gestüt betrieben wird, bietet Aktivitäten für Schulen und Freizeiteinrichtungen. Das Museum beteiligt sich jedes Jahr an den European Heritage Days mit besonderen Veranstaltungen, aber ohne freien Eintritt zu gewähren, wie es sonst bei dieser Veranstaltung üblich ist. Es ist auf Besucher mit Seh-, Hör- und geistigen Behinderungen vorbereitet und darf deshalb die Auszeichnung Tourismus und Handikap tragen. Das Museum beherbergt ein Restaurant (La Capitainerie) und eine Boutique. Im Jahr 2012 wurden 48 Werke aus den Sammlungen des Museums in hoher Auflösung gescannt und zum Google Art Project beigetragen.

### Geschichte des Museums
- Gustave Macon: Musée Condé : Itinéraire. Braun, Clément et Cie, successeurs (Paris), Paris 1899 (französisch, online [abgerufen am 4. Januar 2013]).
- Gustave Macon: Chantilly et le musée Condé. Henri Laurens, Paris 1910 (französisch, bibliotheque-conde.fr [PDF; abgerufen am 4. Januar 2013]).
- Raoul de Broglie: Chantilly. Histoire du château et de ses collections (= Châteaux, décors de l’histoire). Calmann-Lévy, 1964 (französisch).
- Jean-Pierre Babelon: Le Château de Chantilly. Scala-Domaine de Chantilly, Paris 1999, ISBN 2-86656-413-8 (französisch).

### Sammlungen
- Nicole Garnier-Pelle: Les Tableaux de Chantilly, la collection du duc d’Aumale. SkiraFlammarion – Domaine de Chantilly, 2009, ISBN 978-2-08-122828-3 (französisch).
- Albert Châtelet, François-Georges Pariset, Raoul de Broglie: Chantilly, musée Condé. Peintures de l’École française XVe – XVIIe siècle (= Inventaire des collections publiques de France. Band 16). Réunion des musées nationaux, 1970 (französisch).
- Elisabeth de Boissard, Valérie Lavergne: Chantilly, musée Condé. Peintures de l’École italienne (= Inventaire des collections publiques de France. Band 34). Réunion des musées nationaux, 1988, ISBN 2-7118-2163-3, S. 212 (französisch).
- Nicole Garnier-Pelle: Chantilly, musée Condé, Peintures du XVIIIe siècle (= Inventaire des collections publiques françaises). Réunion des musées nationaux, 1995, ISBN 2-7118-3285-6 (französisch).
- Nicole Garnier-Pelle: Chantilly, musée Condé, Peintures des XIXe et XXe siècles (= Inventaire des collections publiques françaises). Réunion des musées nationaux, 1997, ISBN 2-7118-3625-8 (französisch).
- Nicole Garnier-Pelle (Hrsg.): Les Peintures italiennes du musée Condé à Chantilly. Generali / Institut de France, Trieste 2003, ISBN 88-7412-007-9 (französisch).
- Ludovic Laugier, Anne-Marie Guimier-Sorbets: Le cabinet d’antiques du duc d’Aumale à Chantilly. De L’Égypte à Pompéi. Éditions d’Art Somogy, 2002, ISBN 2-85056-551-2 (französisch).
- Nicole Garnier-Pelle: Trésors du cabinet des dessins du Musée Condé à Chantilly. Histoire de la collection du duc d’Aumale. Somogy éditions d’Art, Paris 2005, ISBN 2-85056-866-X (französisch).
- Anne Forray-Carlier: Le Mobilier du château de Chantilly. Éditions Faton, Dijon 2010, ISBN 978-2-87844-131-4 (französisch).
- Nicole Garnier-Pelle: La photographie du XIXe siècle à Chantilly. chefs-d’œuvre du musée Condé. Artlys, 2001, ISBN 2-85495-178-6 (französisch).